# Lista artystów z największą liczbą sprzedanych wydawnictw muzycznych
Lista przedstawia artystów muzycznych, których płyty sprzedano w największej liczbie w historii na świecie. Aby znaleźć się w podsumowaniu, artysta musi sprzedać co najmniej 75 milionów nagrań (albumów, singli, wideoklipów, downloadów etc.), z czego co najmniej 20% (w przypadku nowszych artystów, którzy zadebiutowali na listach przebojów w latach 1975–1990, 1990–2000 i po roku 2000 – odpowiednio co najmniej: 20–60%, 60–70%, 70–80%) stanowić muszą jednostki certyfikowane, tak aby szacowana liczba sprzedanych przez niego płyt była wiarygodna. Z tego powodu artyści tacy jak: Tino Rossi, Bing Crosby, Nana Mouskouri, A.R. Rahman, Johnny Mathis, The Drifters, Billy Murray, Cliff Richard, Ałła Pugaczowa, Chubby Checker, Ellie Goulding, Henry Burr, Wei Wei, Helena Vondráčková, Herbert von Karajan, Charles Aznavour, Shawn Mendes, Billie Eilish, Miley Cyrus, Tetsuya Komuro, Dalida, Sia, The Jackson 5, Adriano Celentano, Boney M., Al Bano i Romina Power, Deep Purple, Engelbert Humperdinck, Iron Maiden, Melanie C, Lana Del Rey, Dua Lipa, Selena Gomez, Modern Talking, Udo Jürgens, Scorpions, Tom Jones, Dionne Warwick, Luciano Pavarotti, Dolly Parton, Ozzy Osbourne, Mötley Crüe, Enrique Iglesias, Duran Duran, Spice Girls, Roland Kaiser, Andrea Bocelli, Kylie Minogue, Pearl Jam, The Andrews Sisters, Hibari Misora, a-ha, Carrie Underwood, Selena, Roxette, Diplo, One Direction, Black Sabbath, Reba McEntire, Alanis Morissette, James Brown, INXS, Eurythmics (i inni) nie zostali ujęci w zestawieniu, gdyż brak jest jednoznacznych danych na temat szacowanej sprzedaży ich płyt.
Artyści pogrupowani są według liczby sprzedanych wydawnictw (począwszy od największej). Przedstawione dane są zgodne z informacjami zawartymi w poszczególnych szczegółowych artykułach oraz wiarygodnych materiałach źródłowych.

## Artyści według sprzedaży

### Ponad 300 milionów płyt

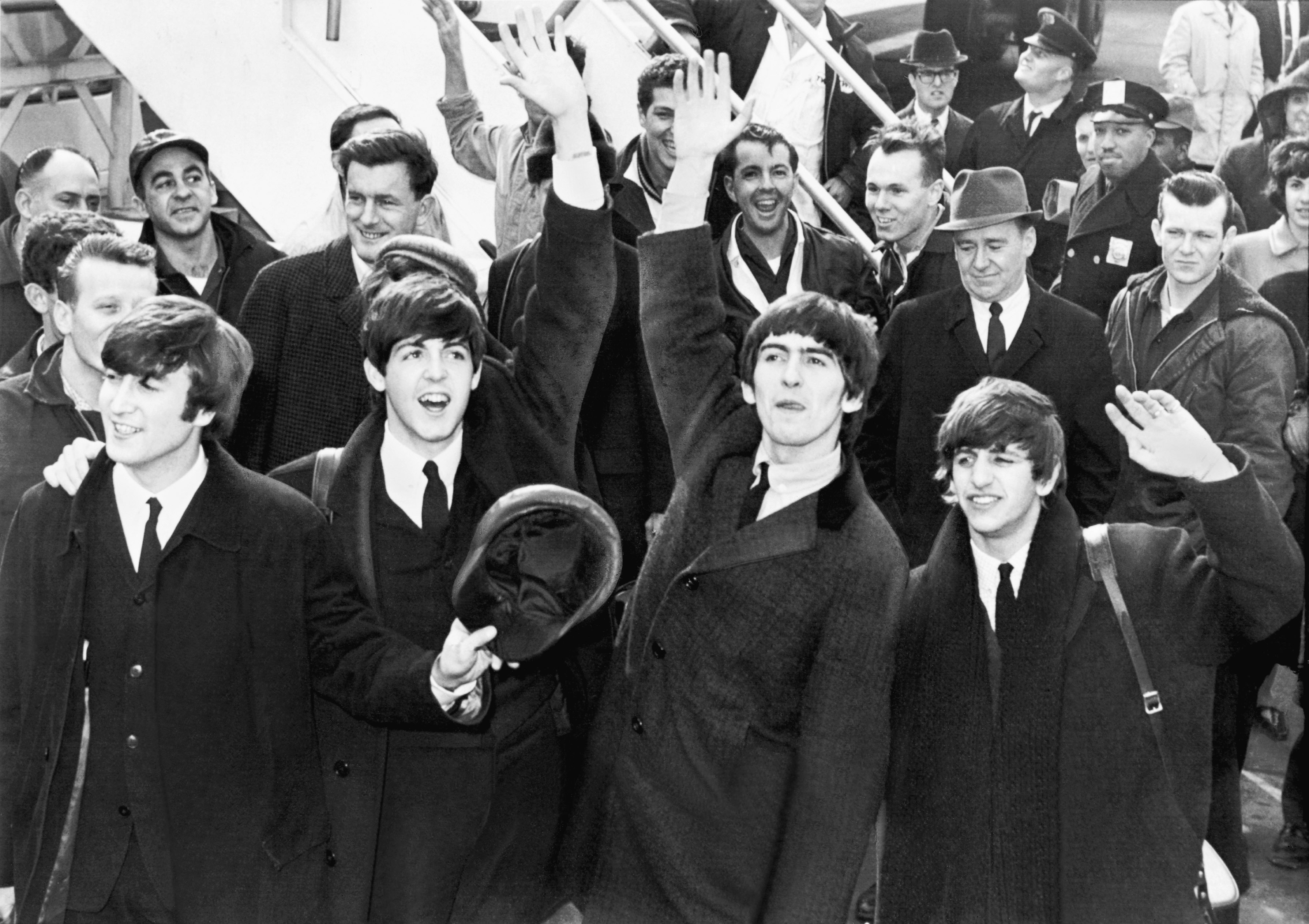
The Beatles
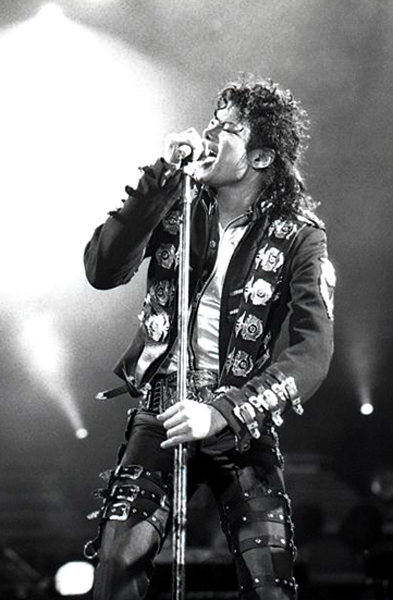
Michael Jackson
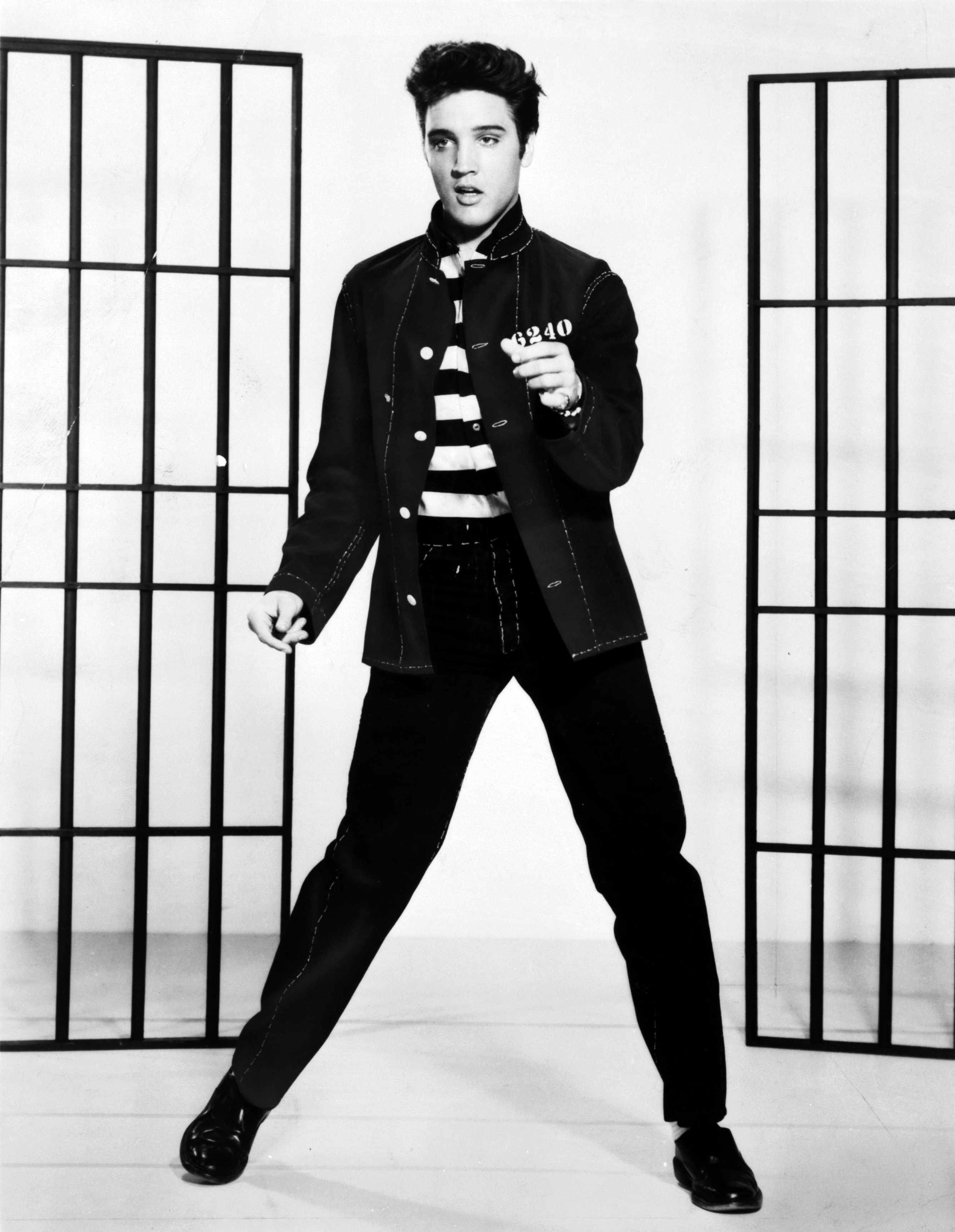
Elvis Presley
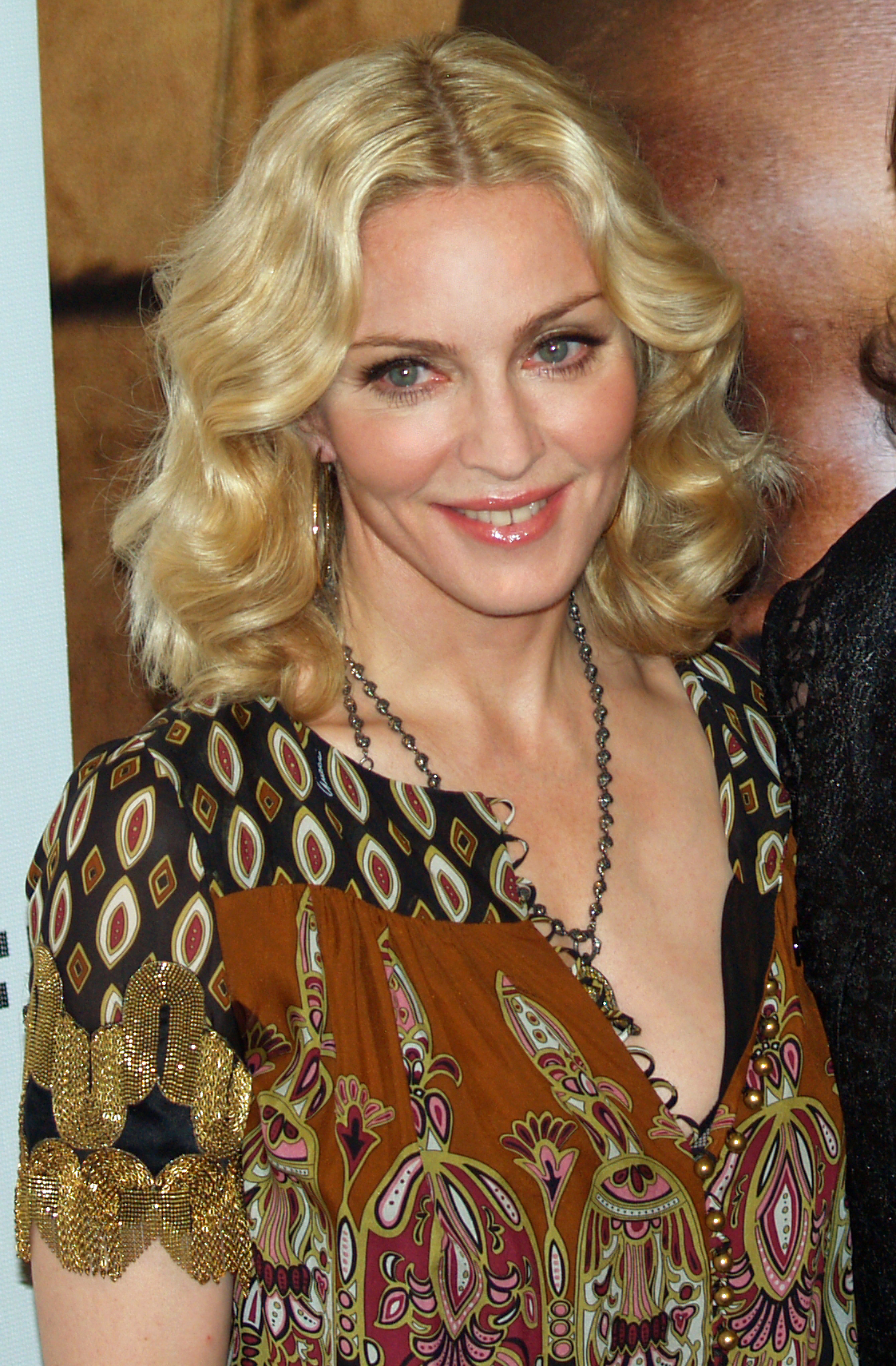
Madonna

| Artysta         | Narodowość        | Aktywność | Gatunek                                | Szacowana sprzedaż |
| --------------- | ----------------- | --------- | -------------------------------------- | ------------------ |
| The Beatles     | Wielka Brytania   | 1960–1970 | rock / pop                             | 1 miliard          |
| Michael Jackson | Stany Zjednoczone | 1964–2009 | pop / rock / dance / soul / R&B        | 1 miliard          |
| Elvis Presley   | Stany Zjednoczone | 1953–1977 | rock and roll / pop / gospel / country | 1 miliard          |
| Madonna         | Stany Zjednoczone | od 1979   | pop / dance / muzyka elektroniczna     | 400 milionów       |

### 250–300 milionów płyt

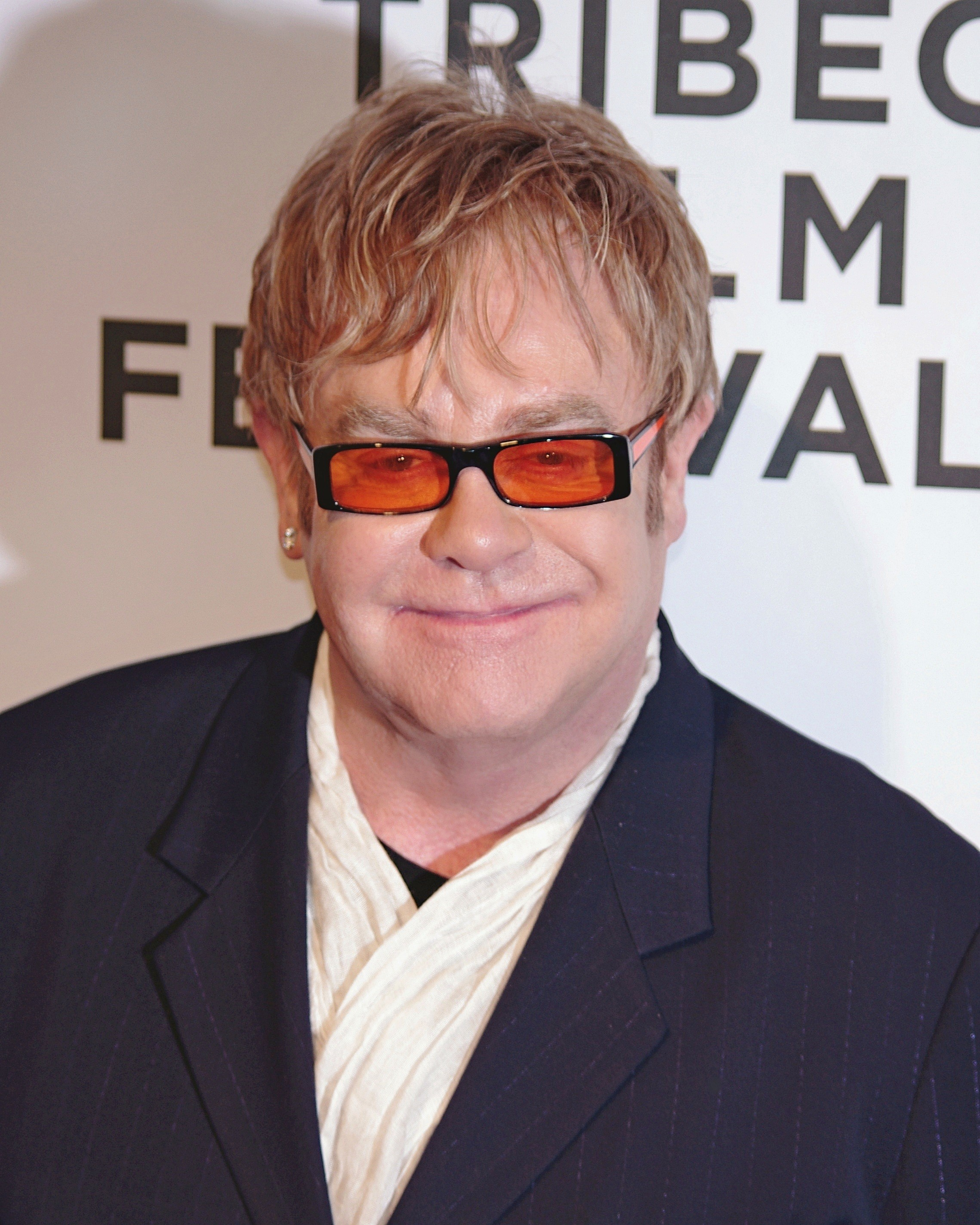
Elton John
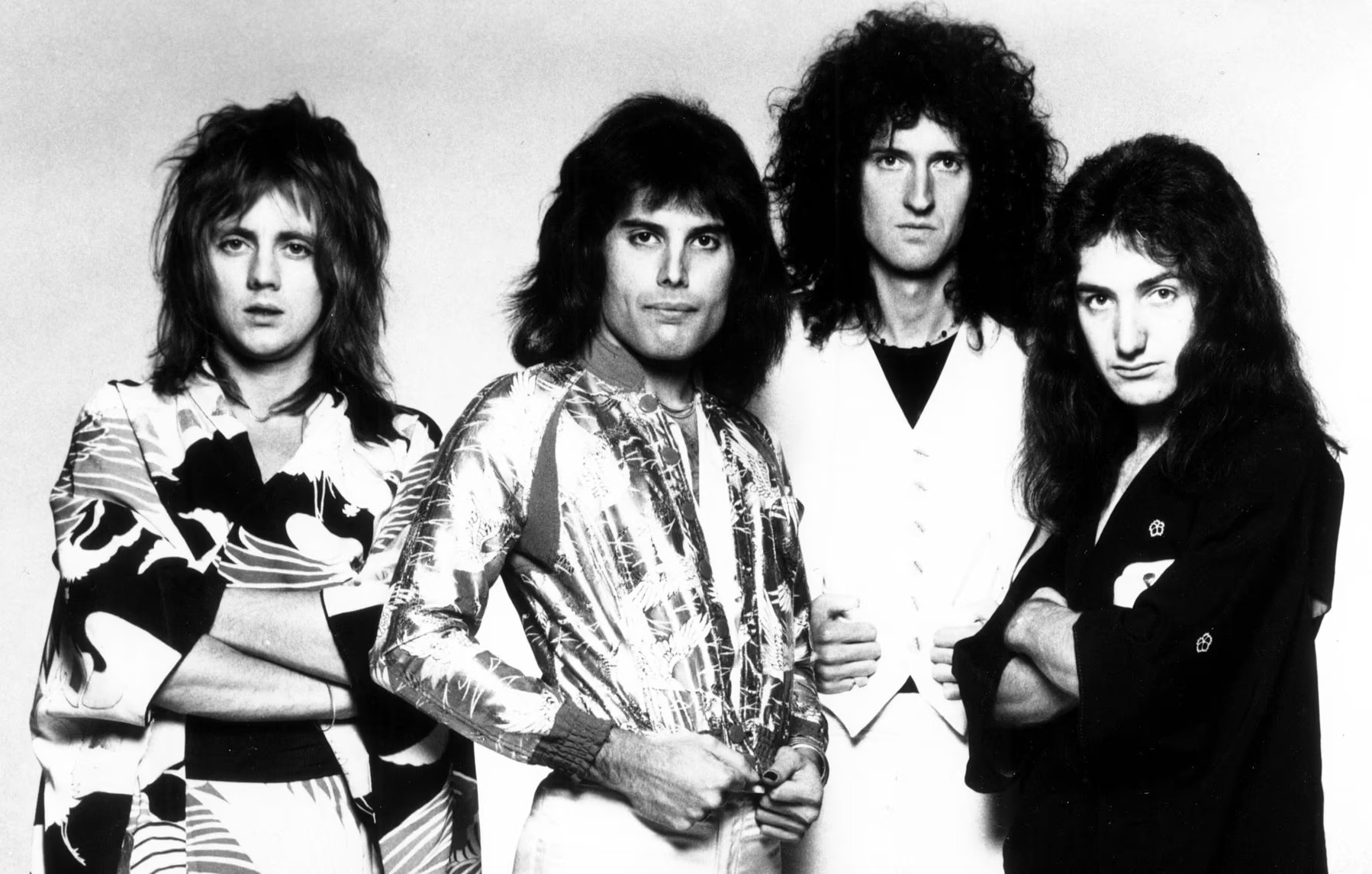
Queen
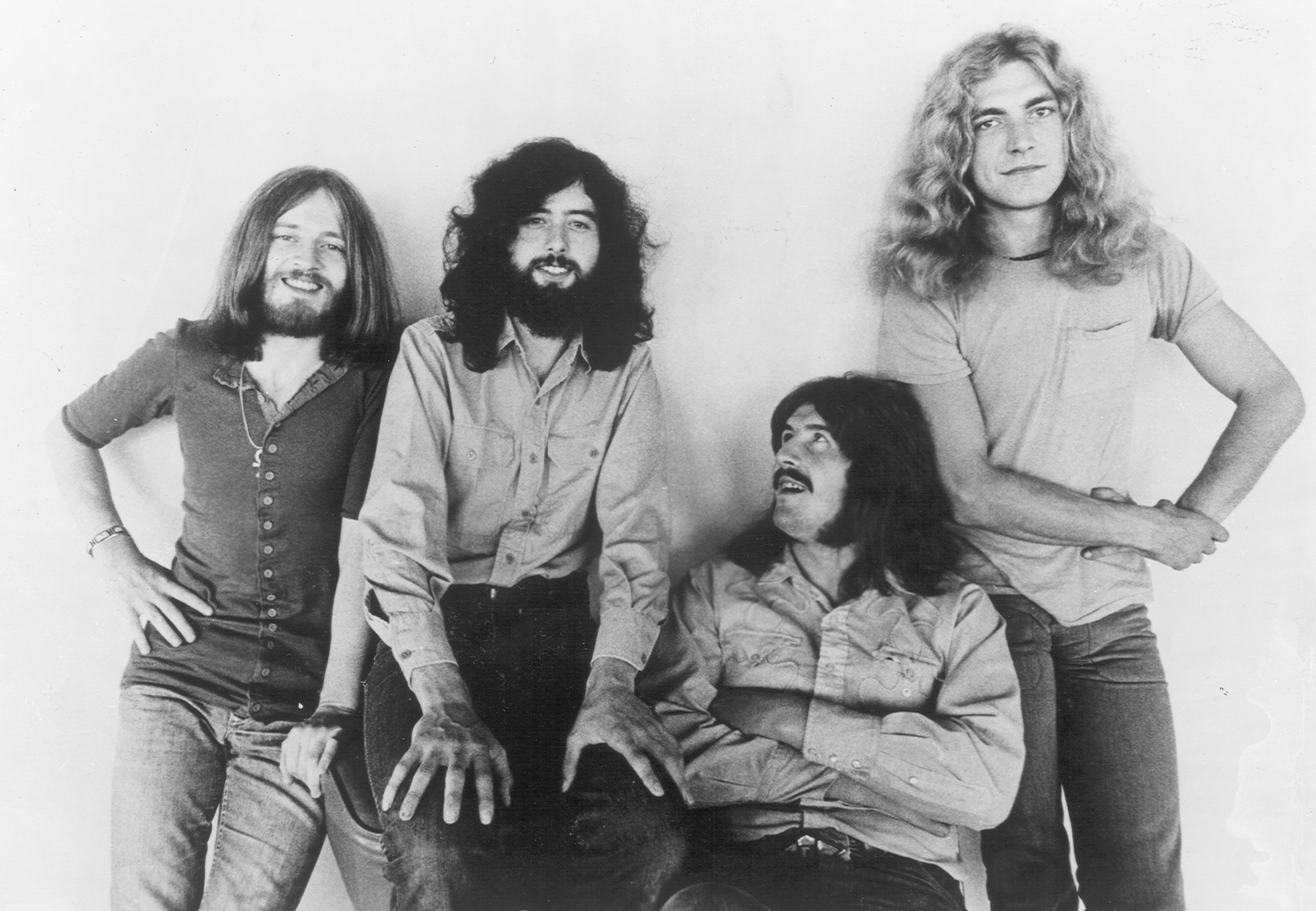
Led Zeppelin
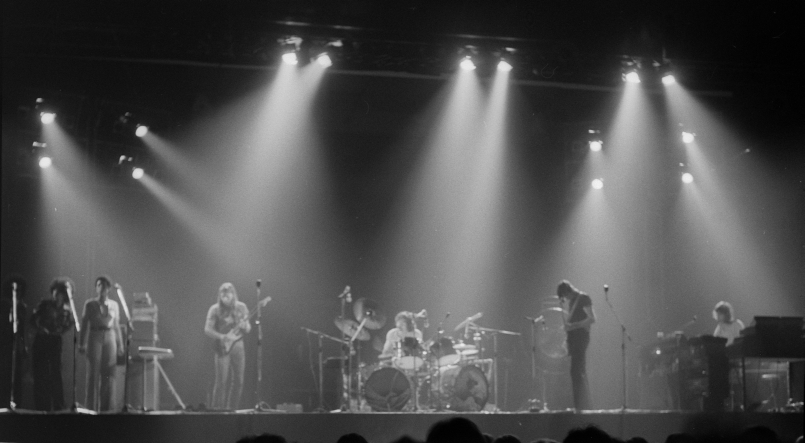
Pink Floyd
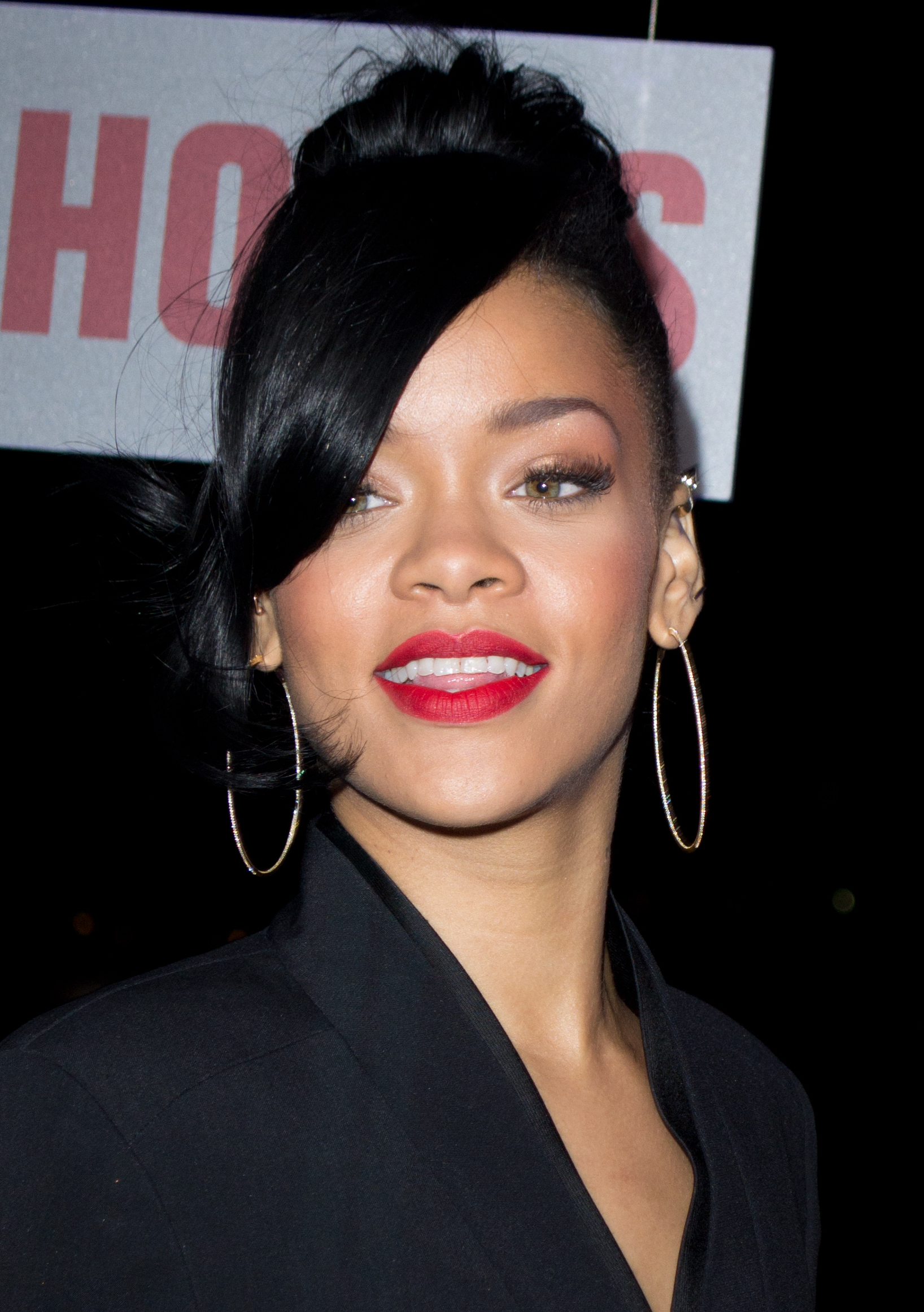
Rihanna
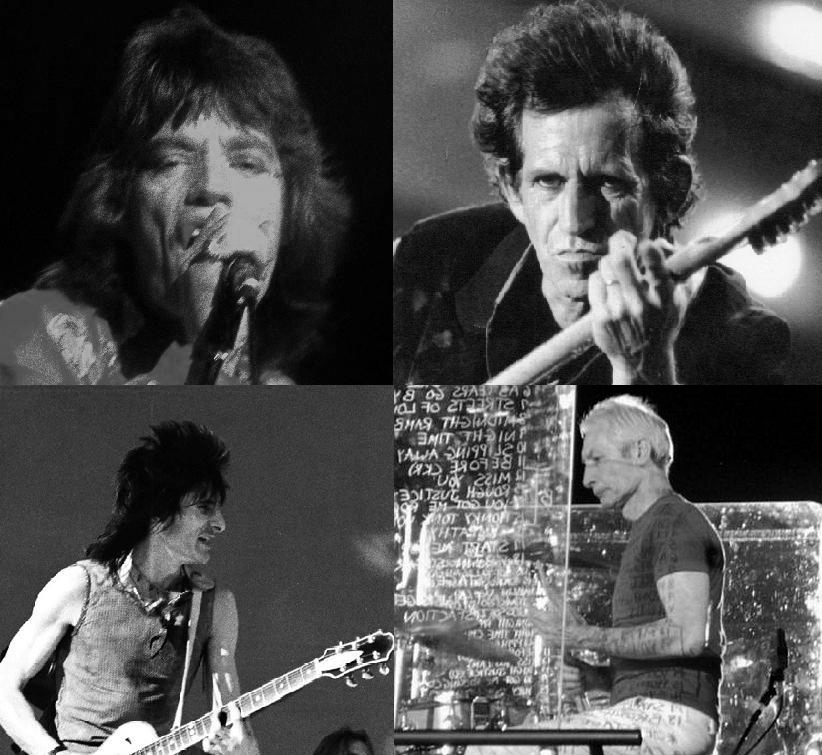
The Rolling Stones

| Artysta            | Narodowość      | Aktywność                  | Gatunek                                | Szacowana sprzedaż |
| ------------------ | --------------- | -------------------------- | -------------------------------------- | ------------------ |
| Elton John         | Wielka Brytania | od 1962                    | pop / rock                             | 300 milionów       |
| Queen              | Wielka Brytania | od 1971                    | rock                                   | 300 milionów       |
| Led Zeppelin       | Wielka Brytania | 1968–1980                  | hard rock / blues-rock / folk rock     | 300 milionów       |
| Pink Floyd         | Wielka Brytania | 1965–1996, 2005, 2012–2014 | rock progresywny / rock psychodeliczny | 300 milionów       |
| Rihanna            | Barbados        | od 2005                    | pop / R&B / dance / EDM                | 250 milionów       |
| The Rolling Stones | Wielka Brytania | od 1962                    | rock / blues-rock                      | 250 milionów       |

### 170–220 milionów płyt

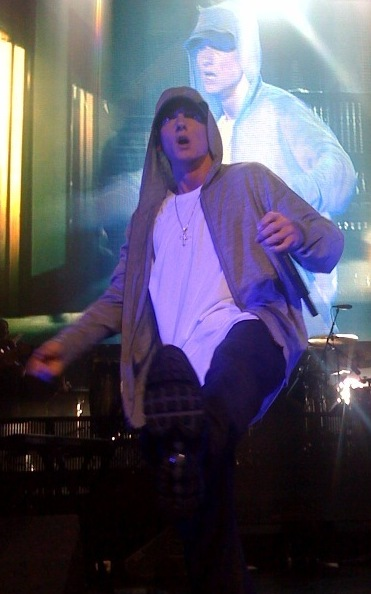
Eminem
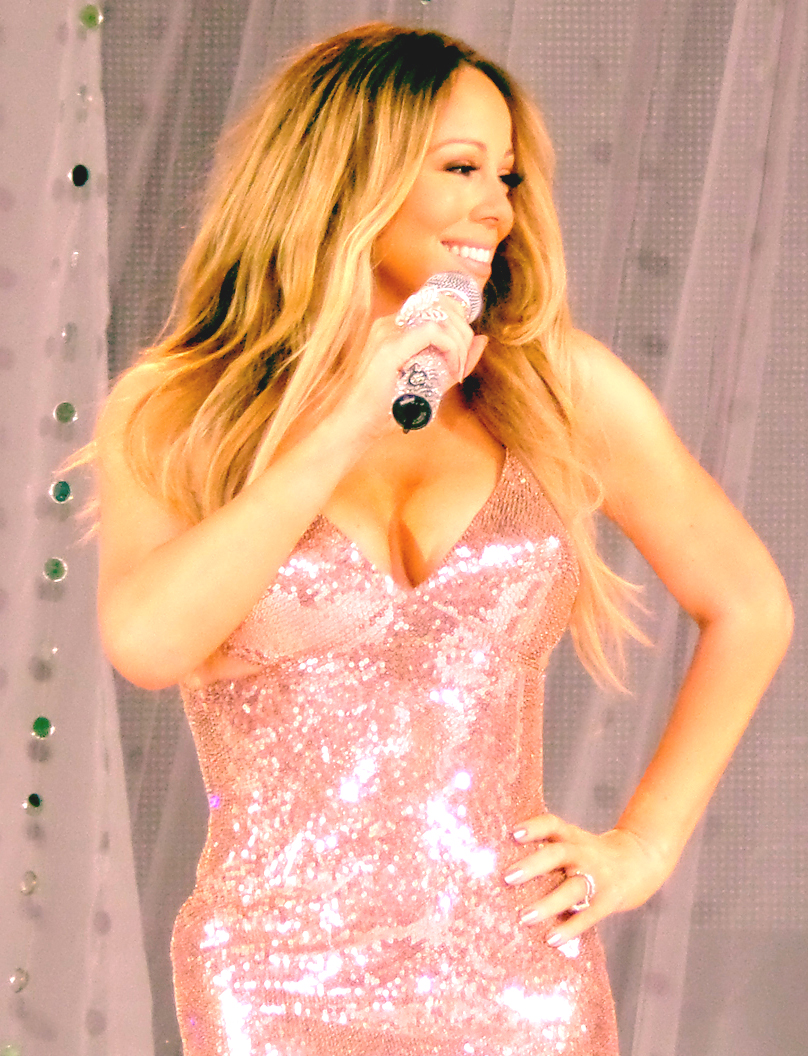
Mariah Carey
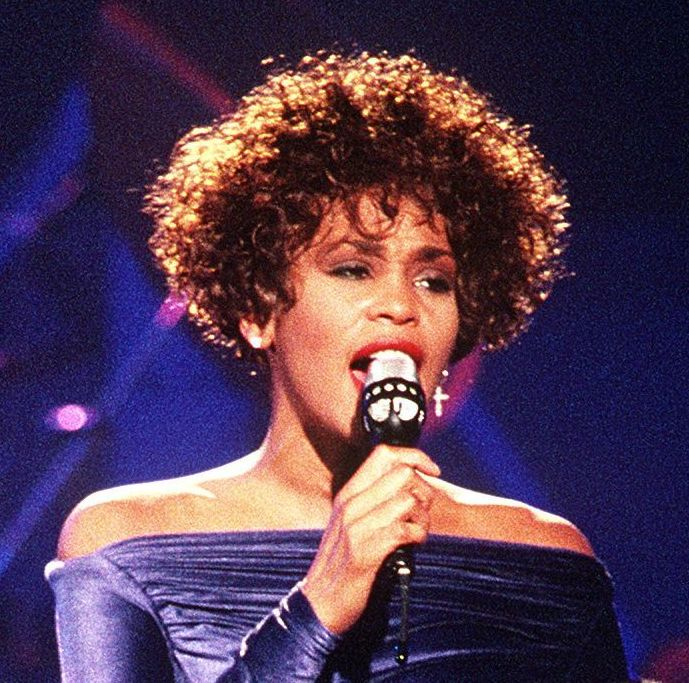
Whitney Houston
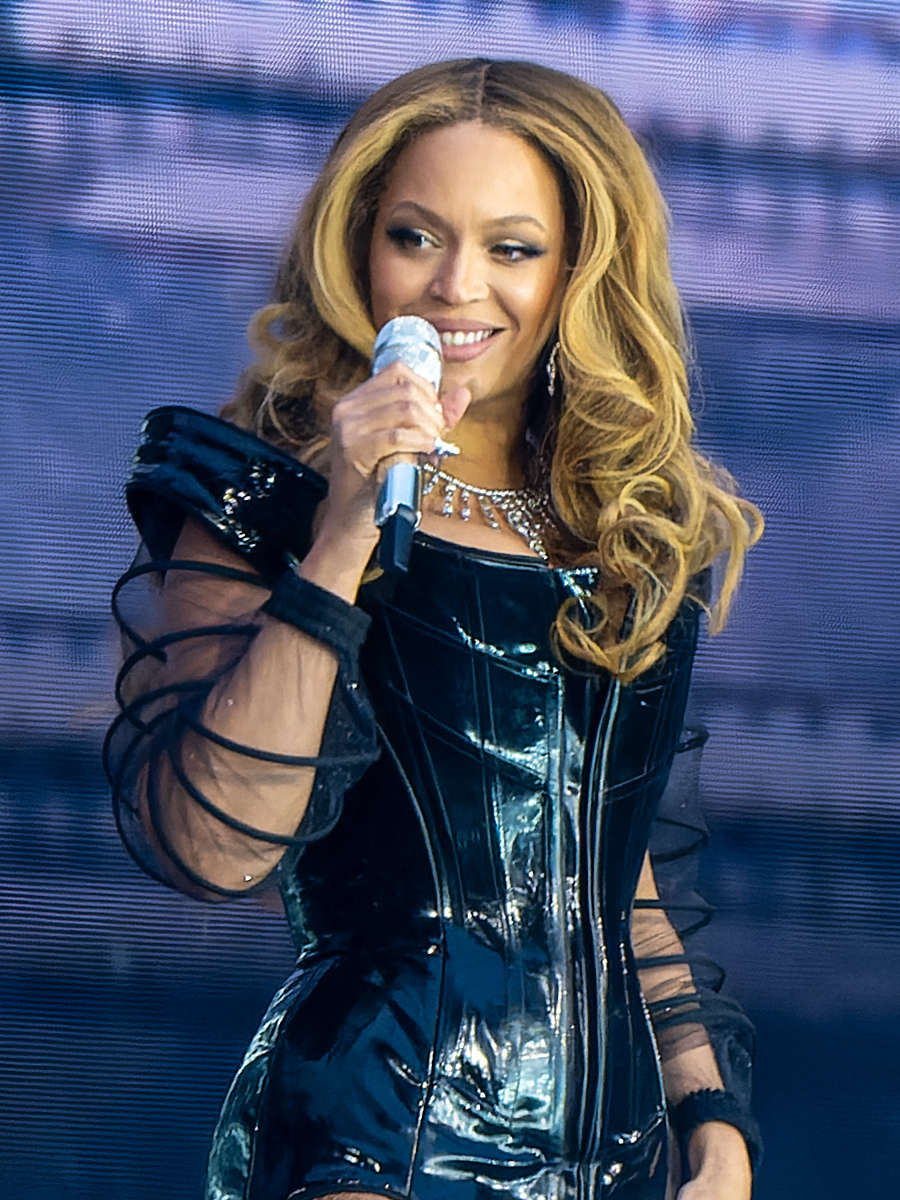
Beyoncé
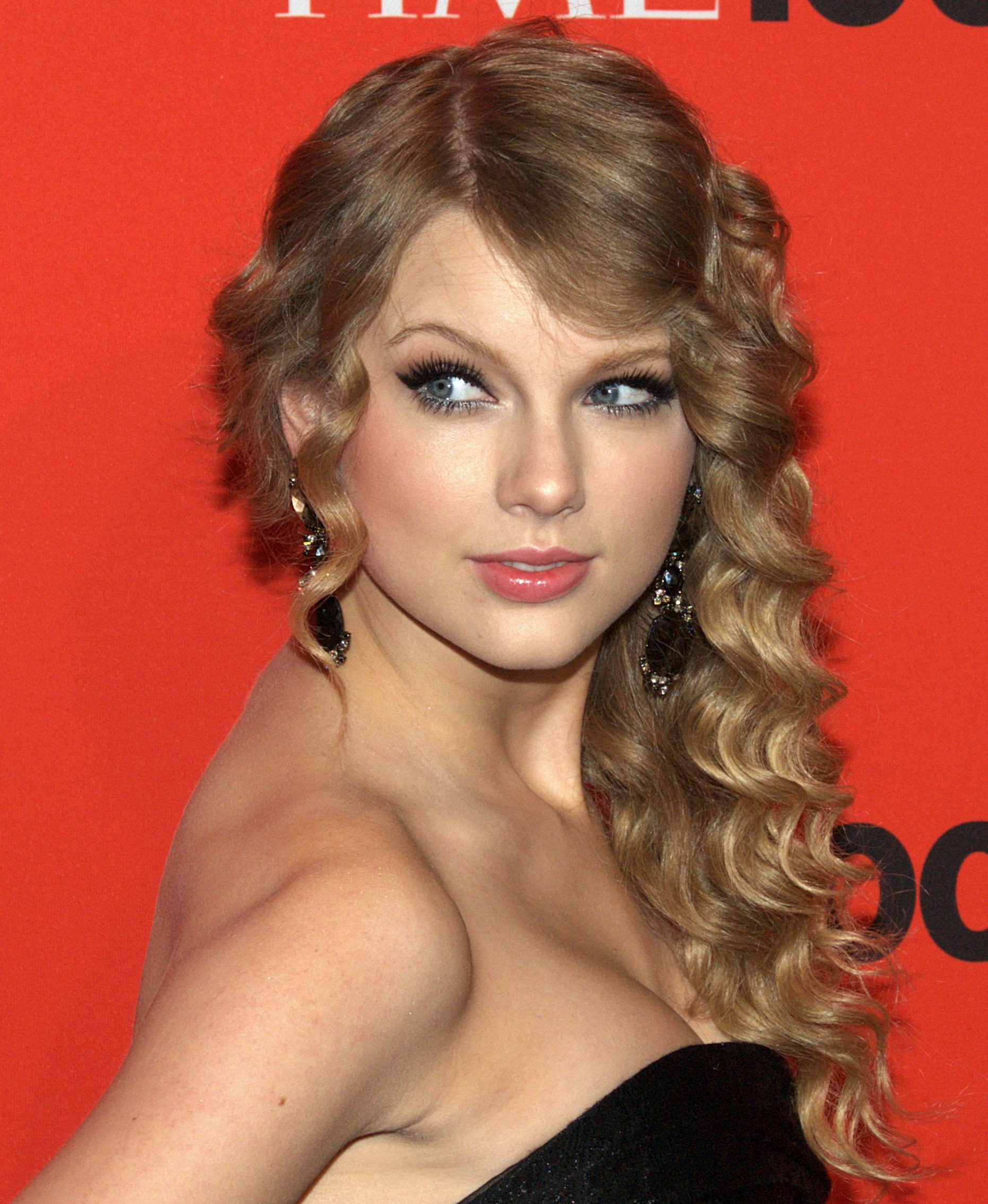
Taylor Swift
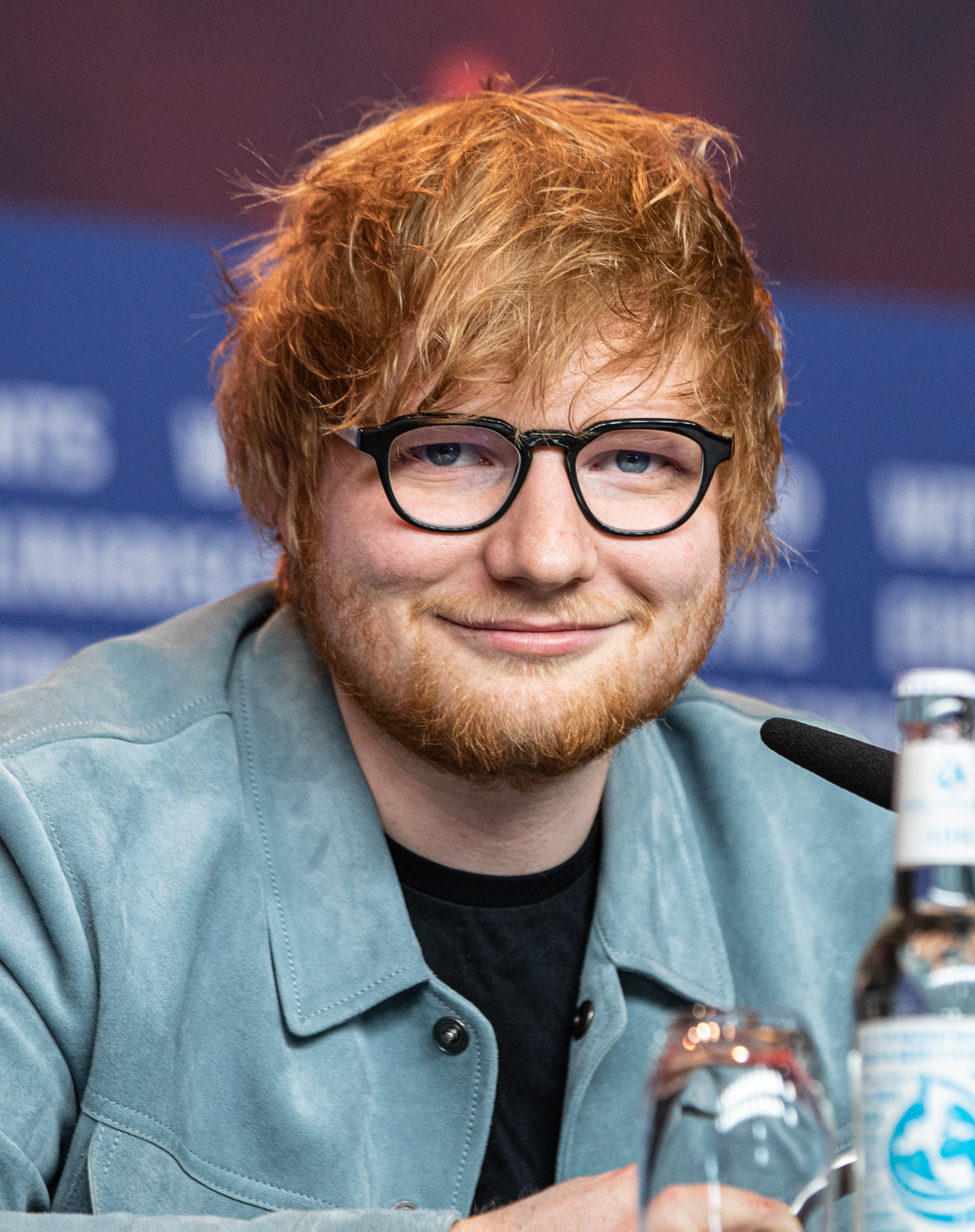
Ed Sheeran
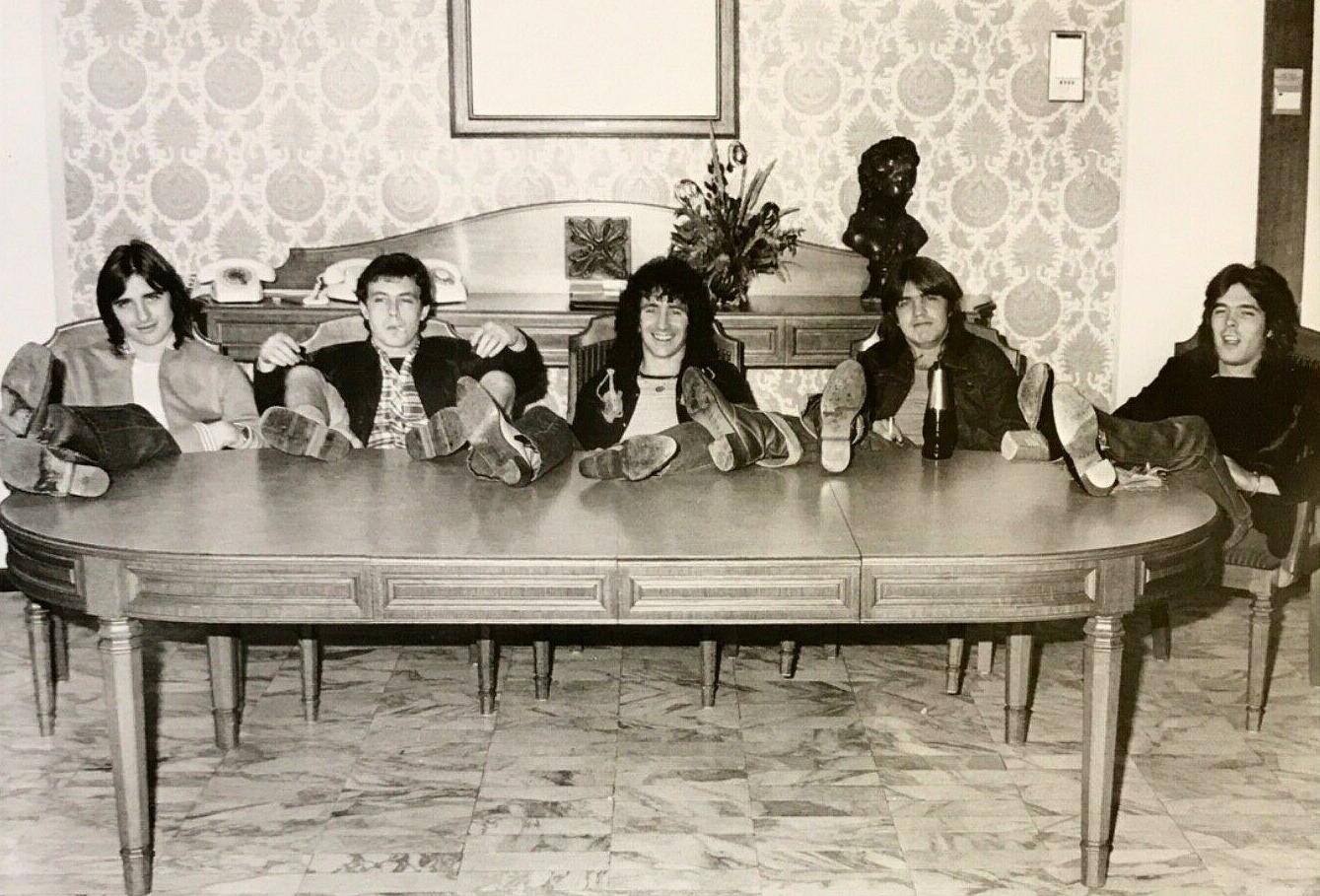
AC/DC
Eagles
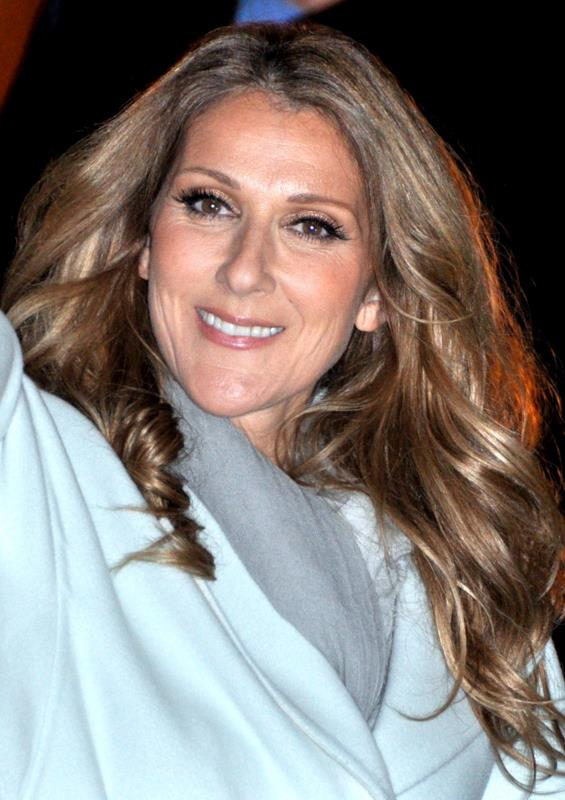
Céline Dion
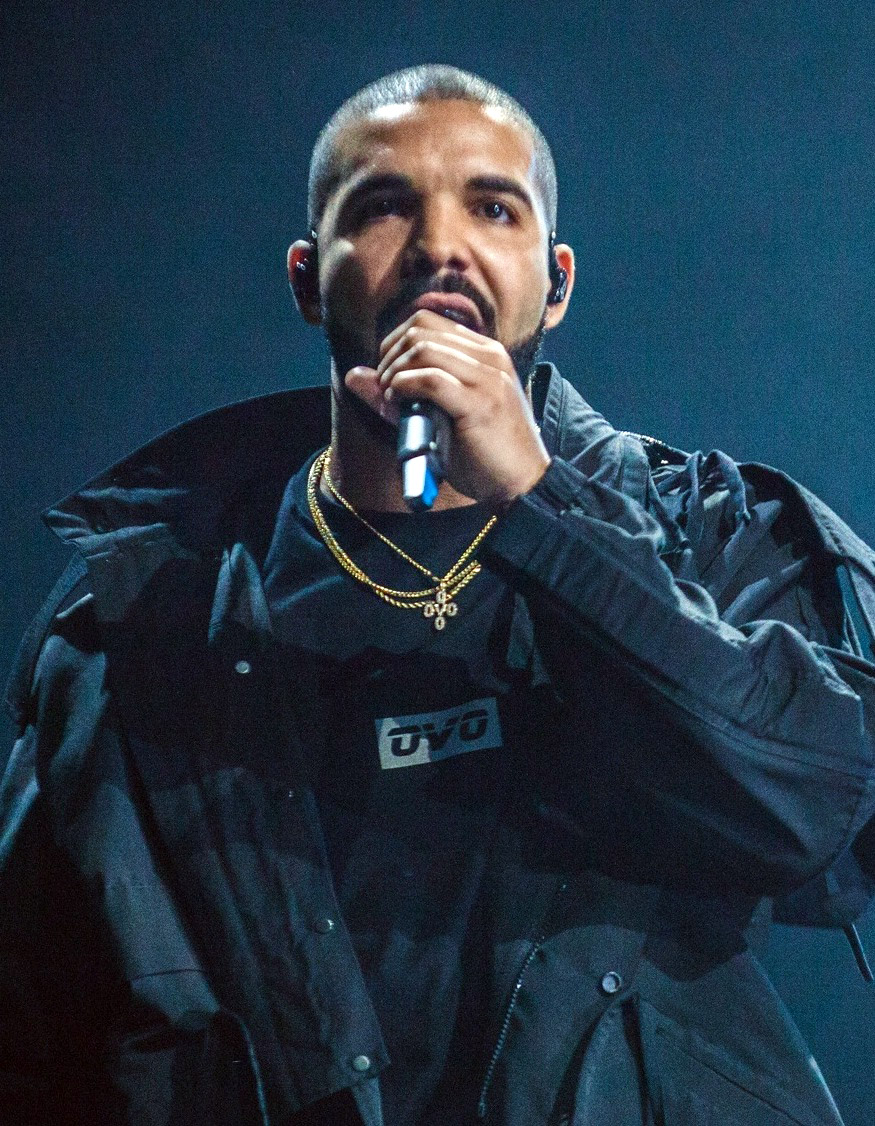
Drake
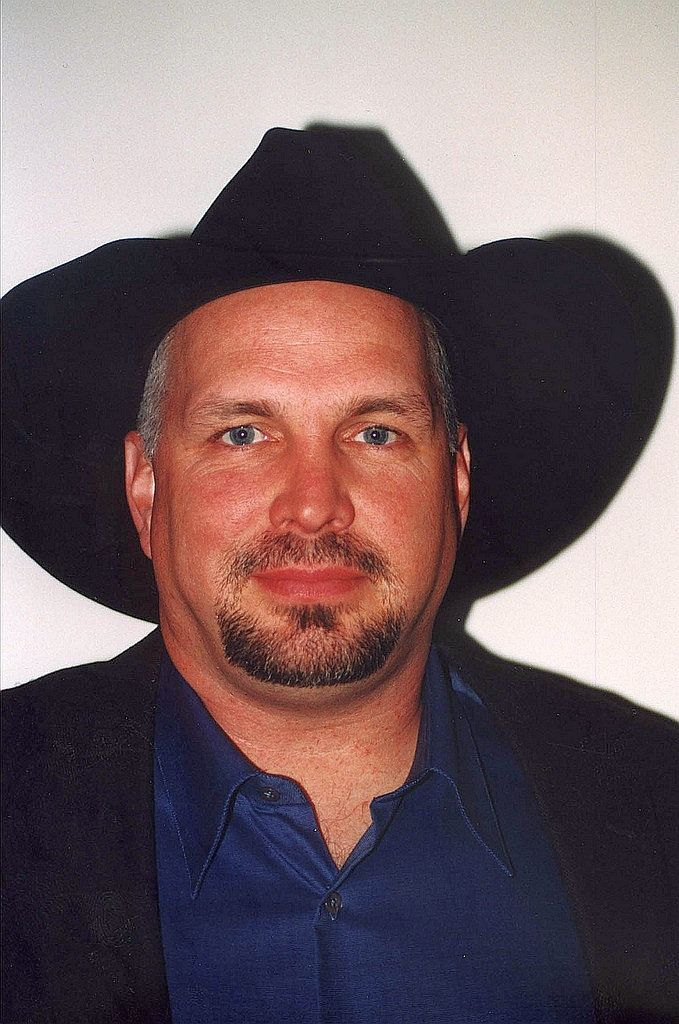
Garth Brooks

| Artysta         | Narodowość        | Aktywność          | Gatunek                                                   | Szacowana sprzedaż |
| --------------- | ----------------- | ------------------ | --------------------------------------------------------- | ------------------ |
| Eminem          | Stany Zjednoczone | od 1996            | hip-hop                                                   | 220 milionów       |
| Mariah Carey    | Stany Zjednoczone | od 1988            | R&B / pop / soul / hip-hop                                | 220 milionów       |
| Whitney Houston | Stany Zjednoczone | 1977–2012          | R&B / soul / pop / dance-pop / gospel                     | 220 milionów       |
| Beyoncé         | Stany Zjednoczone | od 1997            | R&B / pop / hip-hop                                       | 200 milionów       |
| Taylor Swift    | Stany Zjednoczone | od 2006            | pop / country / rock / muzyka folkowa / rock alternatywny | 200 milionów       |
| Ed Sheeran      | Wielka Brytania   | od 2004            | pop / folk pop                                            | 200 milionów       |
| AC/DC           | Australia         | od 1973            | hard rock / blues-rock / rock and roll                    | 200 milionów       |
| Eagles          | Stany Zjednoczone | 1971–1980, od 1994 | rock                                                      | 200 milionów       |
| Céline Dion     | Kanada            | od 1981            | pop / piosenka francuska / R&B / rock                     | 200 milionów       |
| Drake           | Kanada            | od 2001            | hip-hop / R&B / pop                                       | 170 milionów       |
| Garth Brooks    | Stany Zjednoczone | od 1989            | country                                                   | 170 milionów       |

### 100–160 milionów płyt

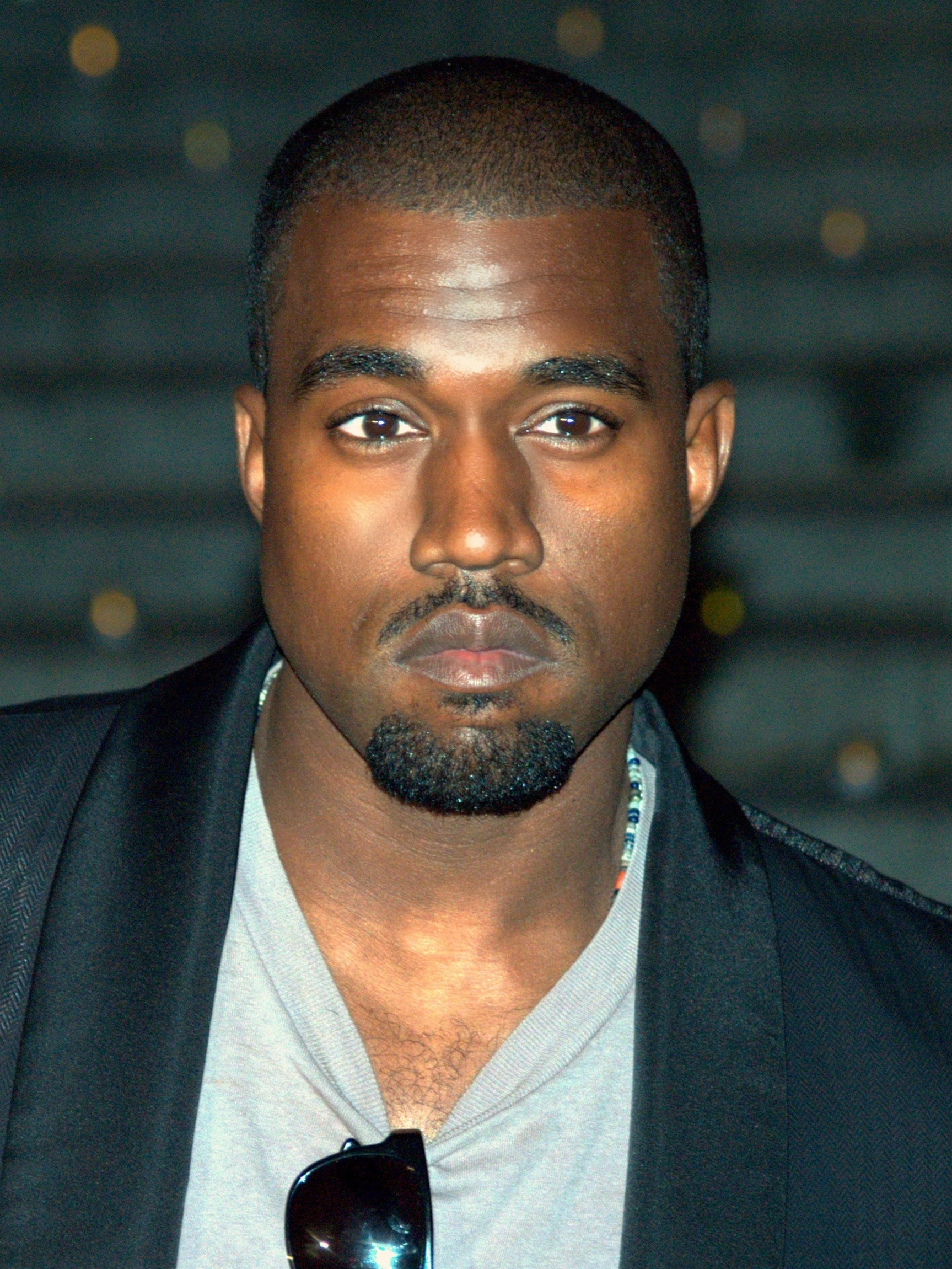
Kanye West
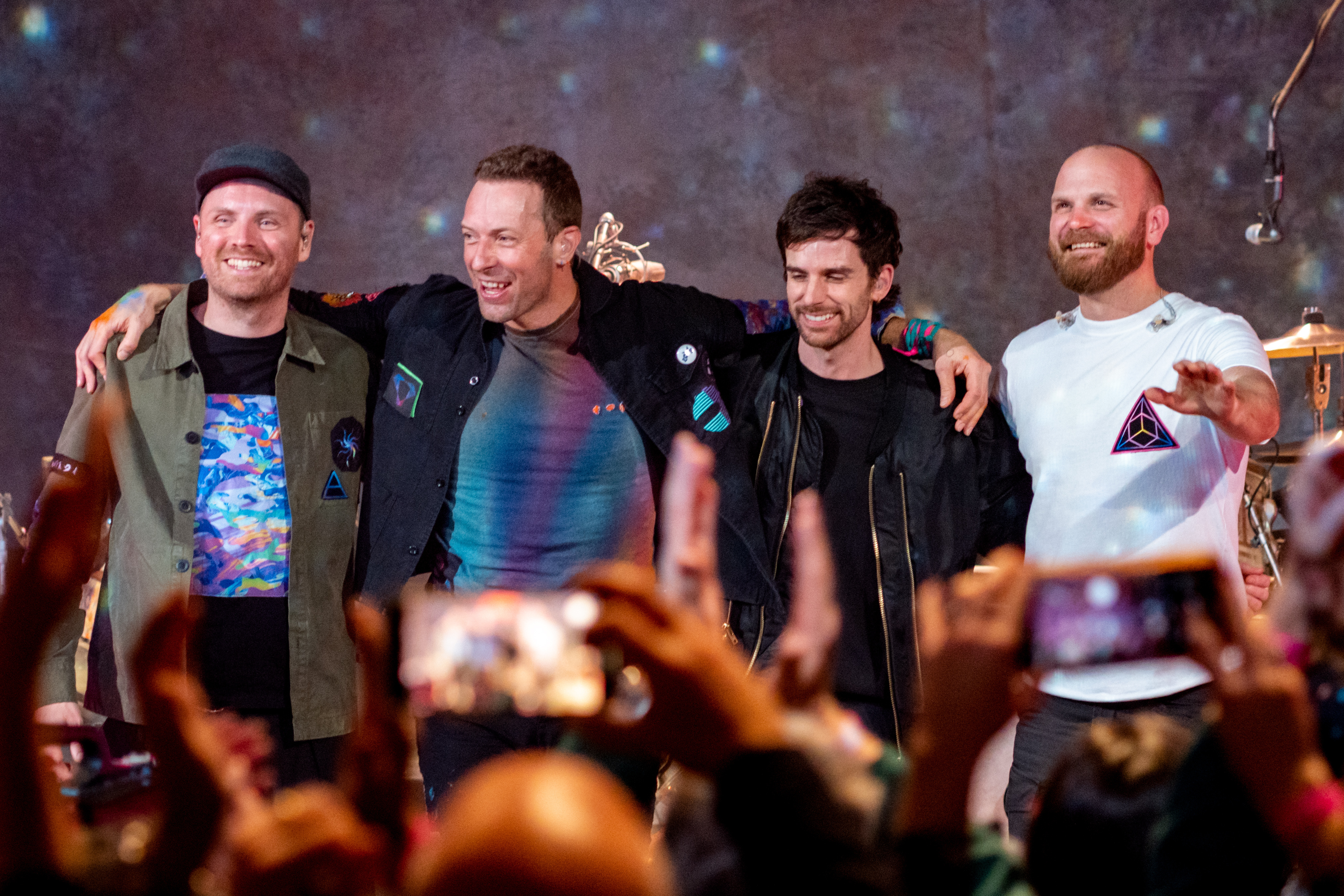
Coldplay
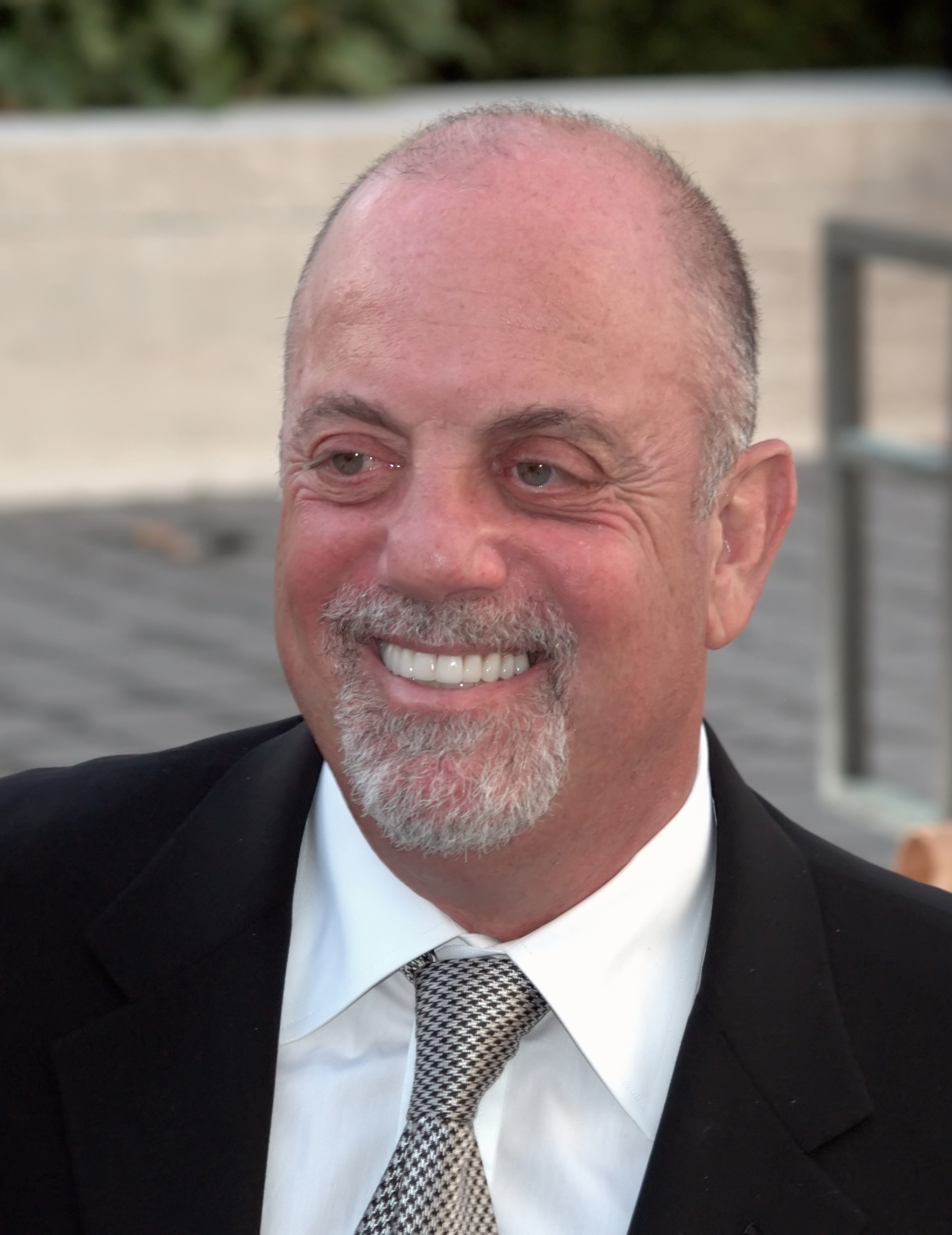
Billy Joel
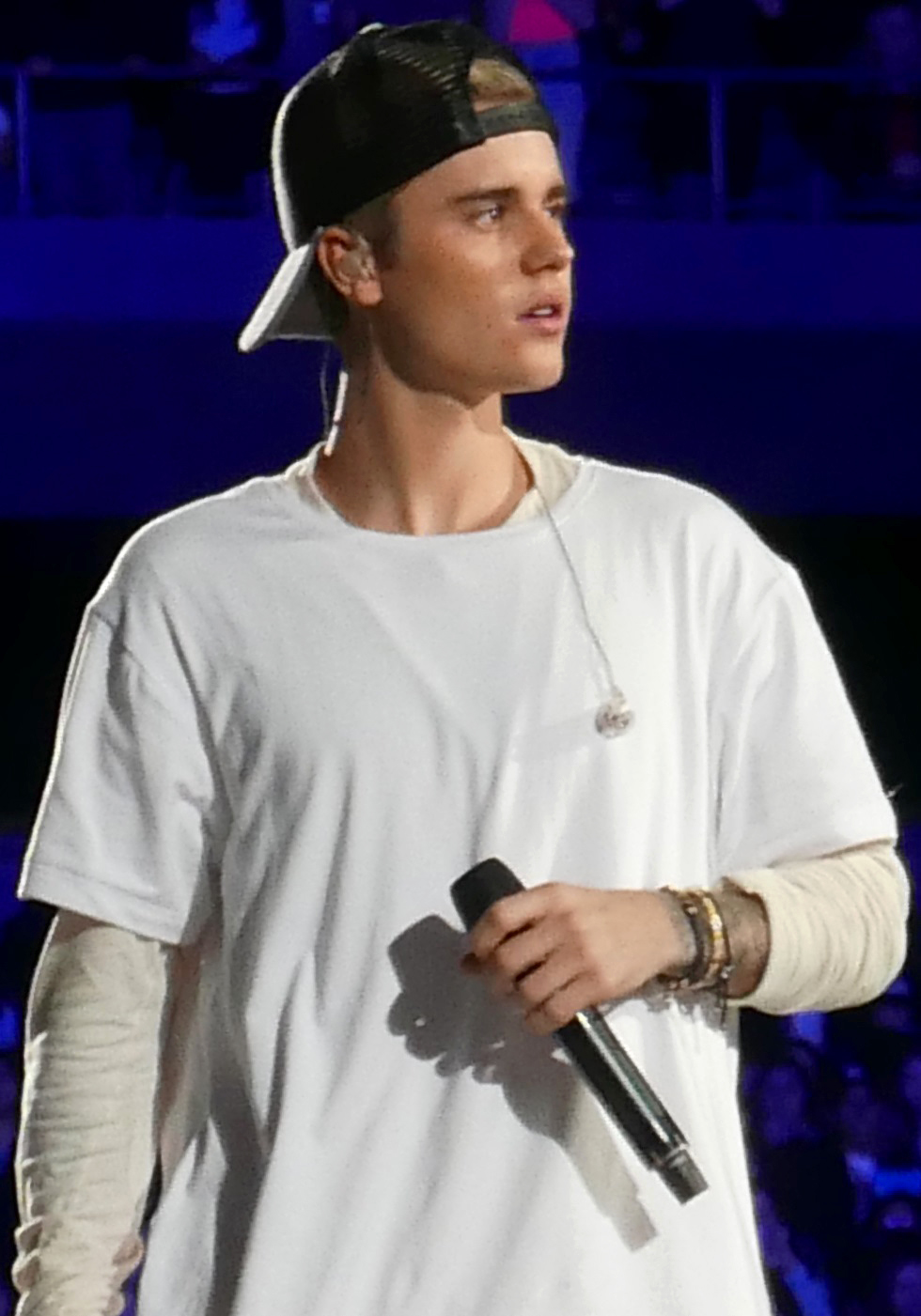
Justin Bieber
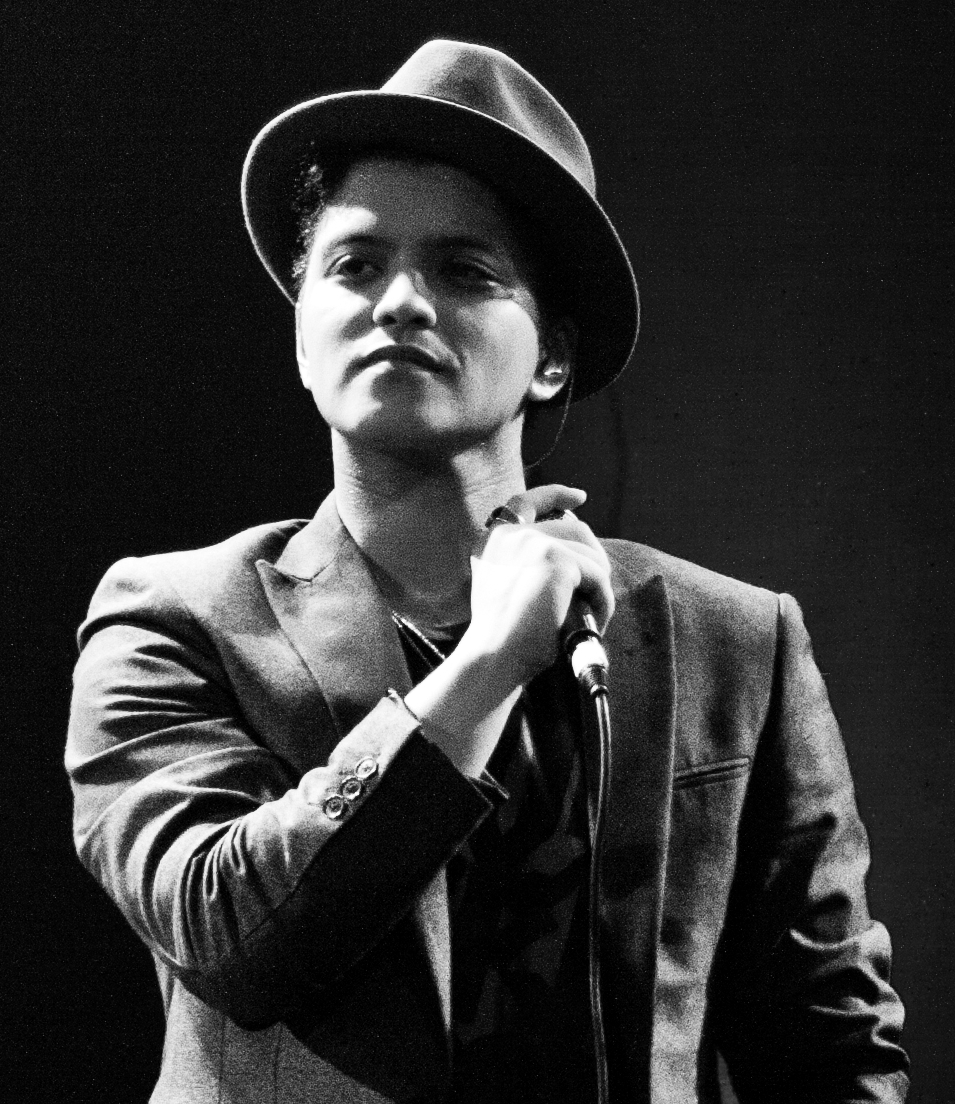
Bruno Mars
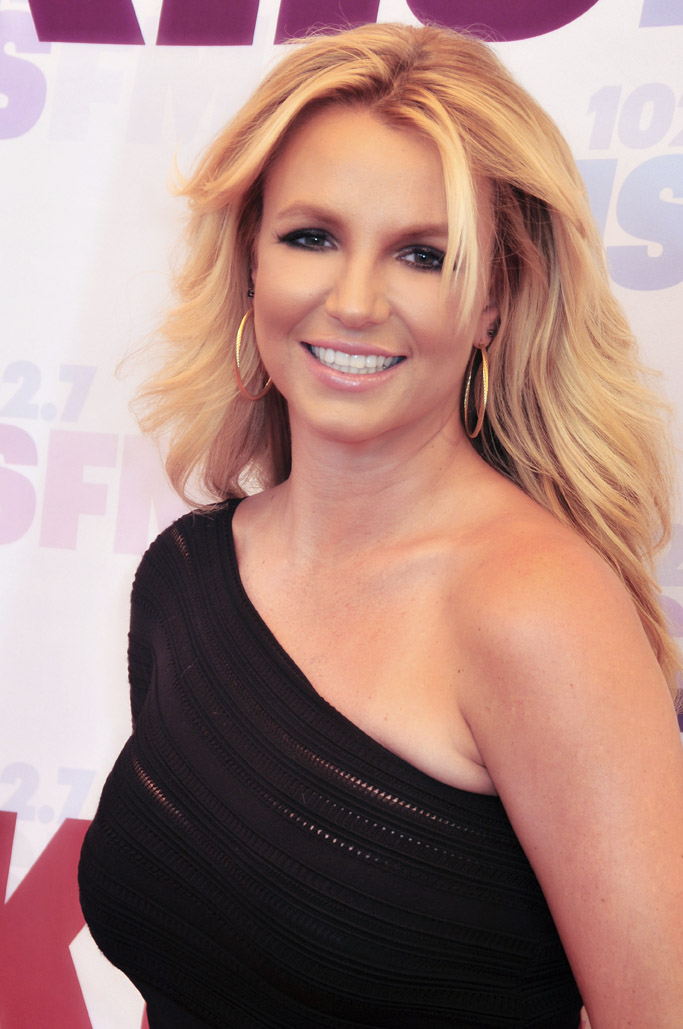
Britney Spears
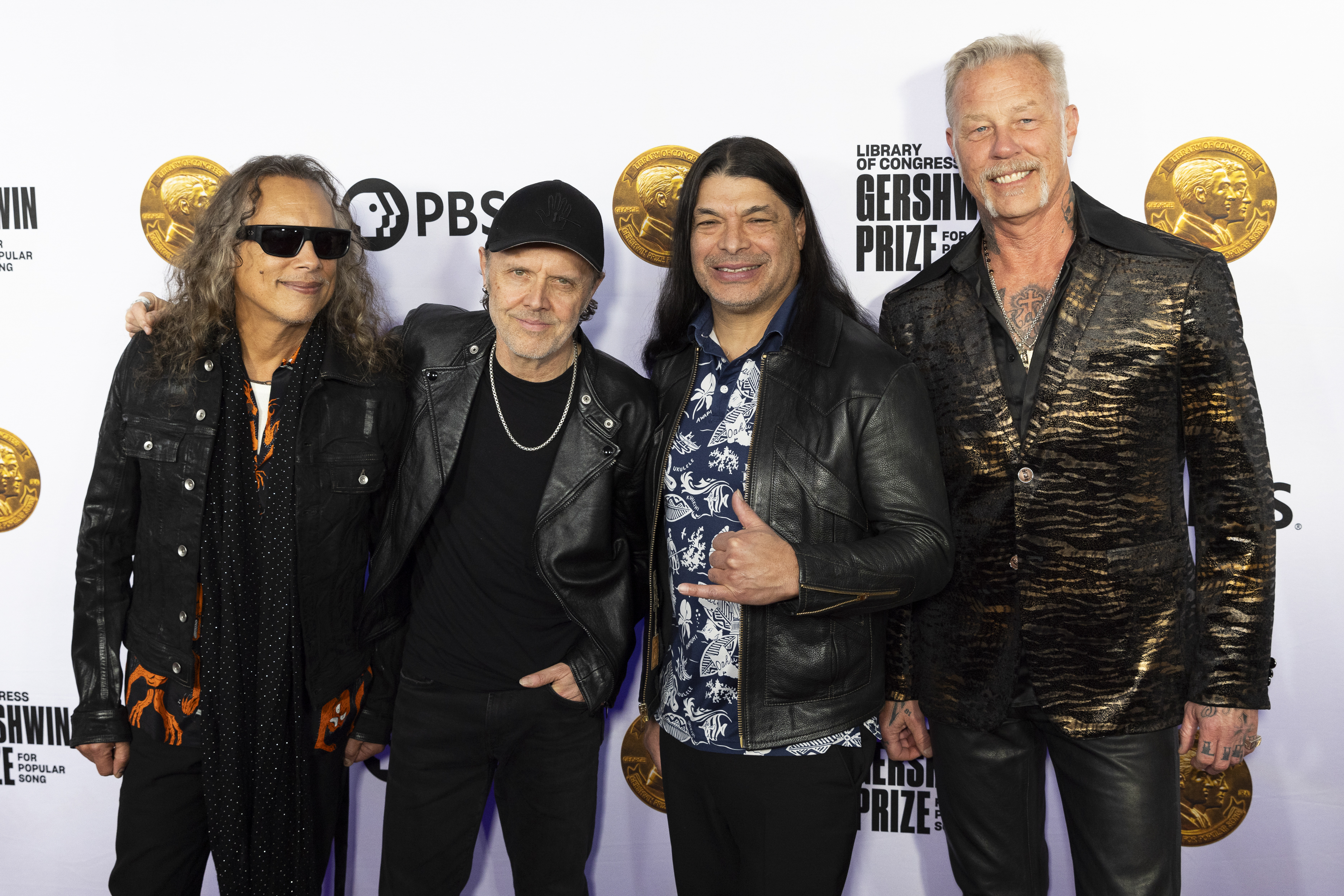
Metallica
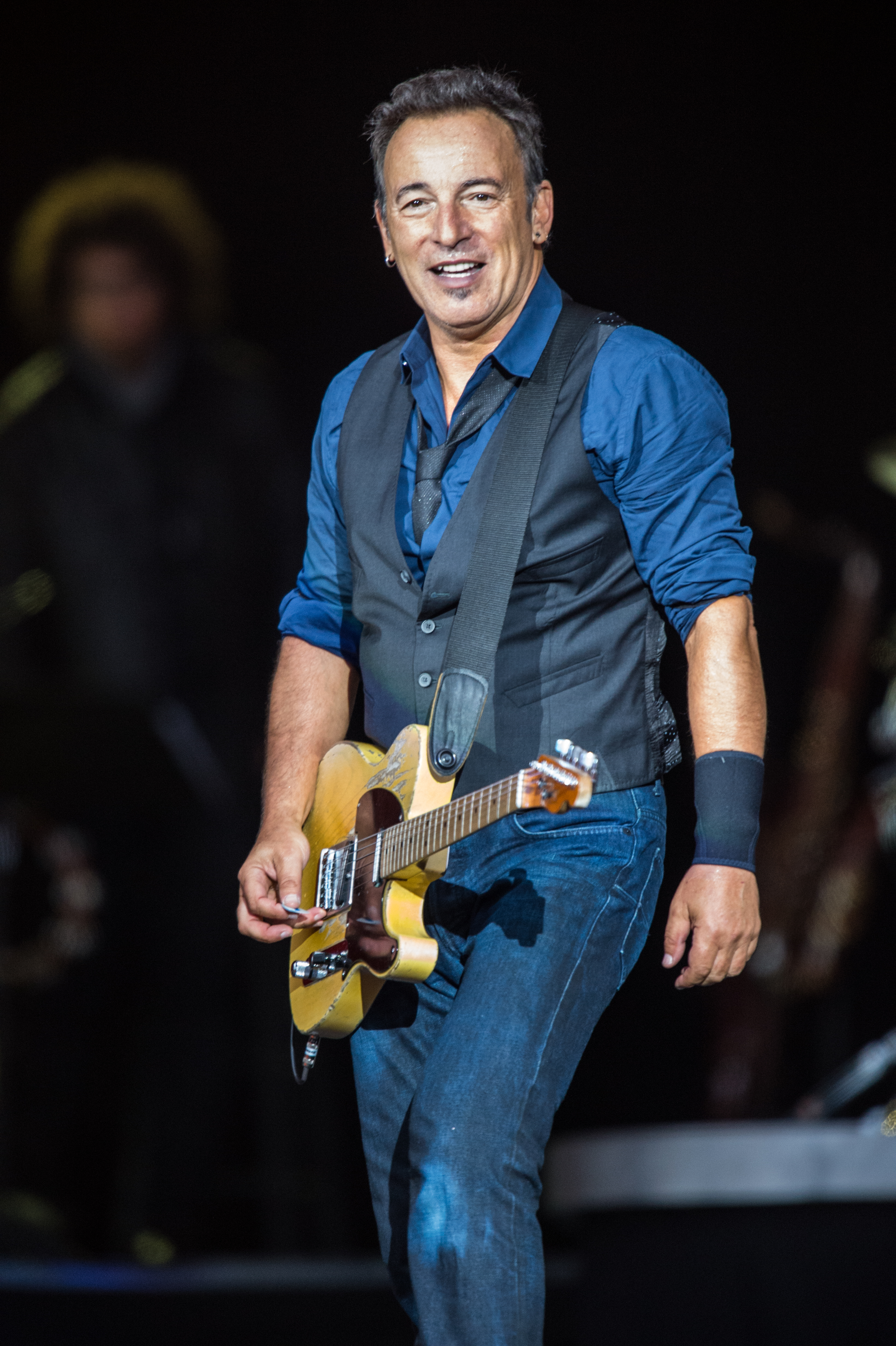
Bruce Springsteen
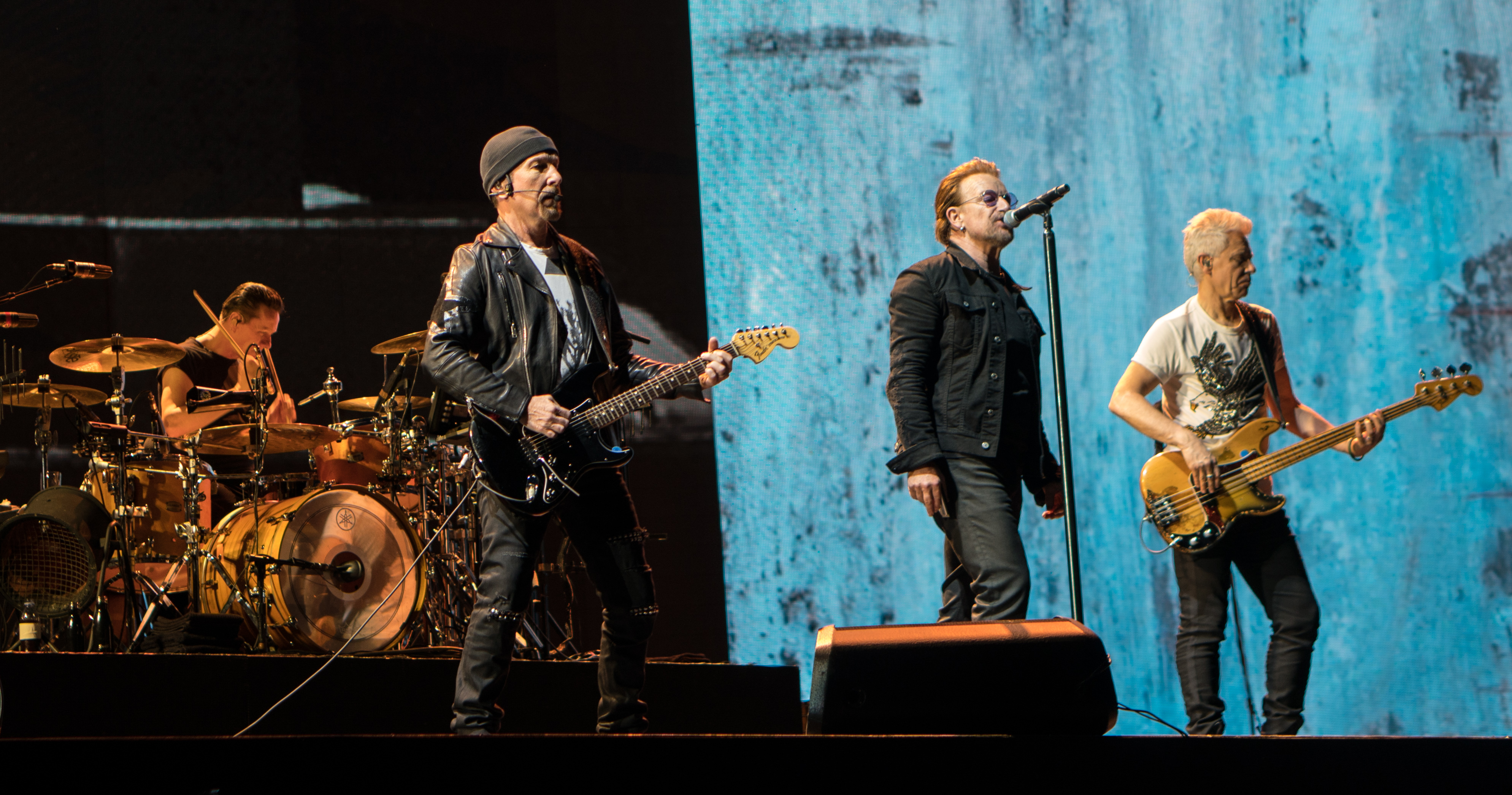
U2
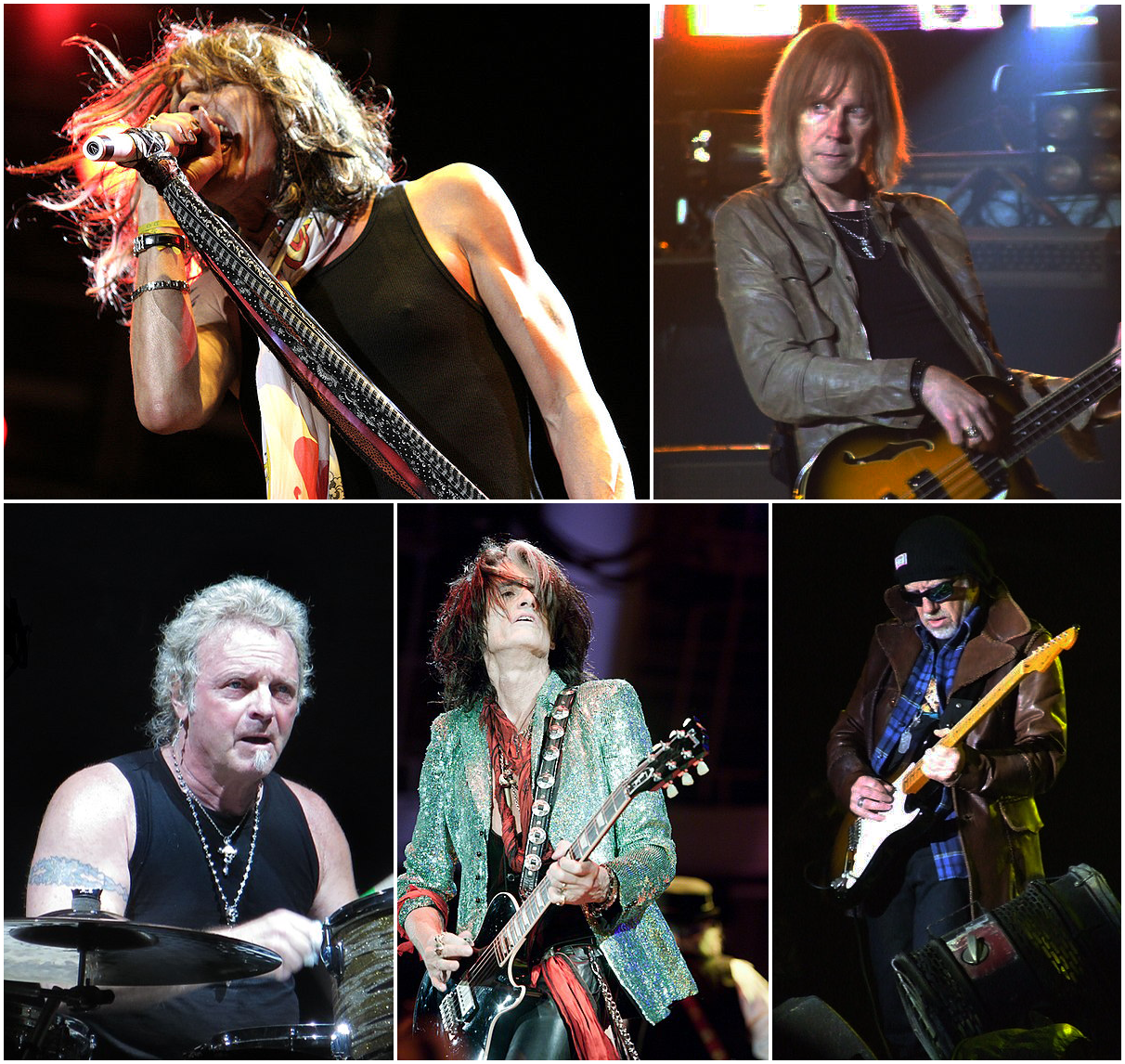
Aerosmith
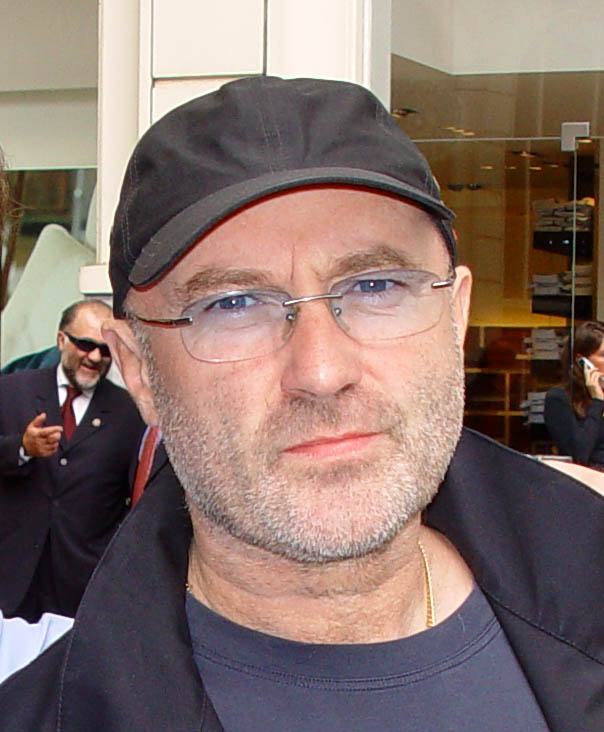
Phil Collins
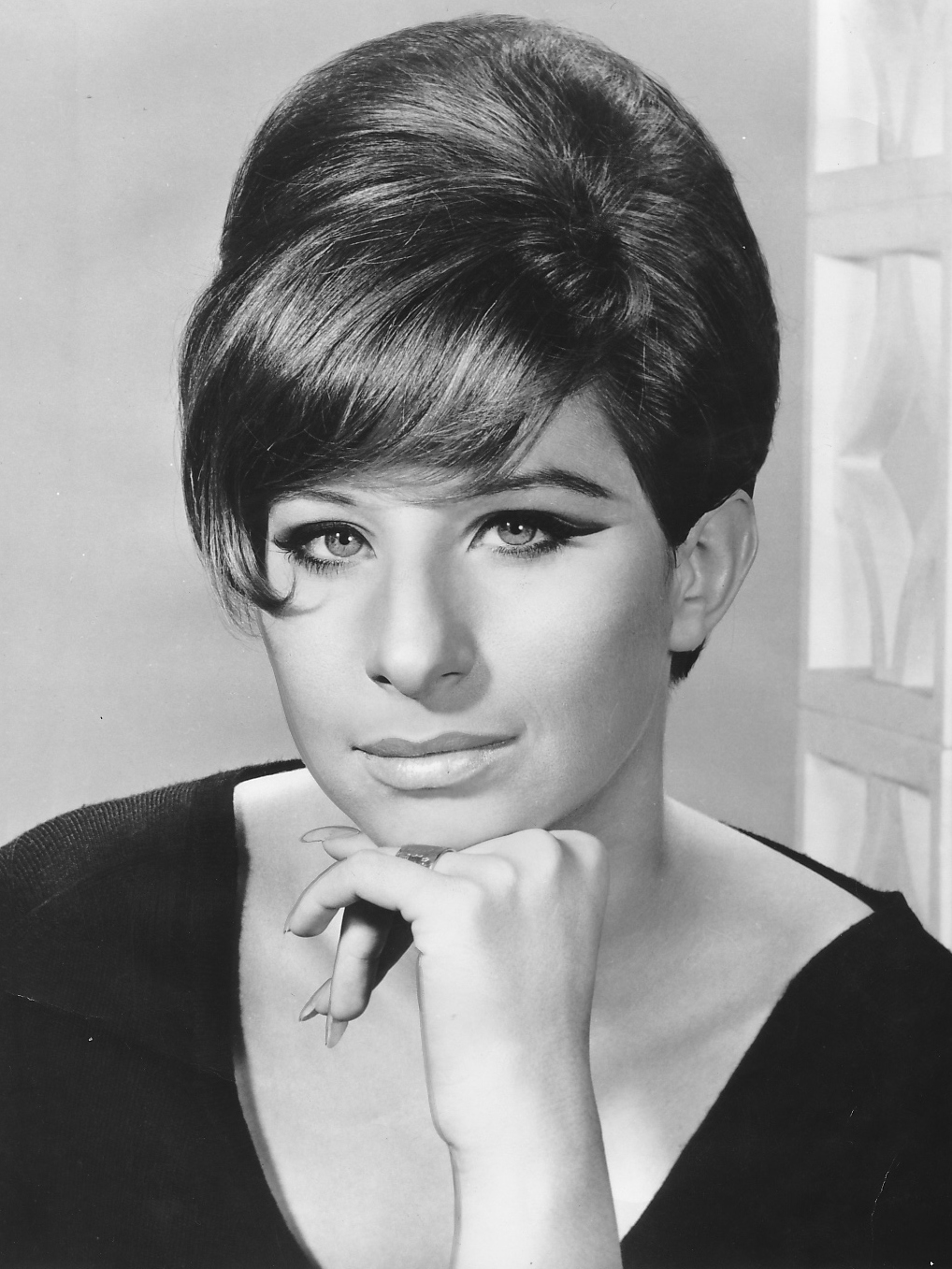
Barbra Streisand
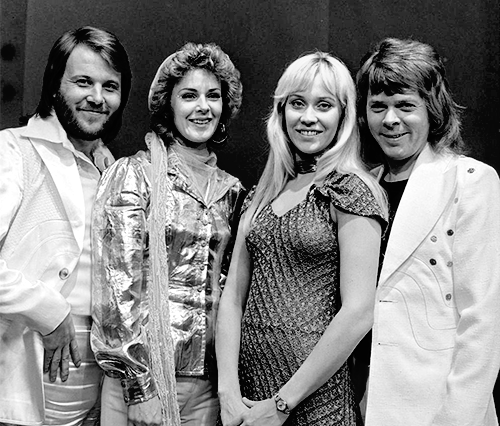
ABBA
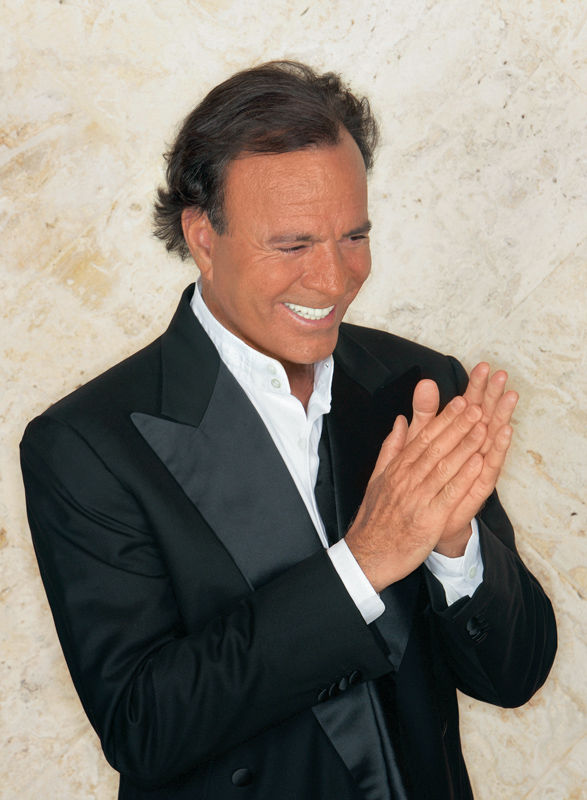
Julio Iglesias
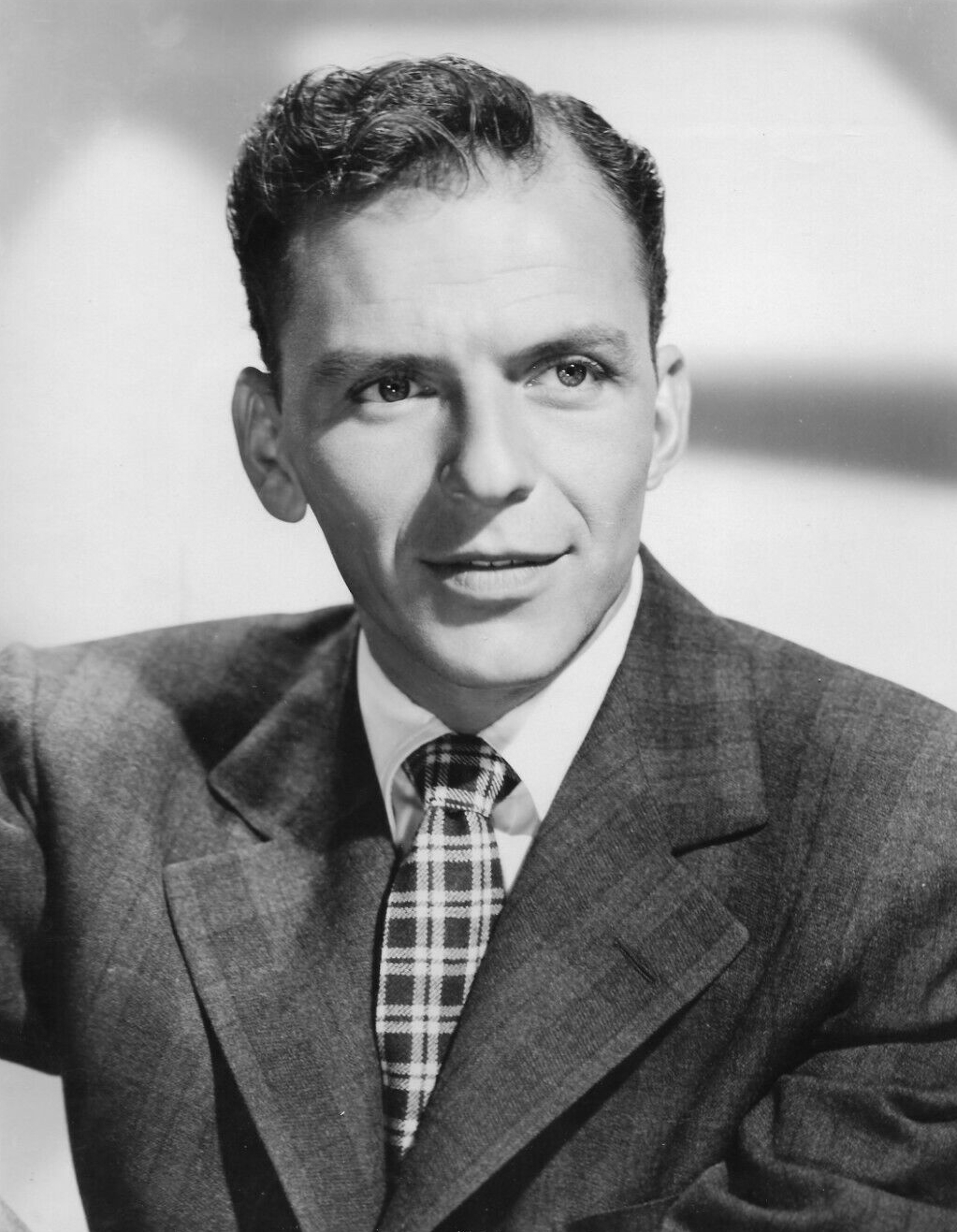
Frank Sinatra
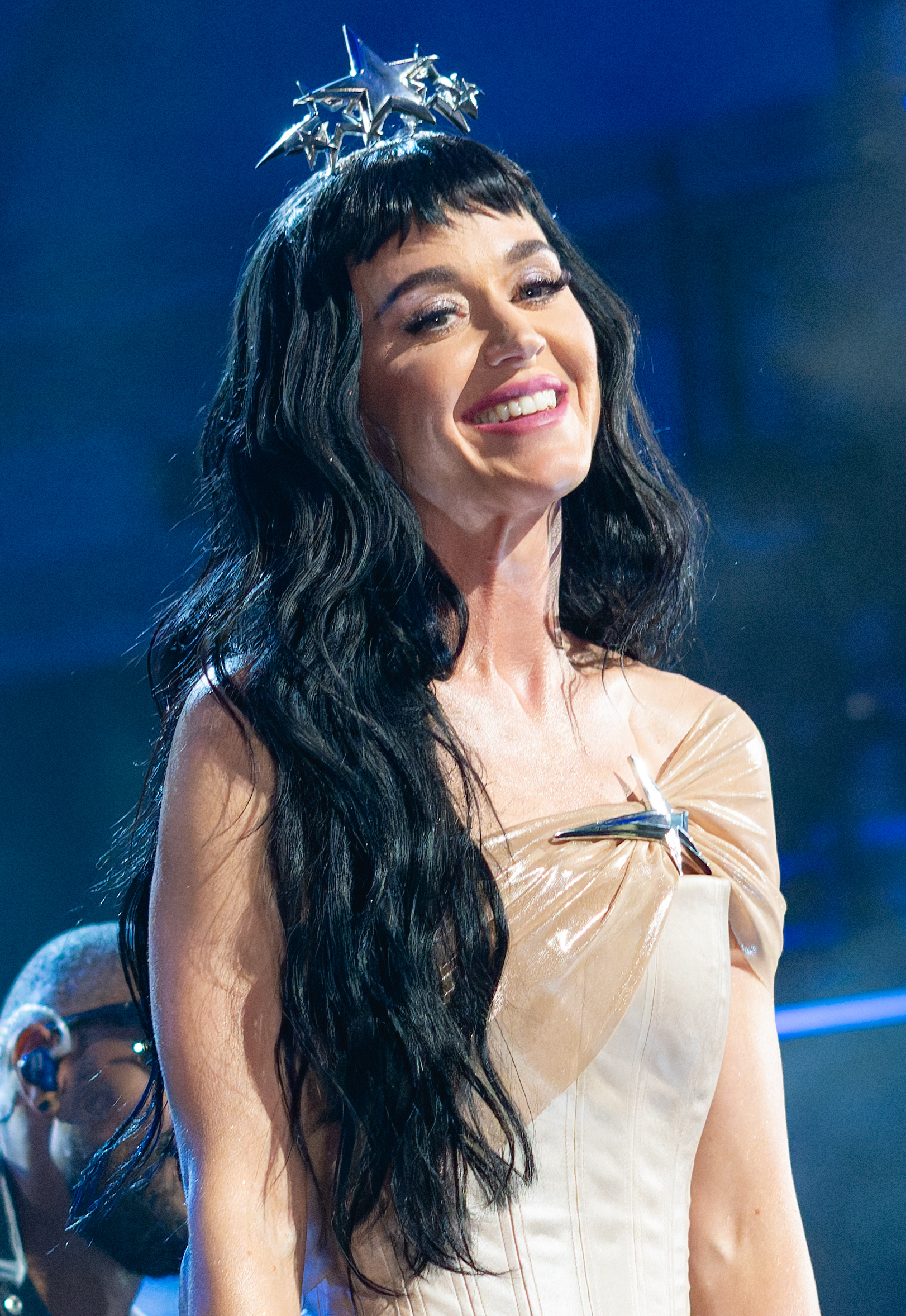
Katy Perry
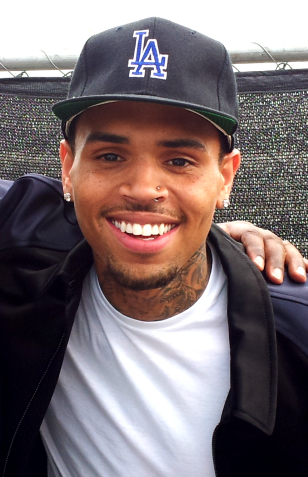
Chris Brown
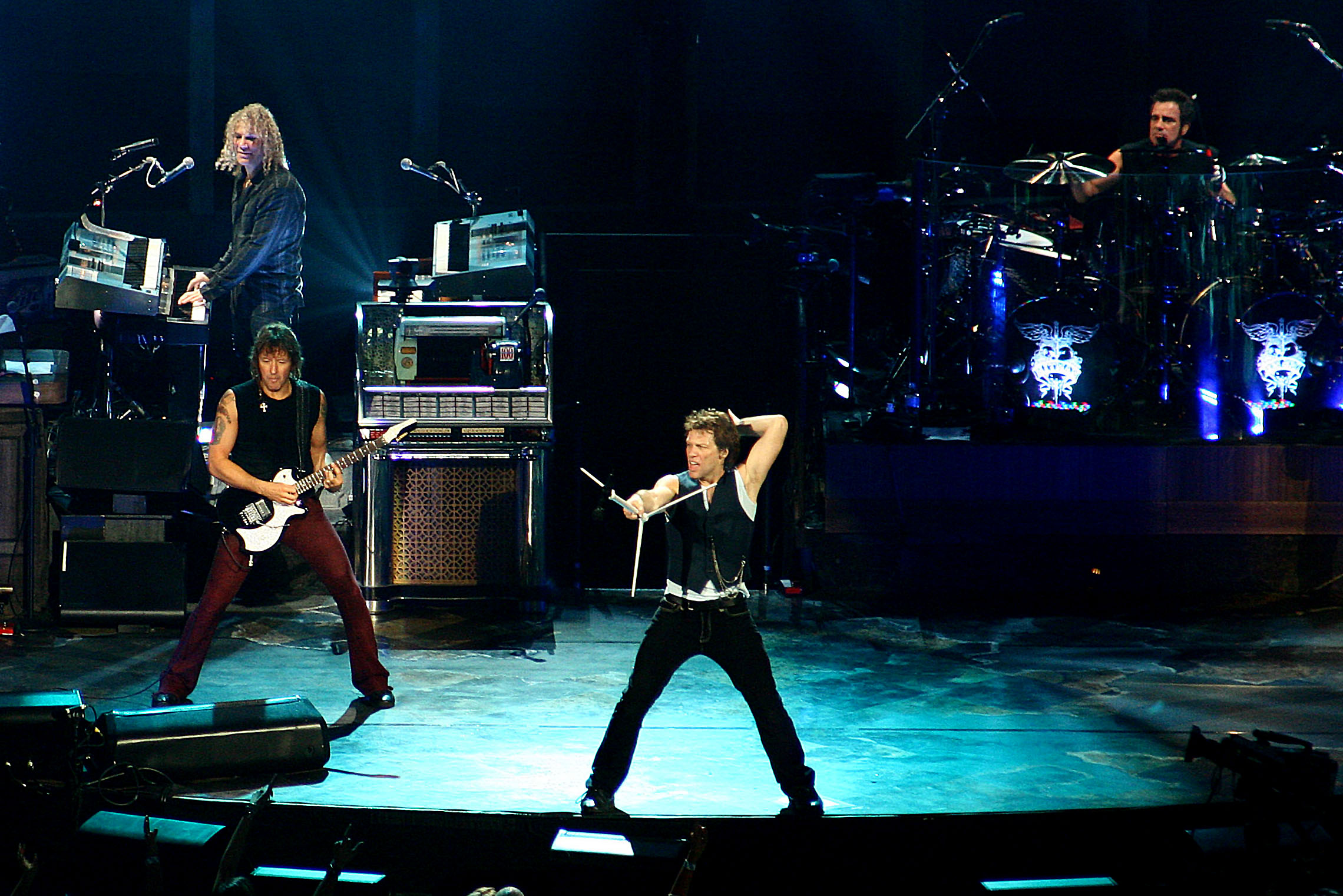
Bon Jovi
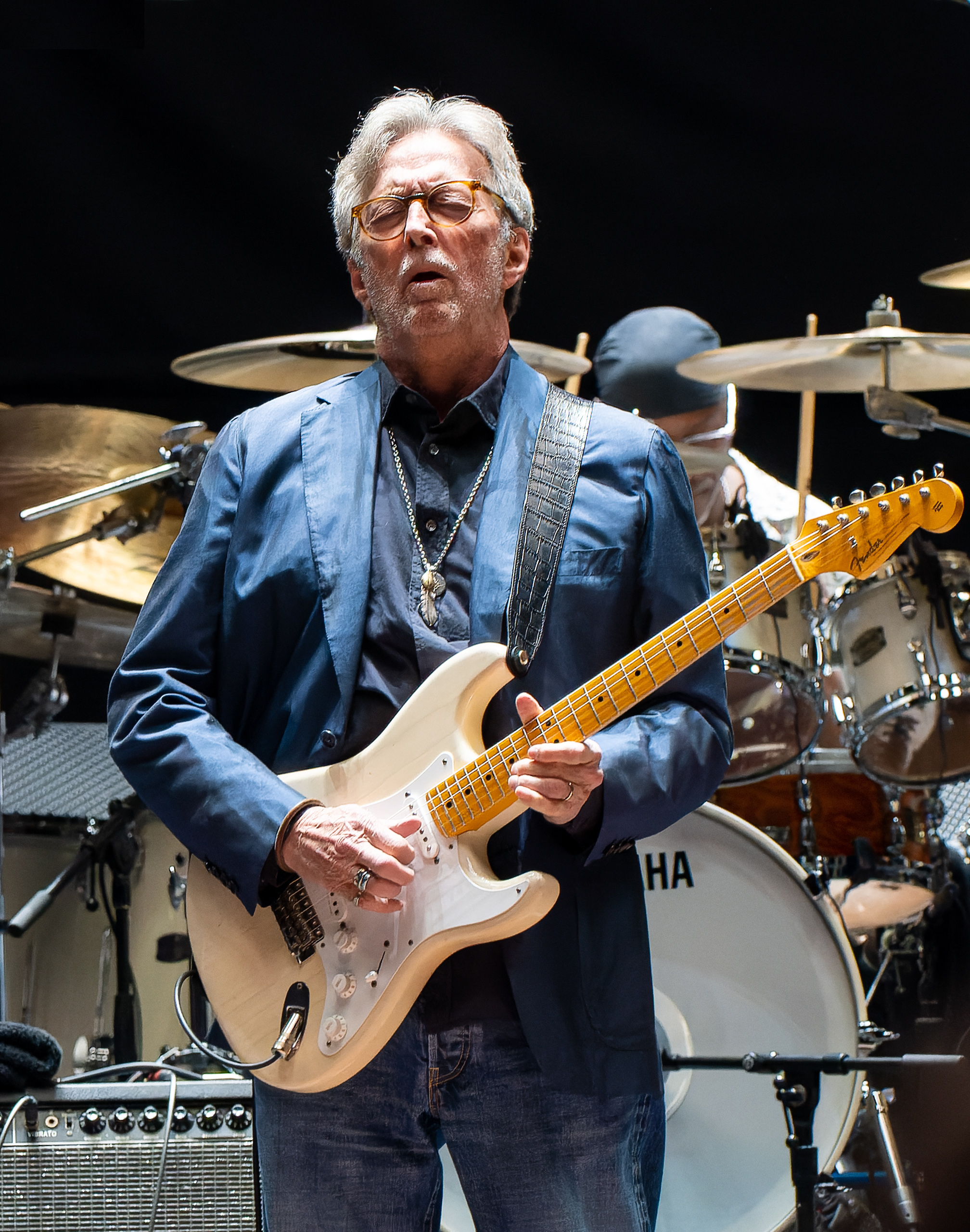
Eric Clapton
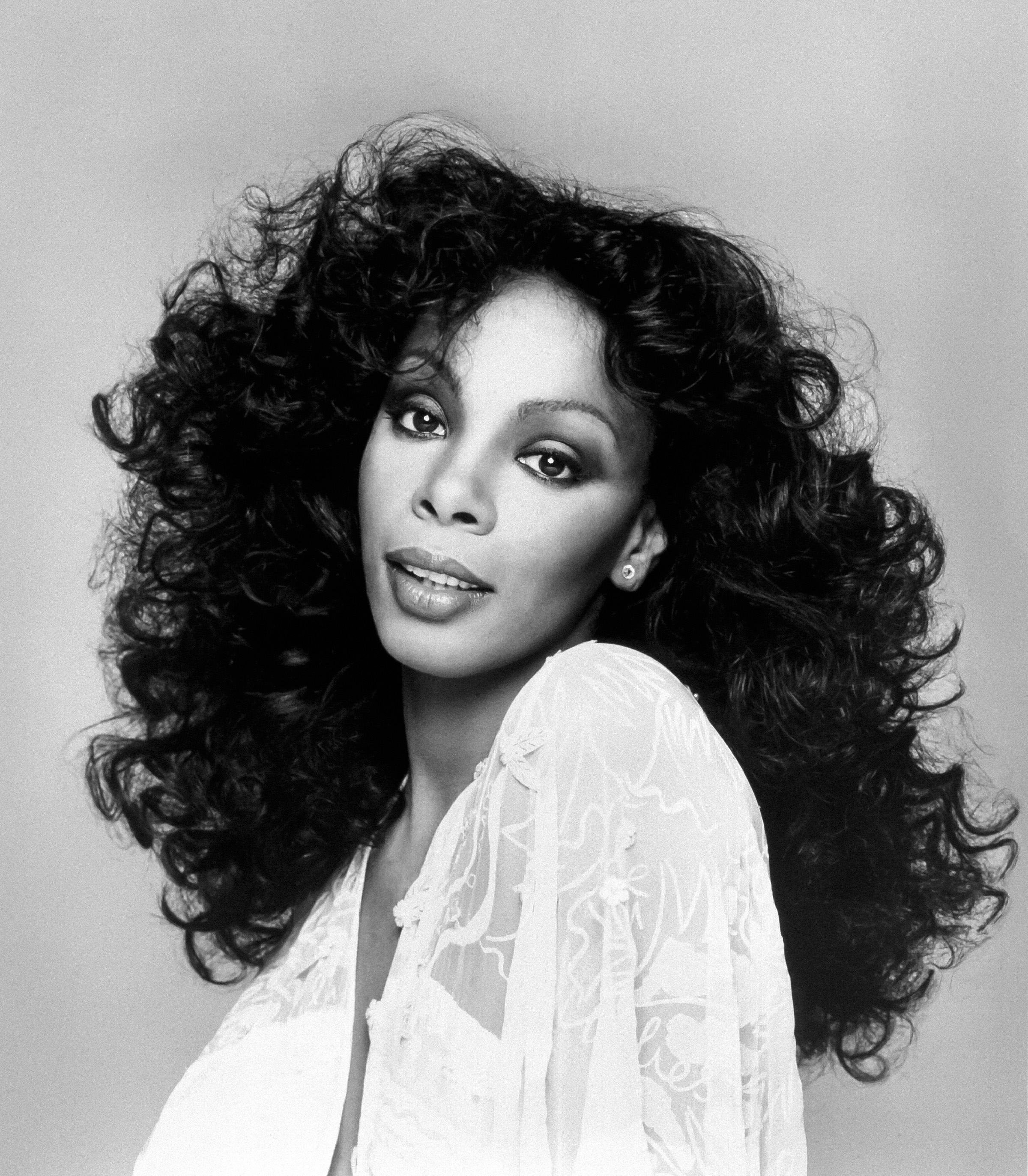
Donna Summer
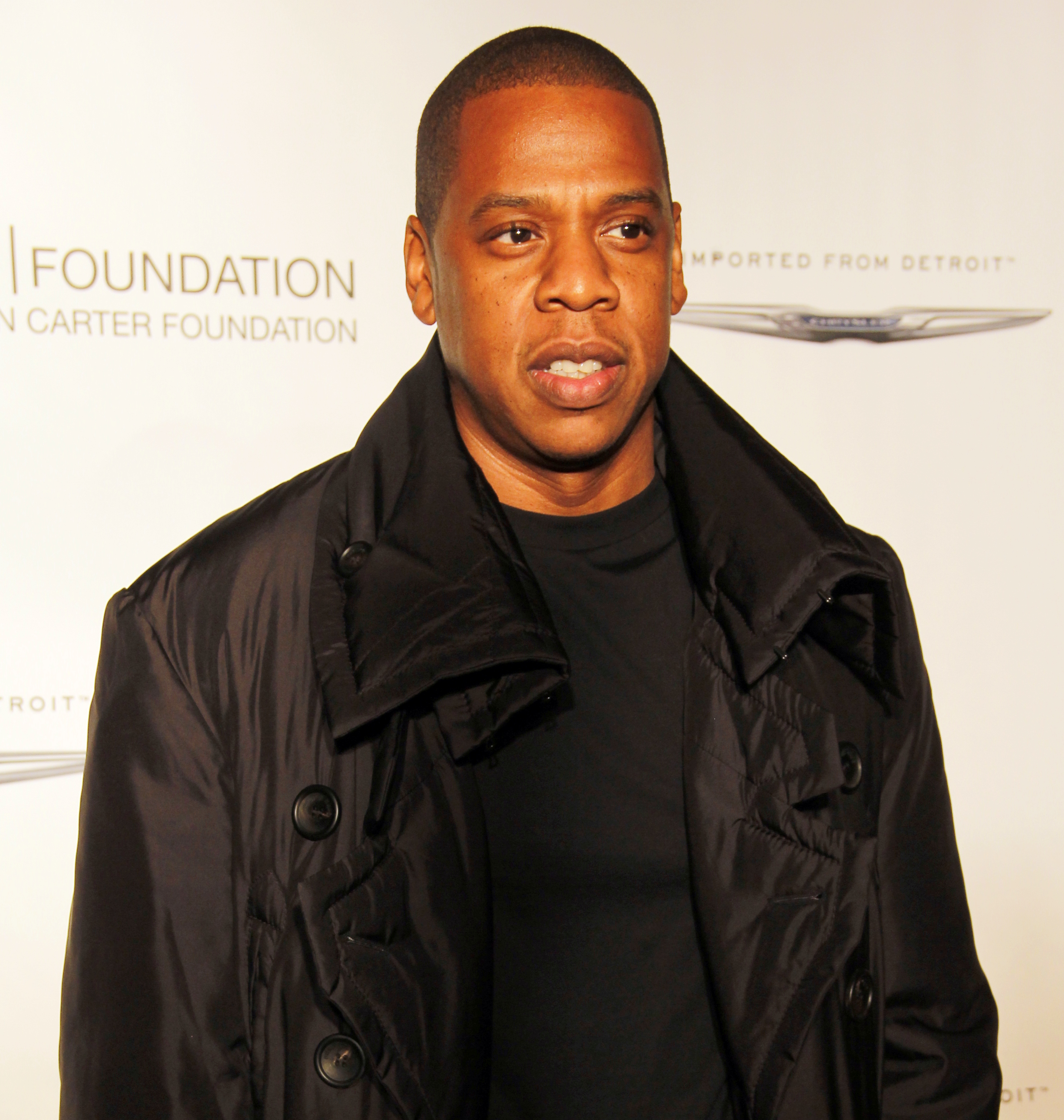
Jay-Z
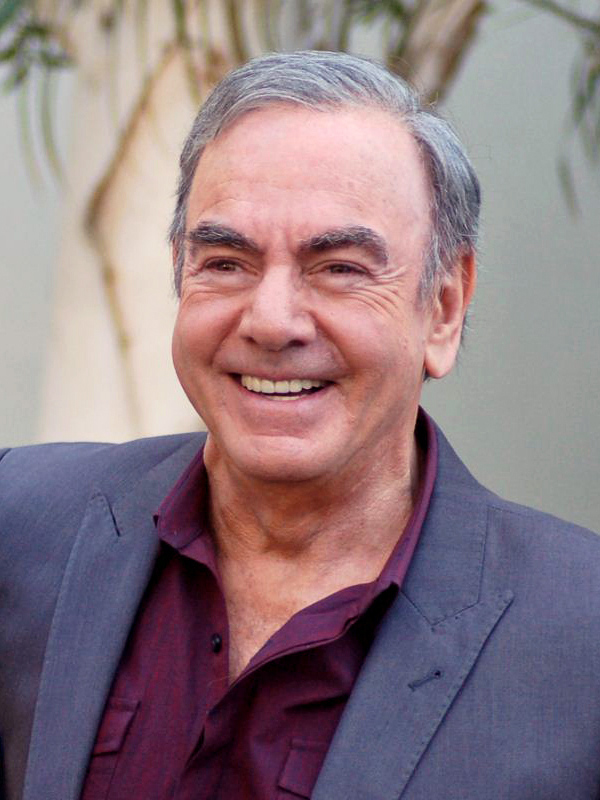
Neil Diamond
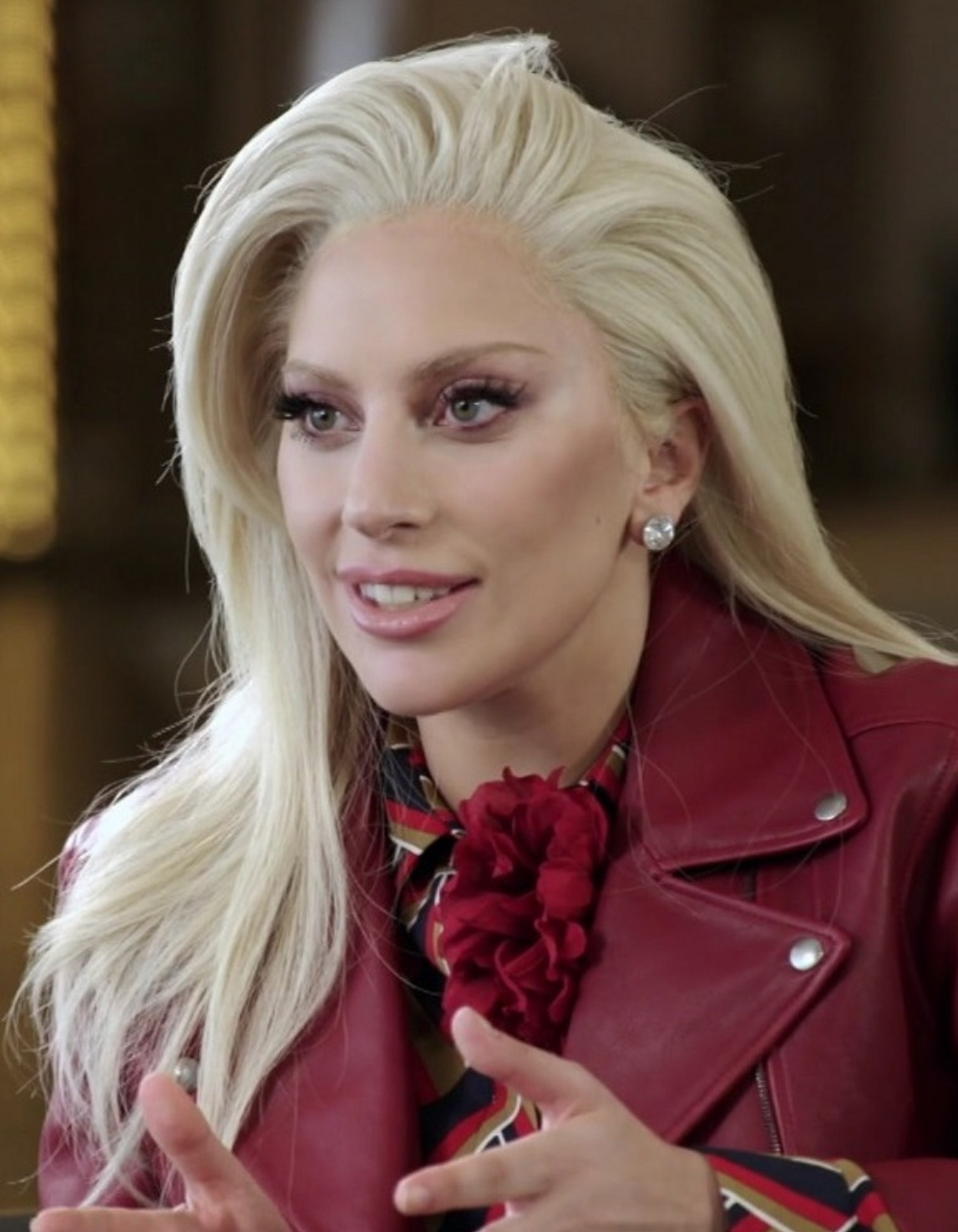
Lady Gaga
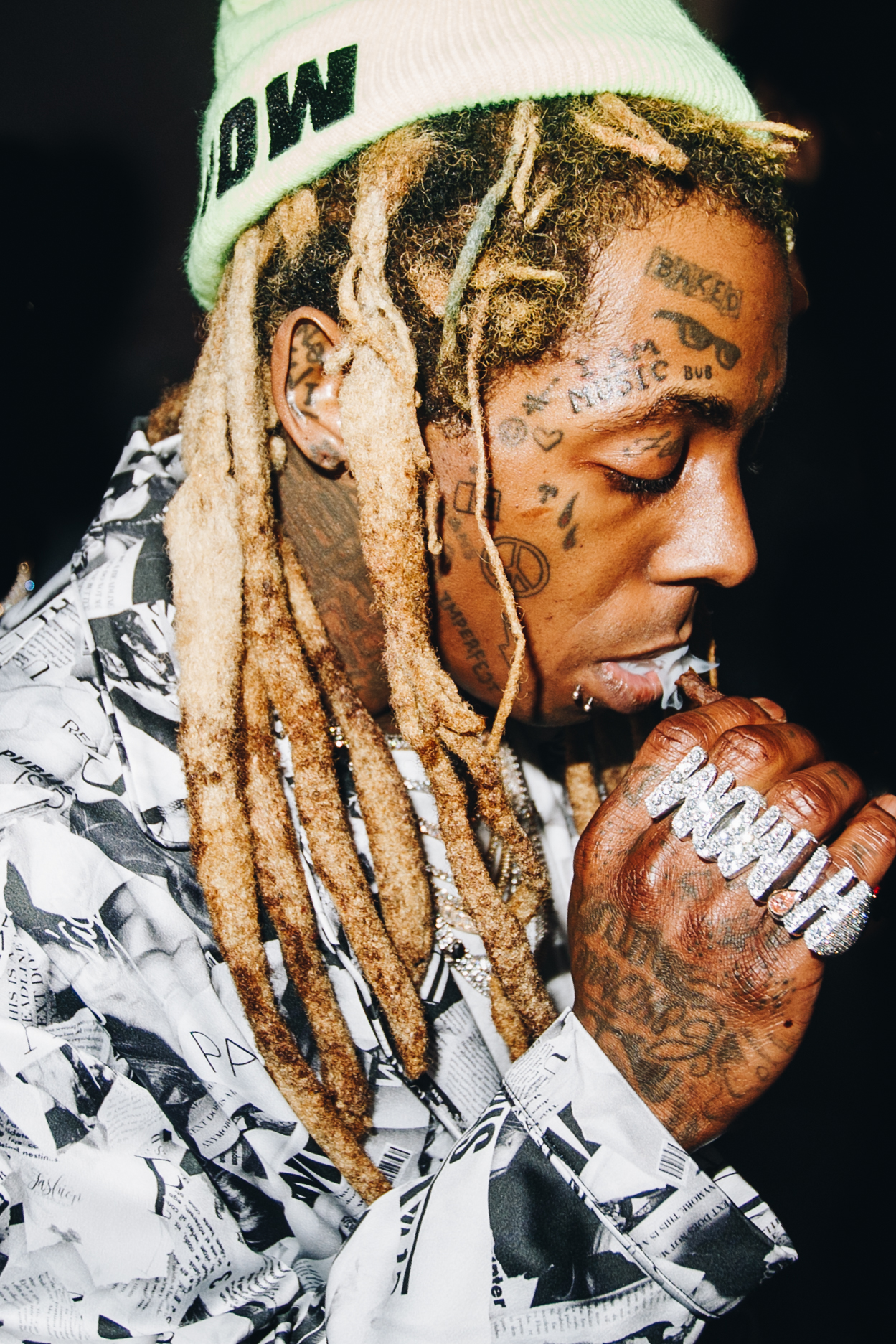
Lil Wayne
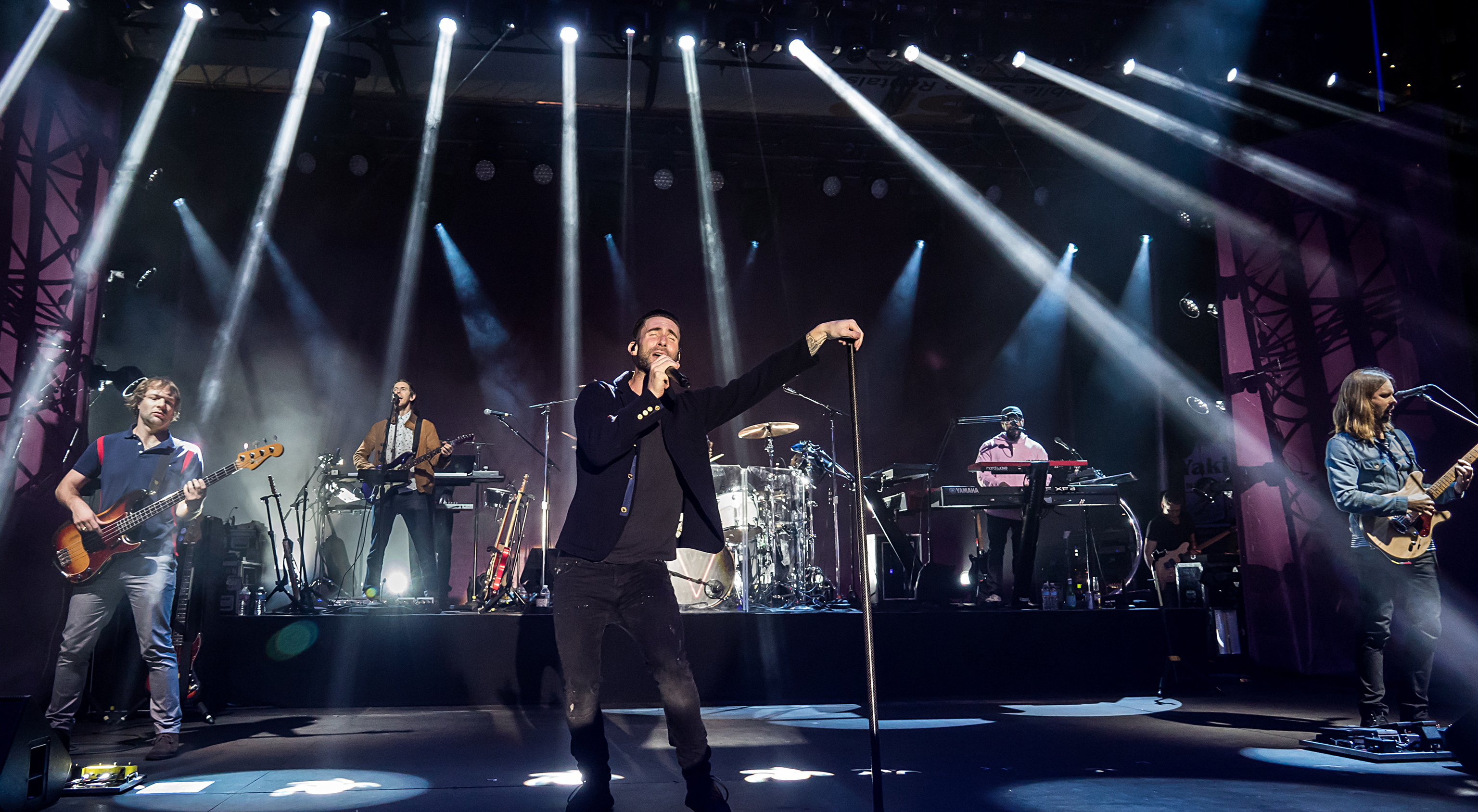
Maroon 5
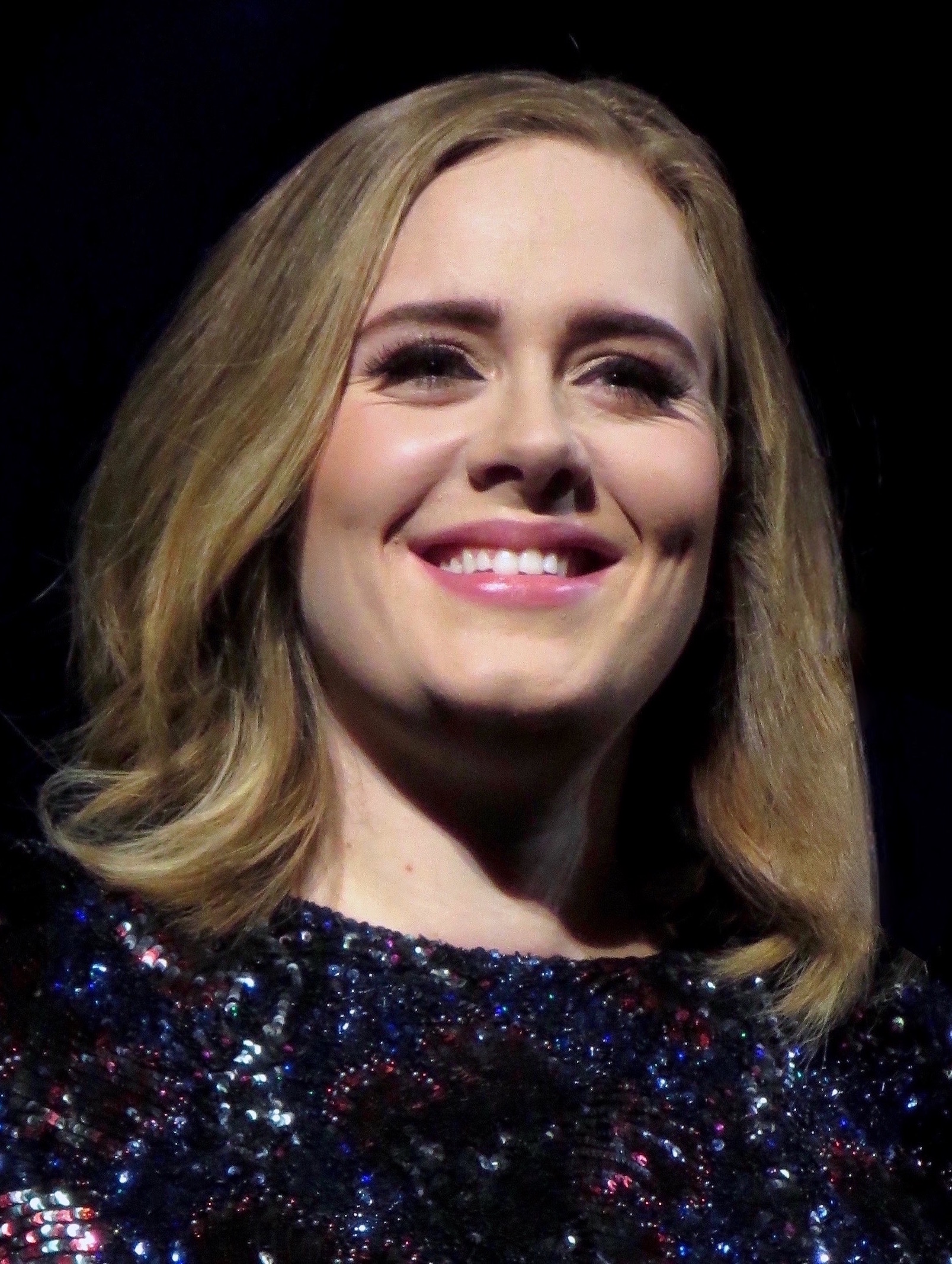
Adele
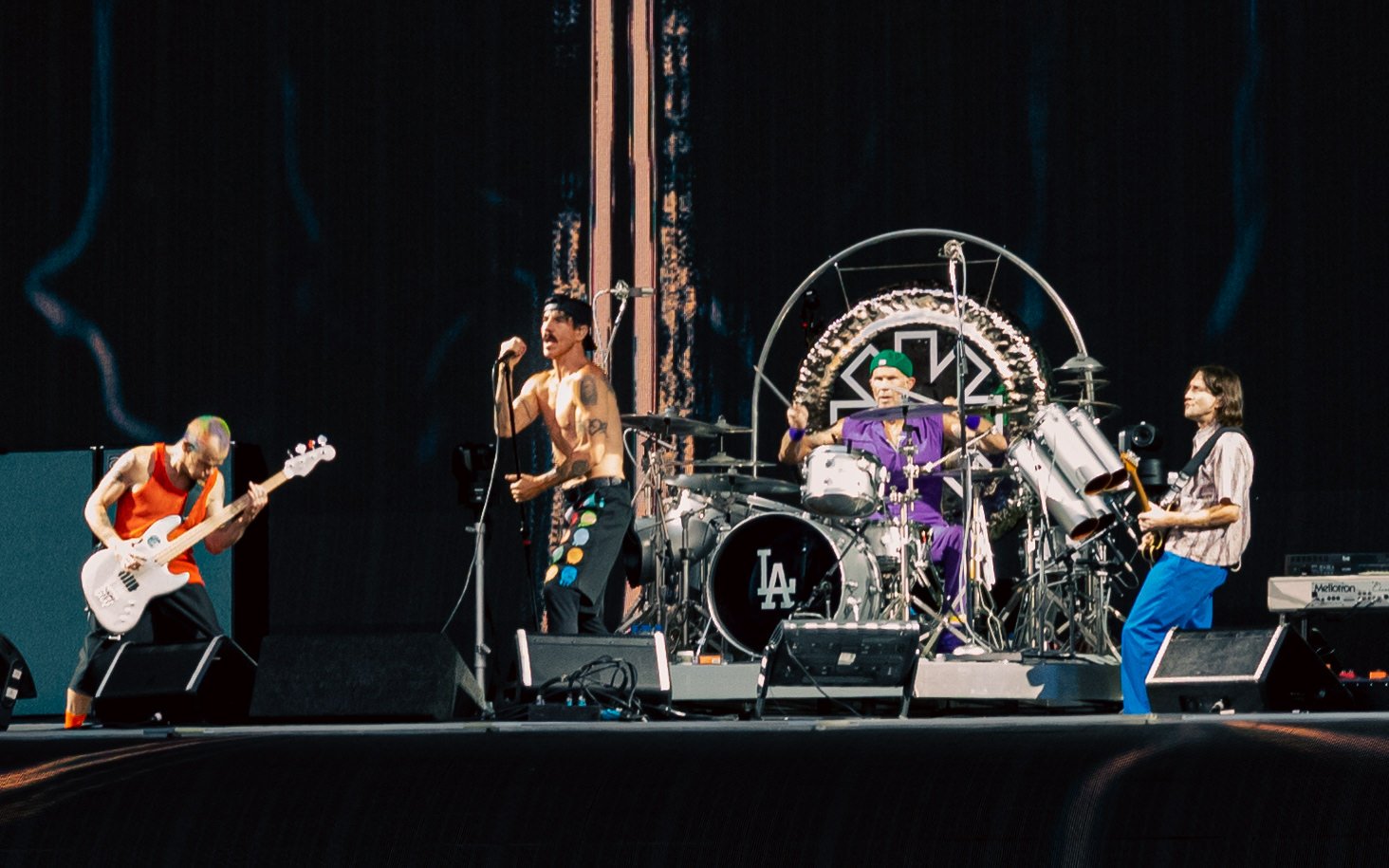
Red Hot Chili Peppers
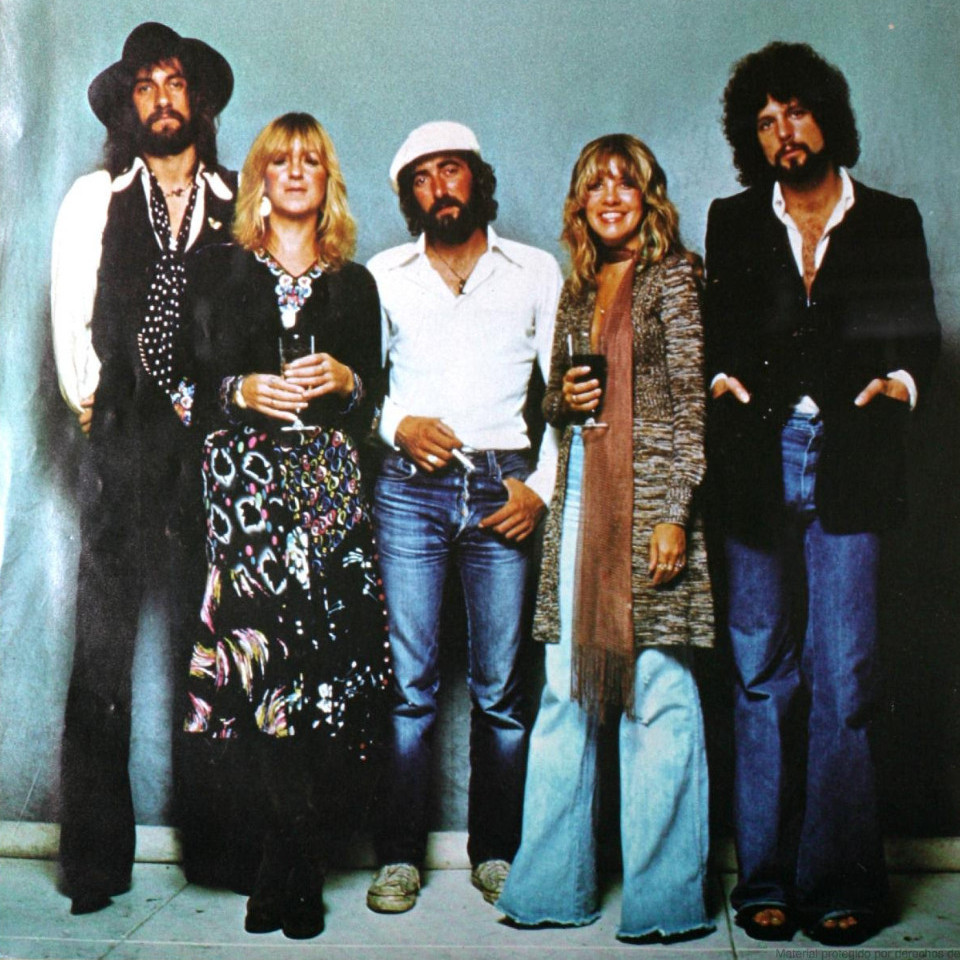
Fleetwood Mac
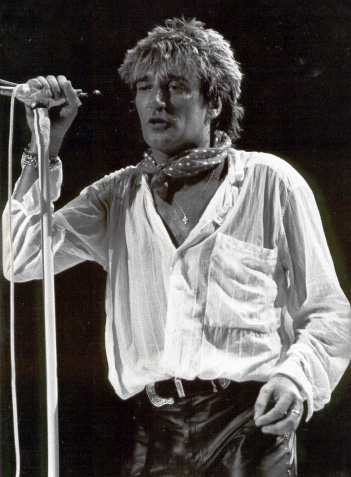
Rod Stewart
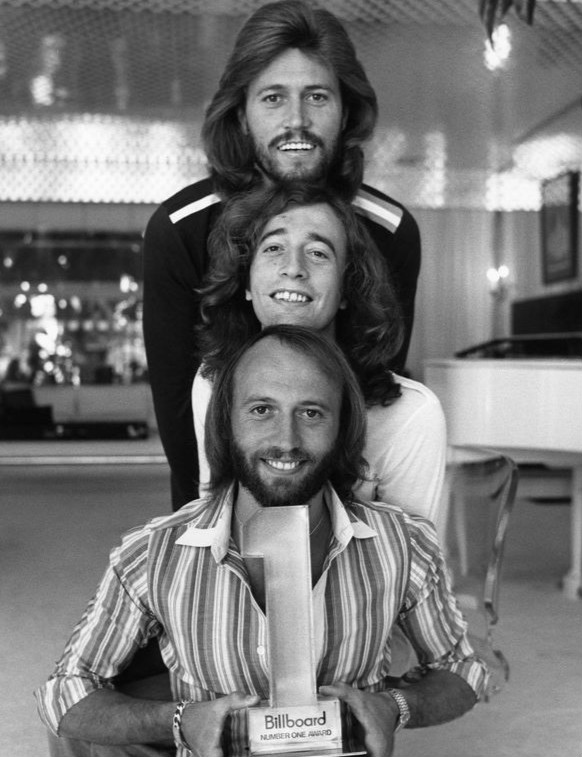
Bee Gees
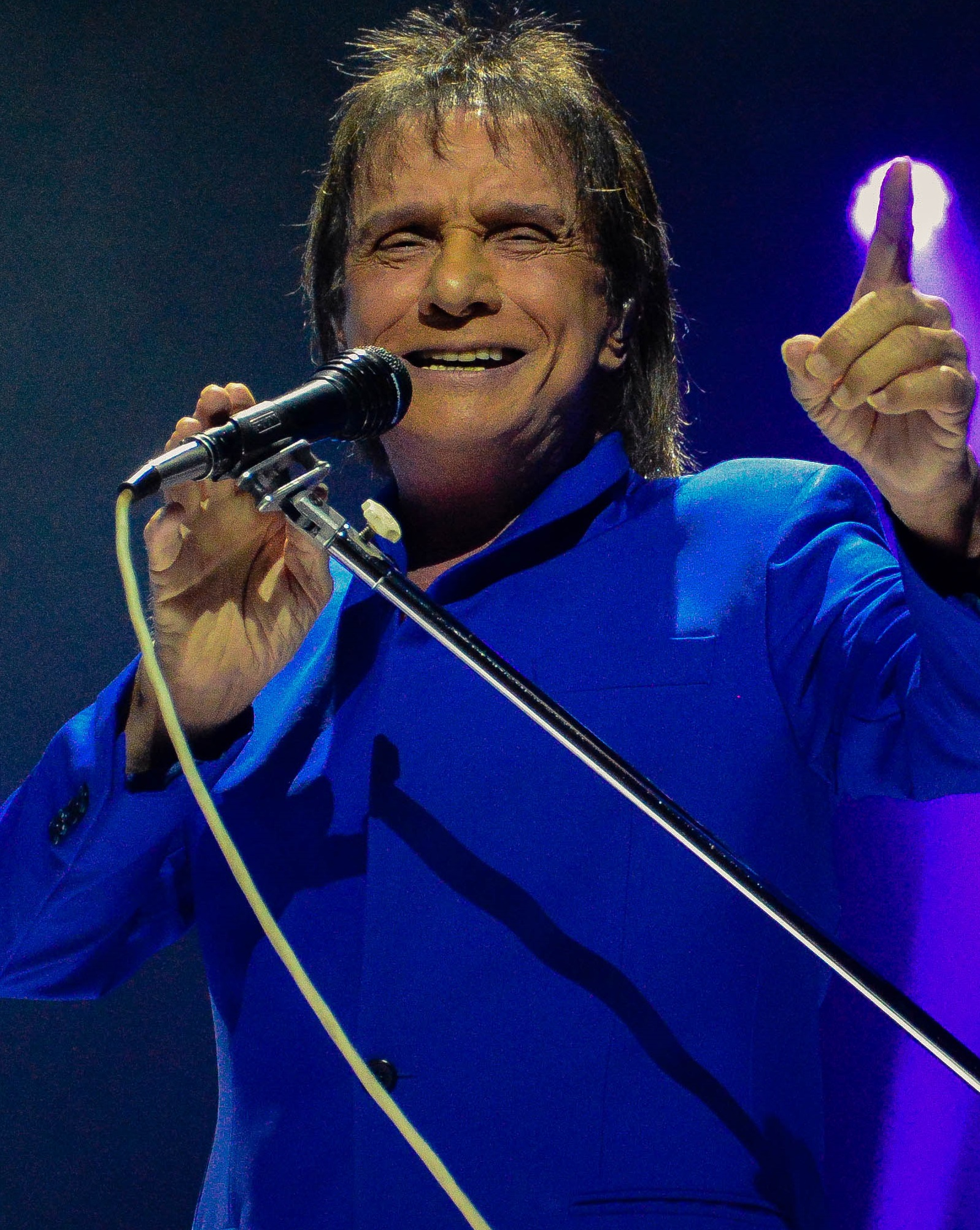
Roberto Carlos
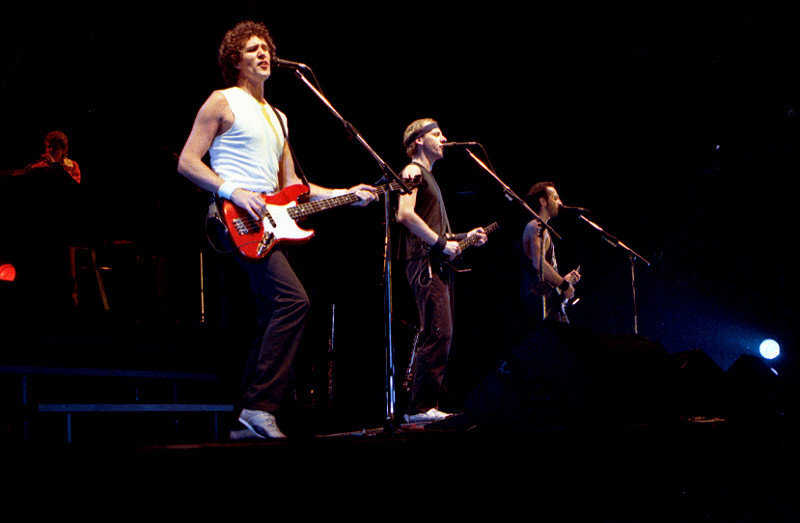
Dire Straits
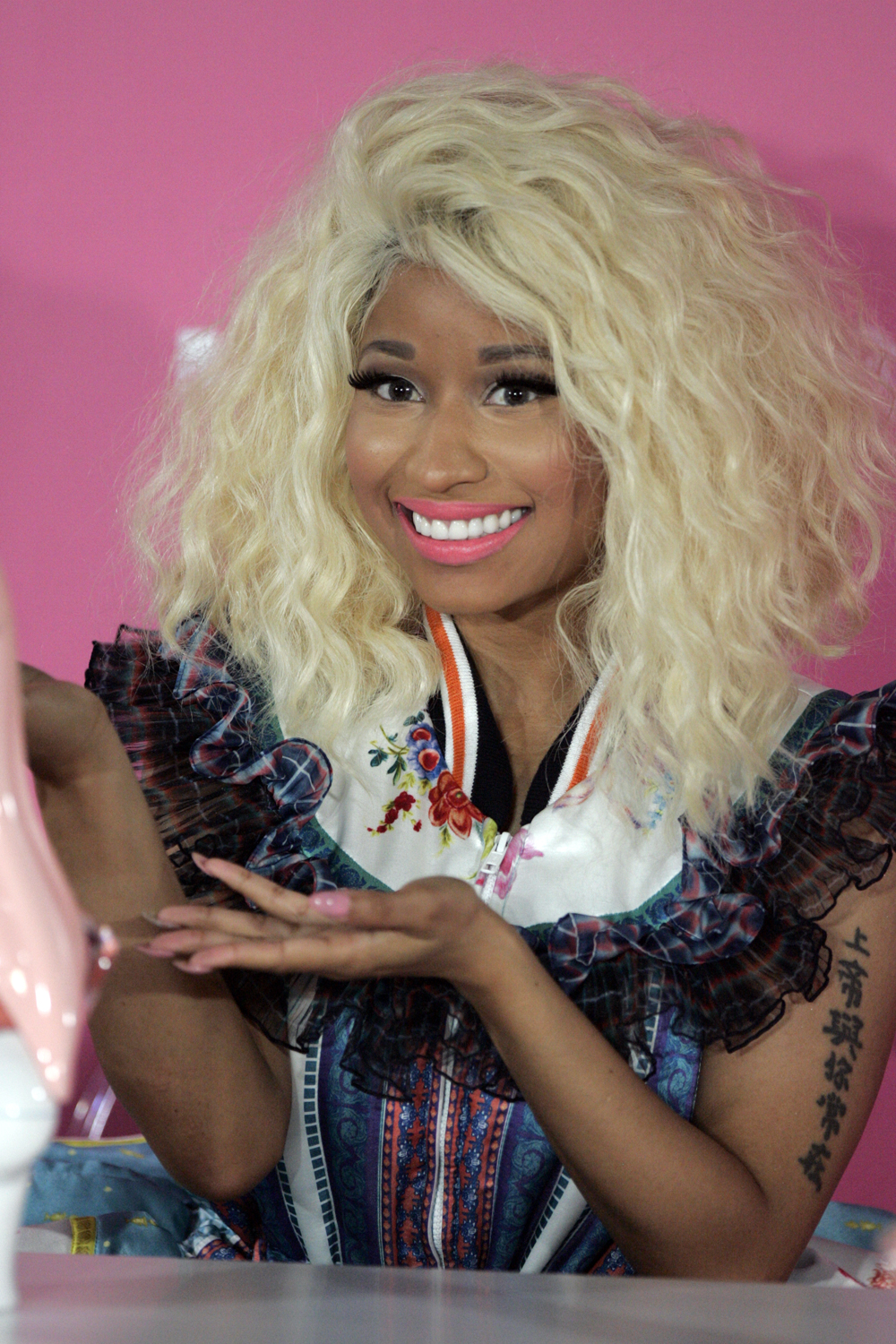
Nicki Minaj
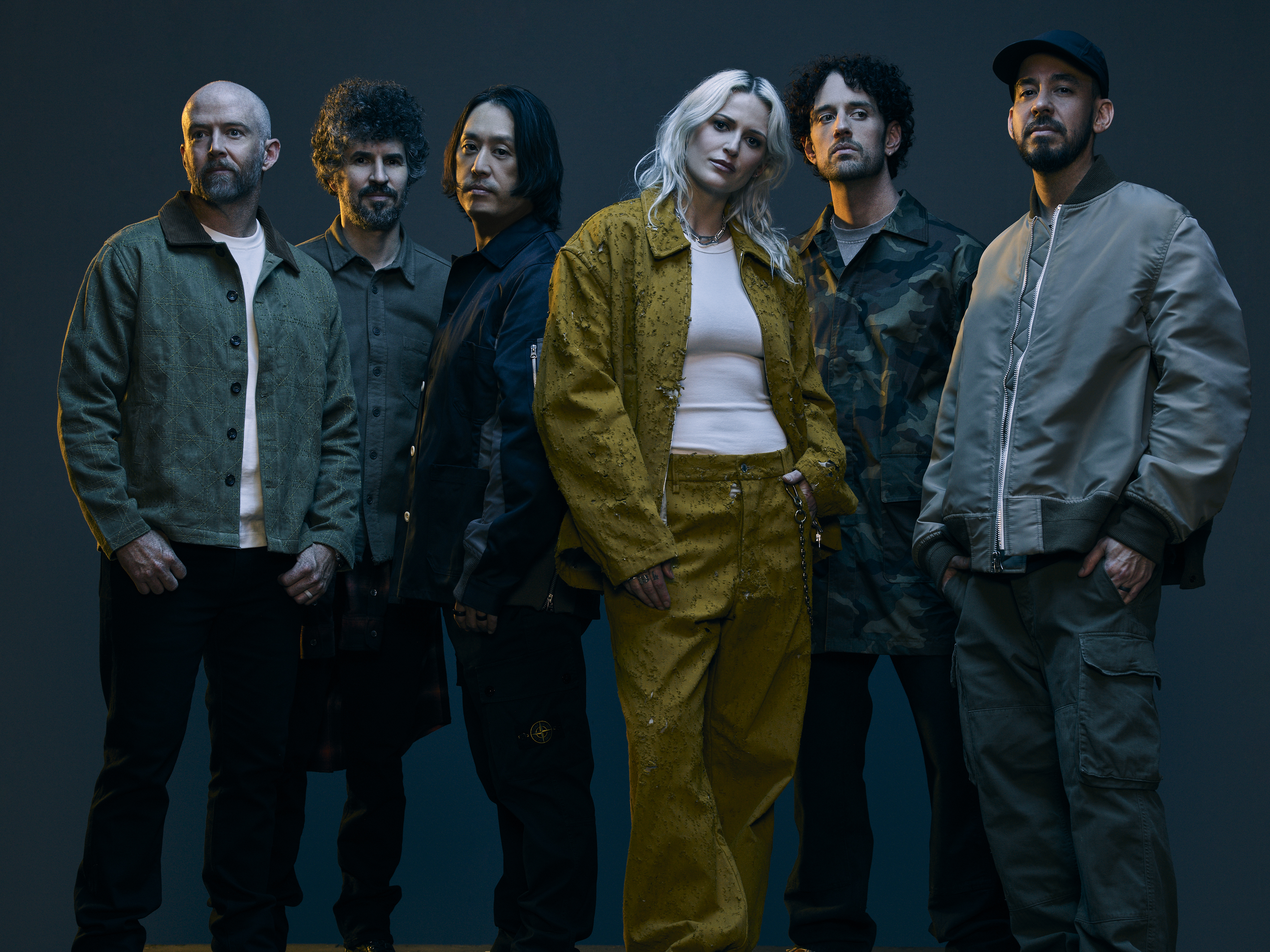
Linkin Park
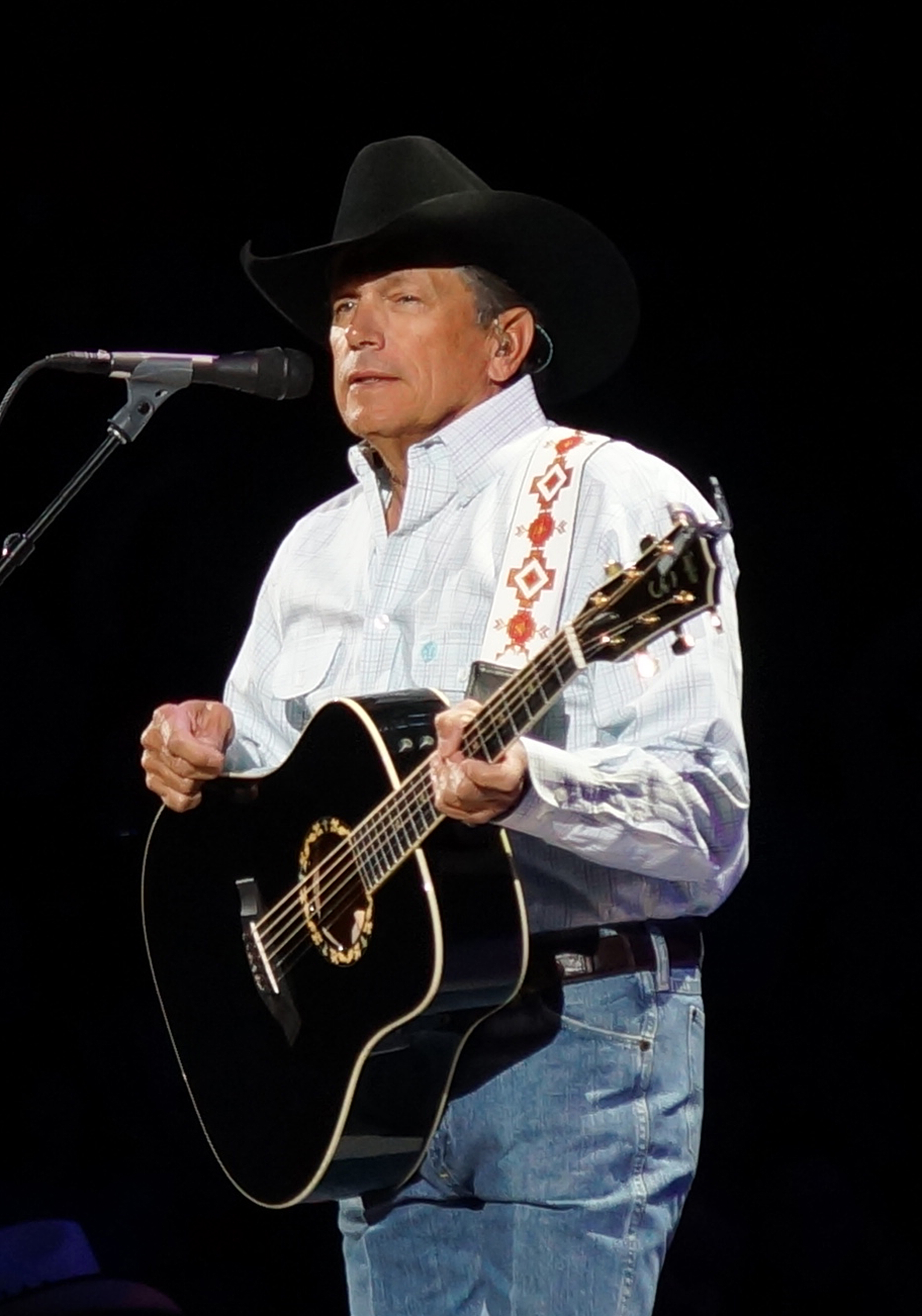
George Strait
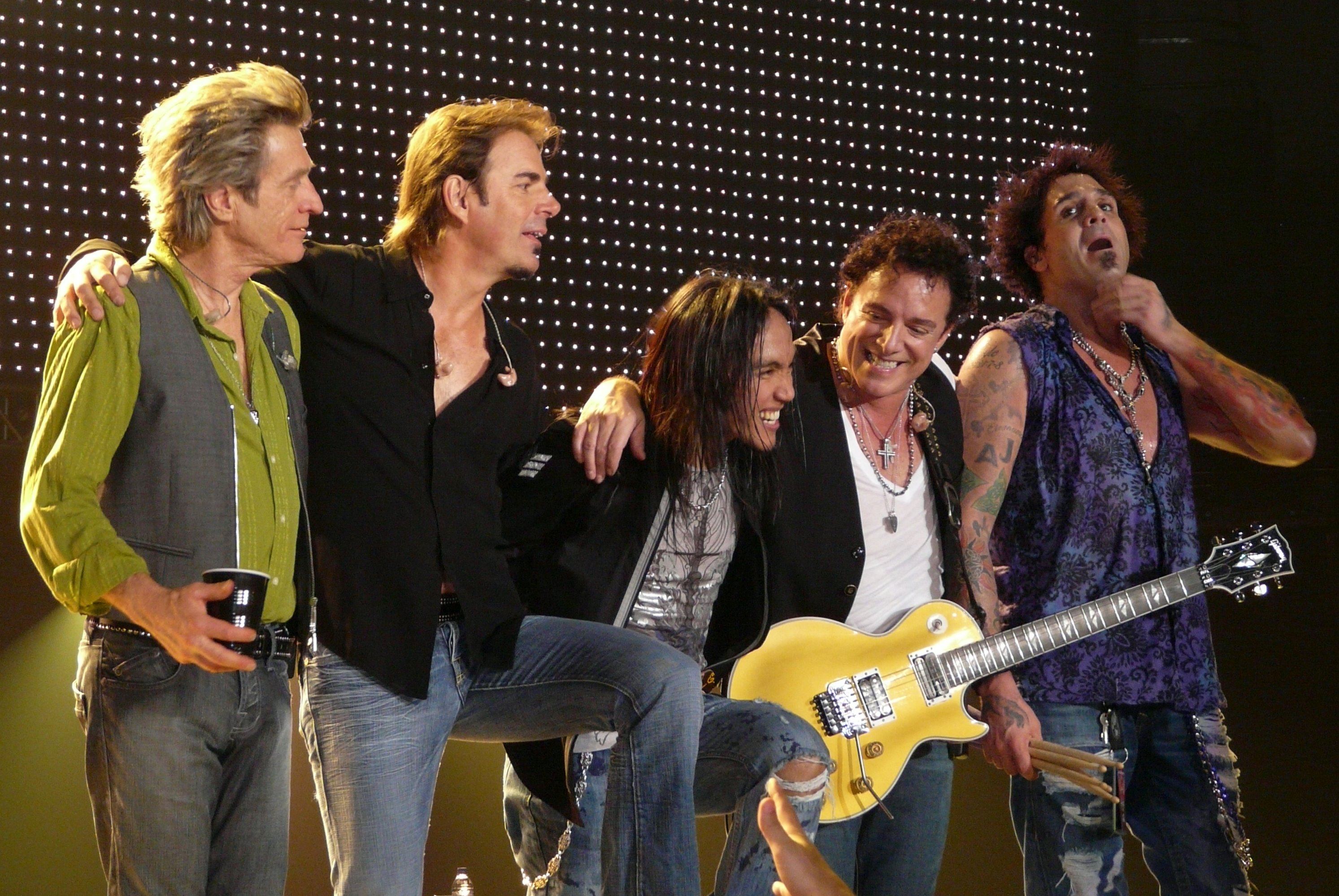
Journey
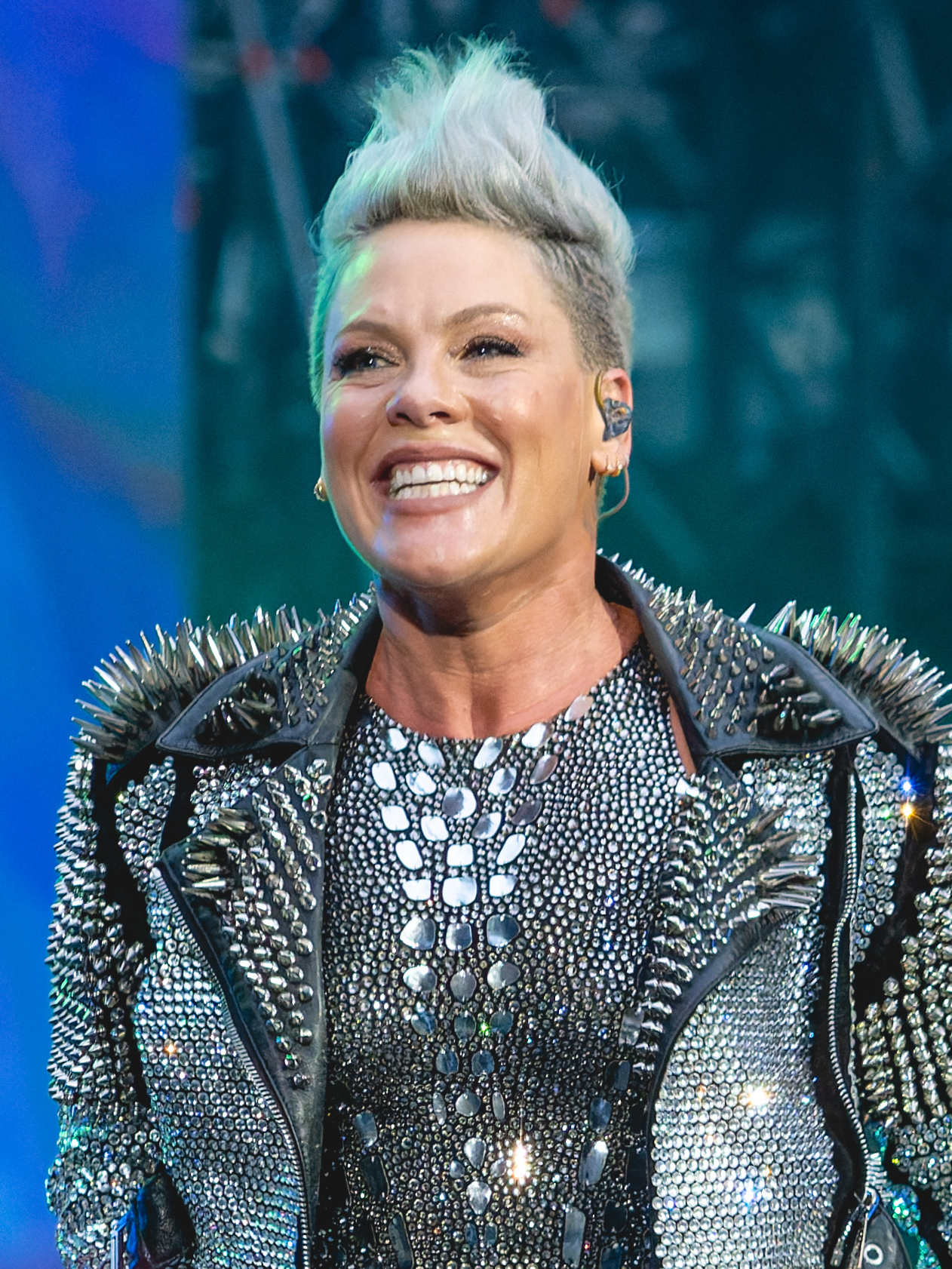
Pink
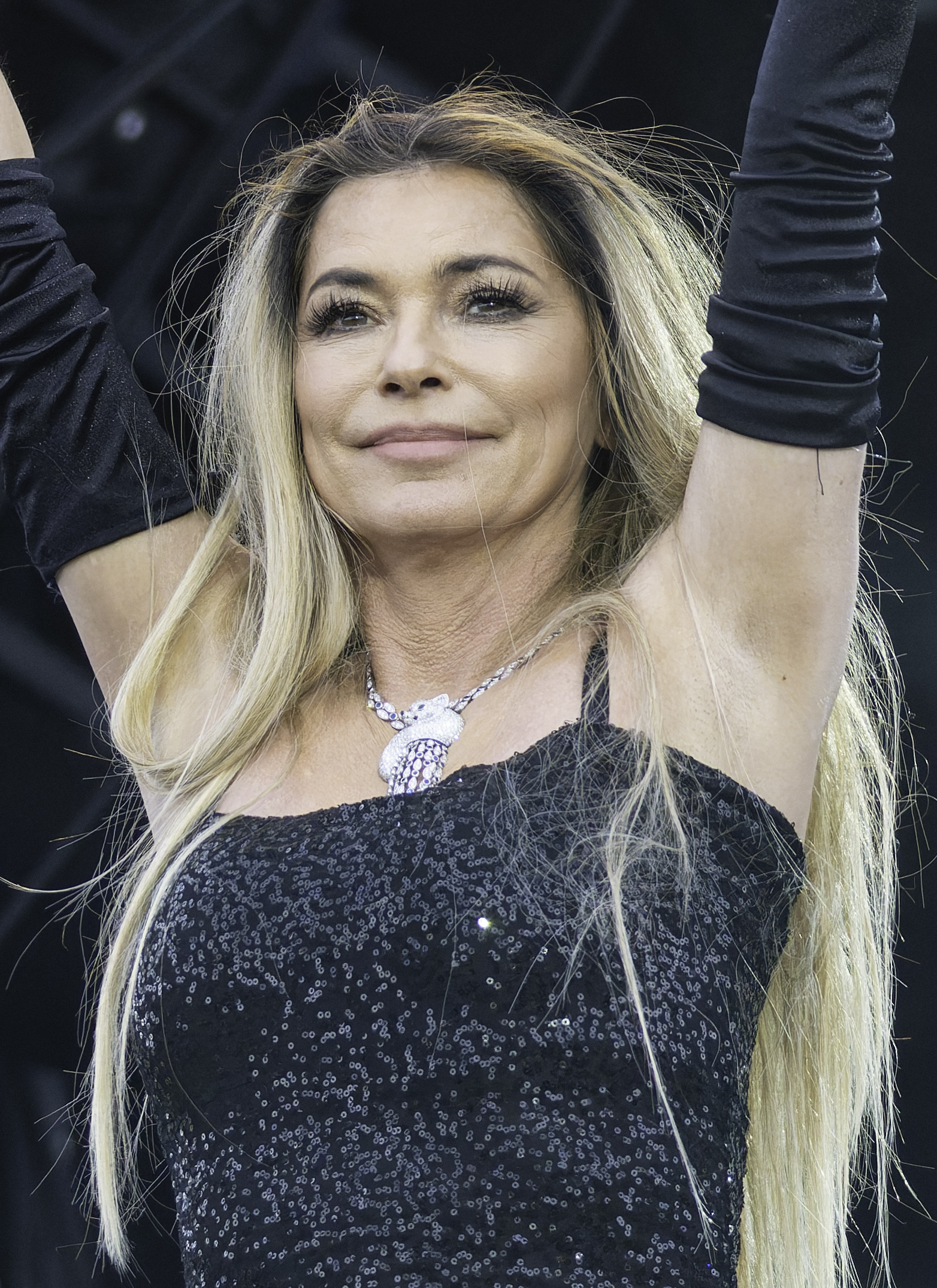
Shania Twain
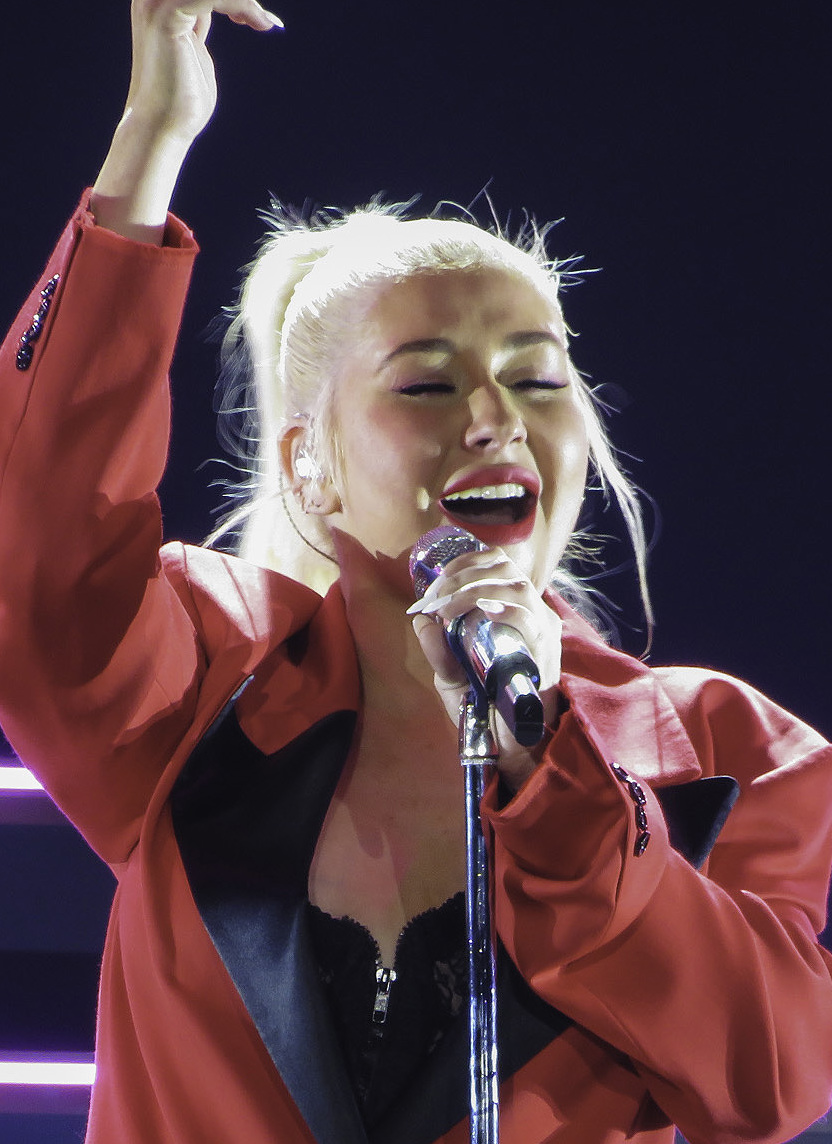
Christina Aguilera
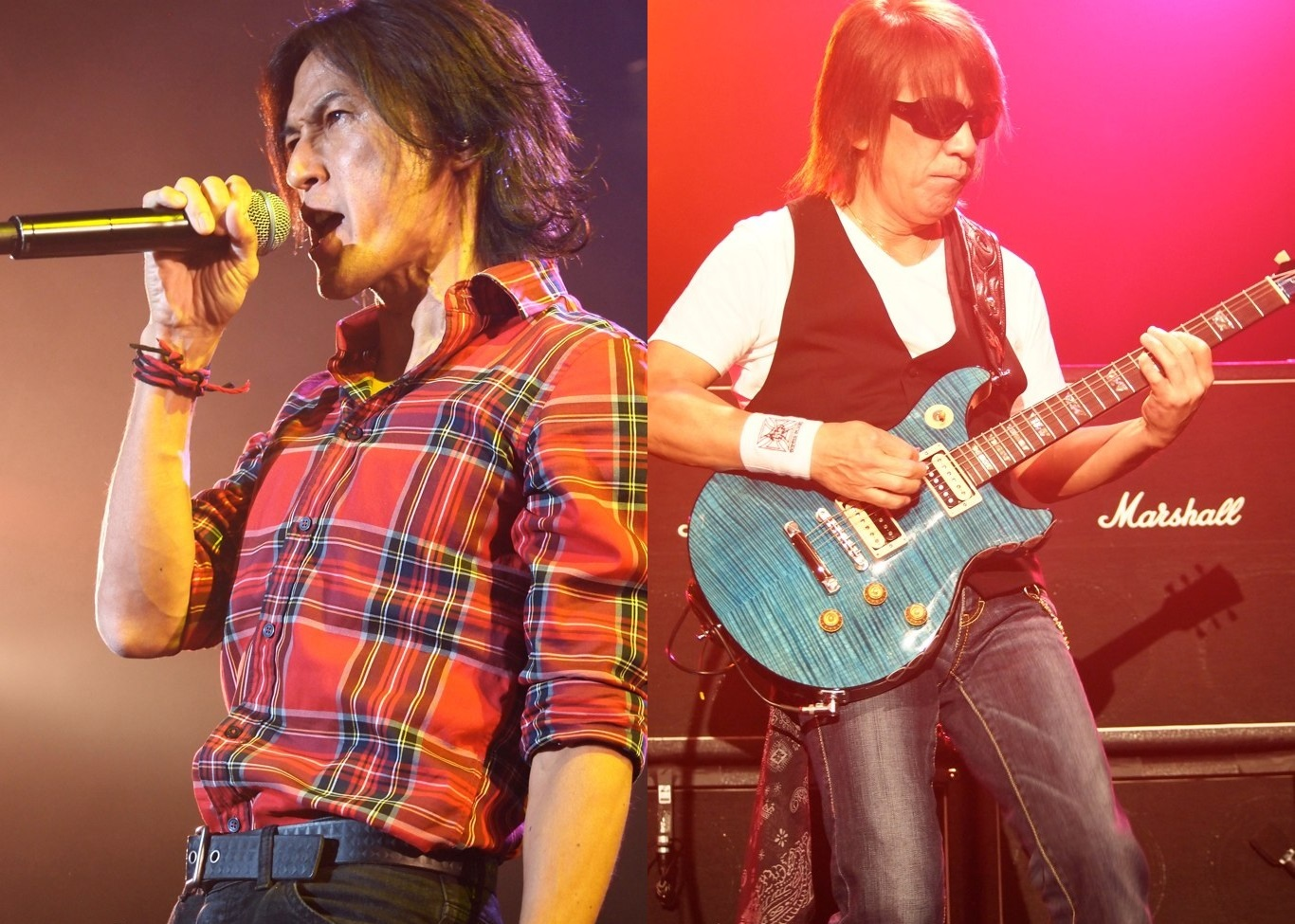
B’z
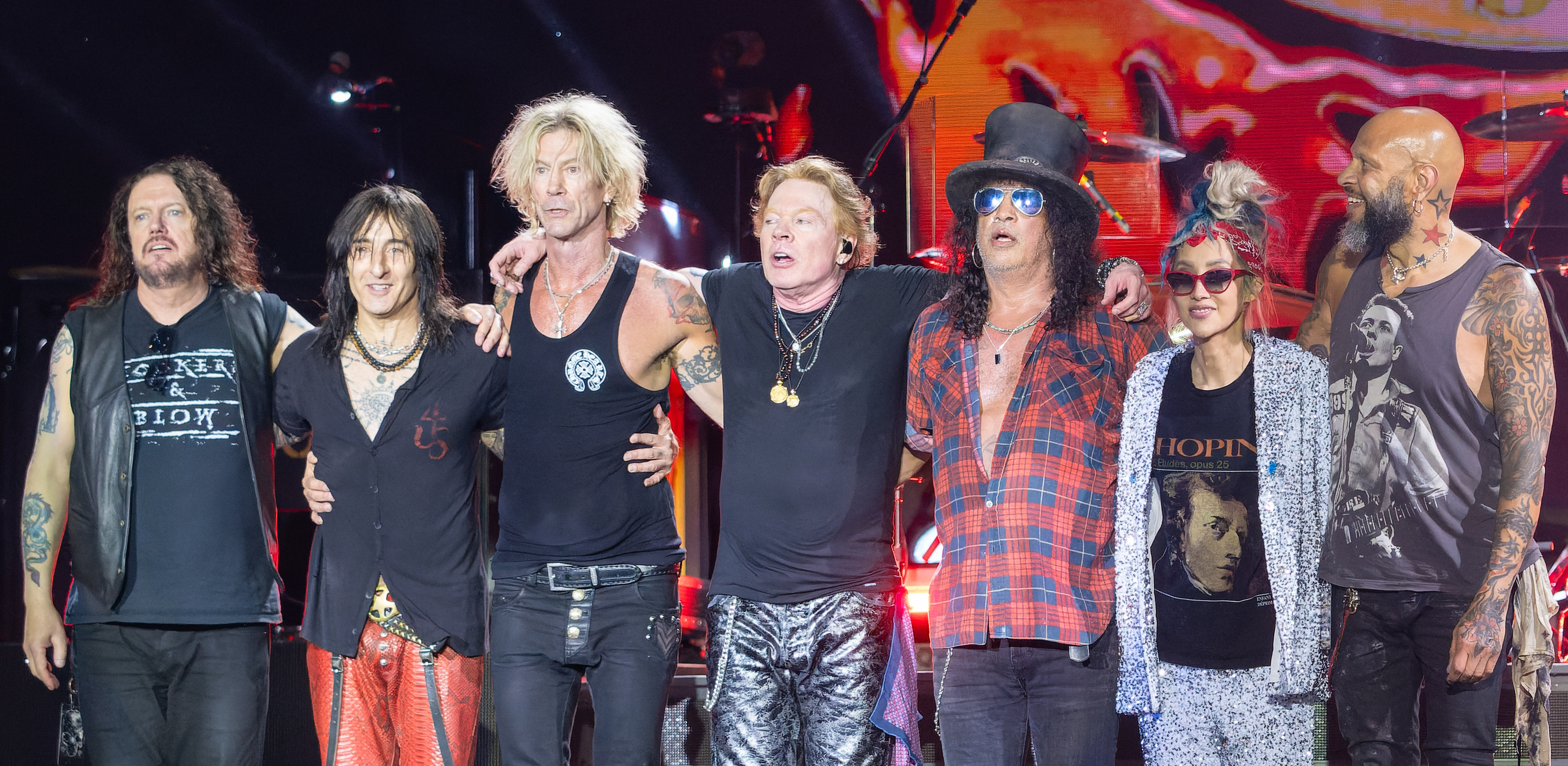
Guns N’ Roses
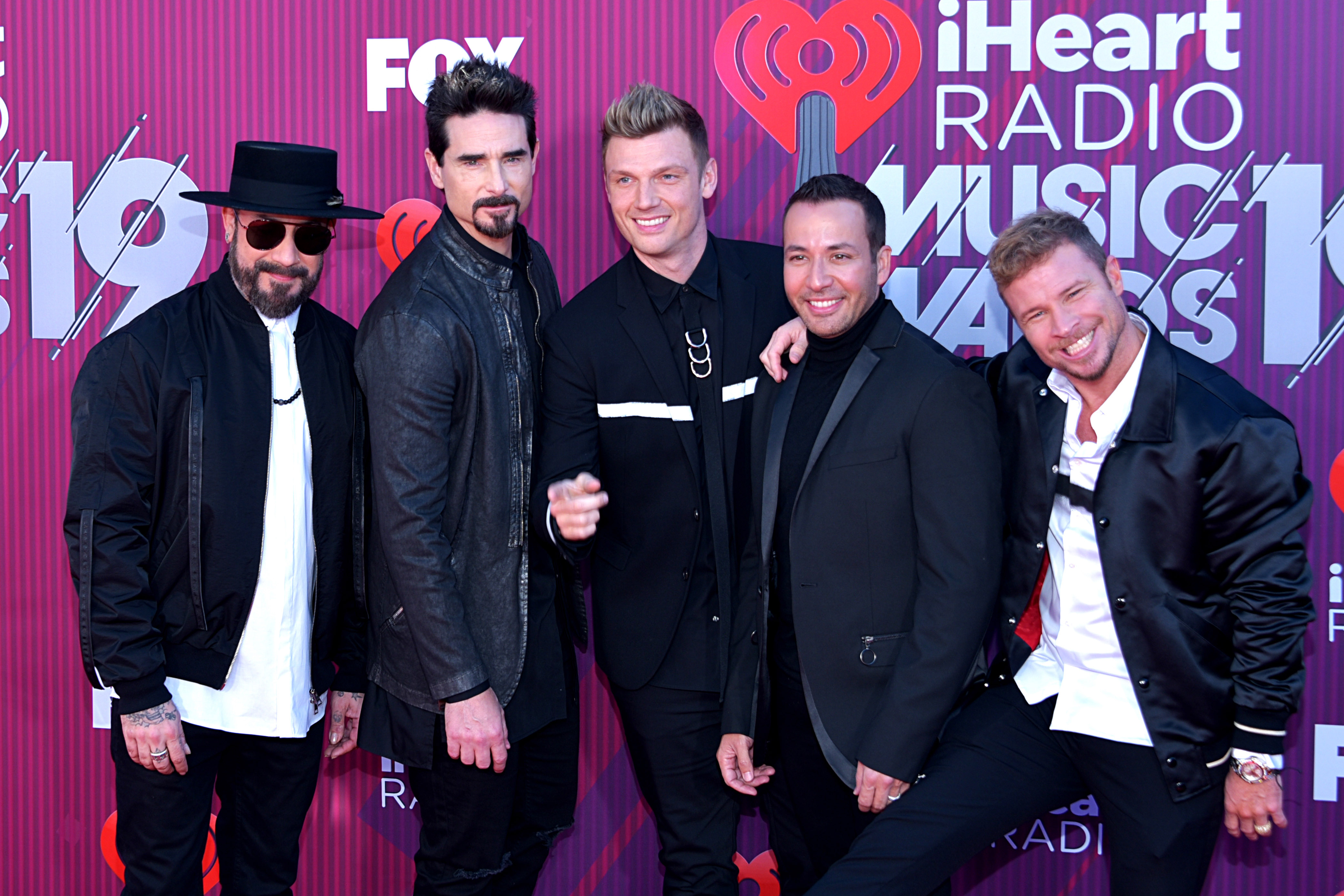
Backstreet Boys
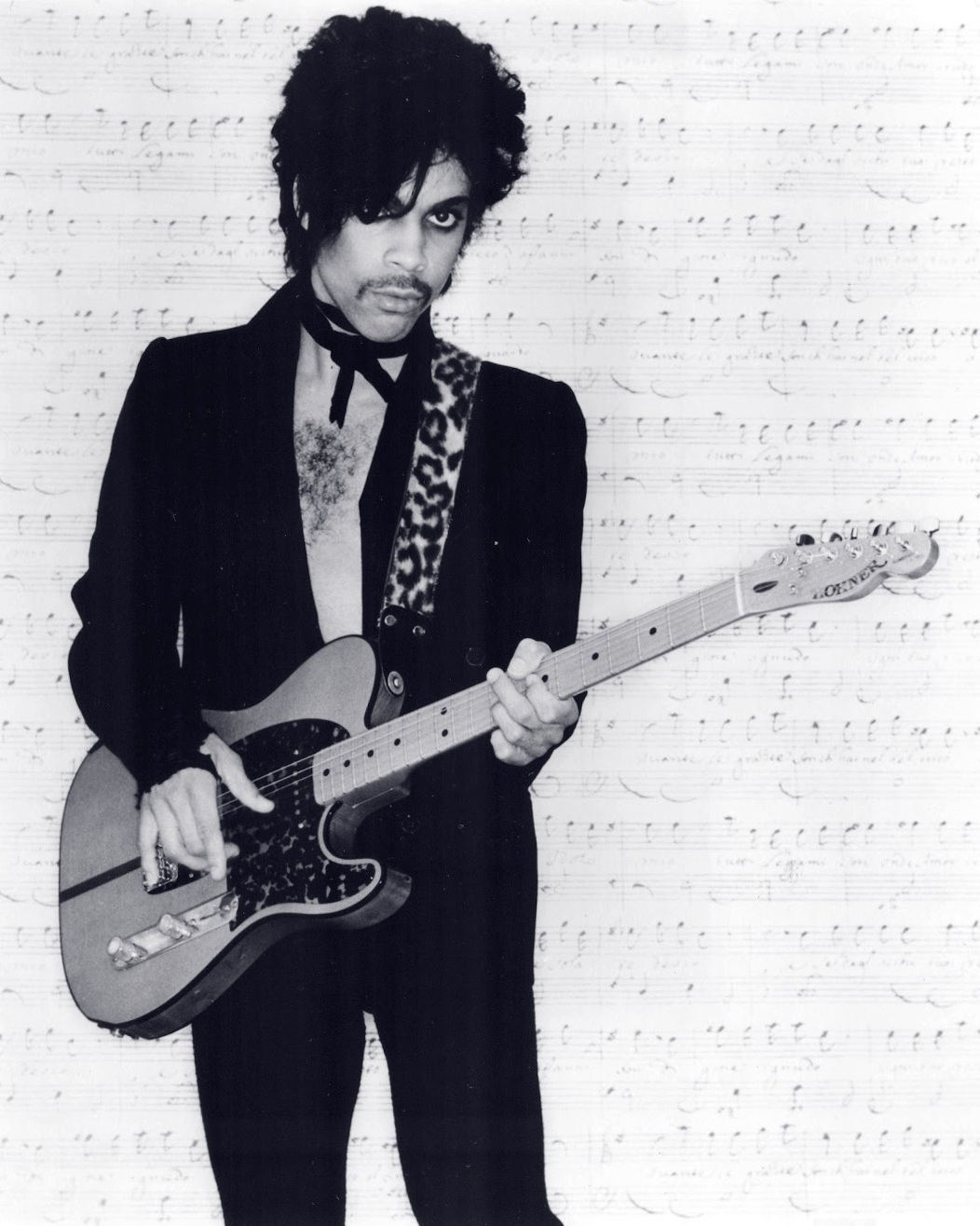
Prince
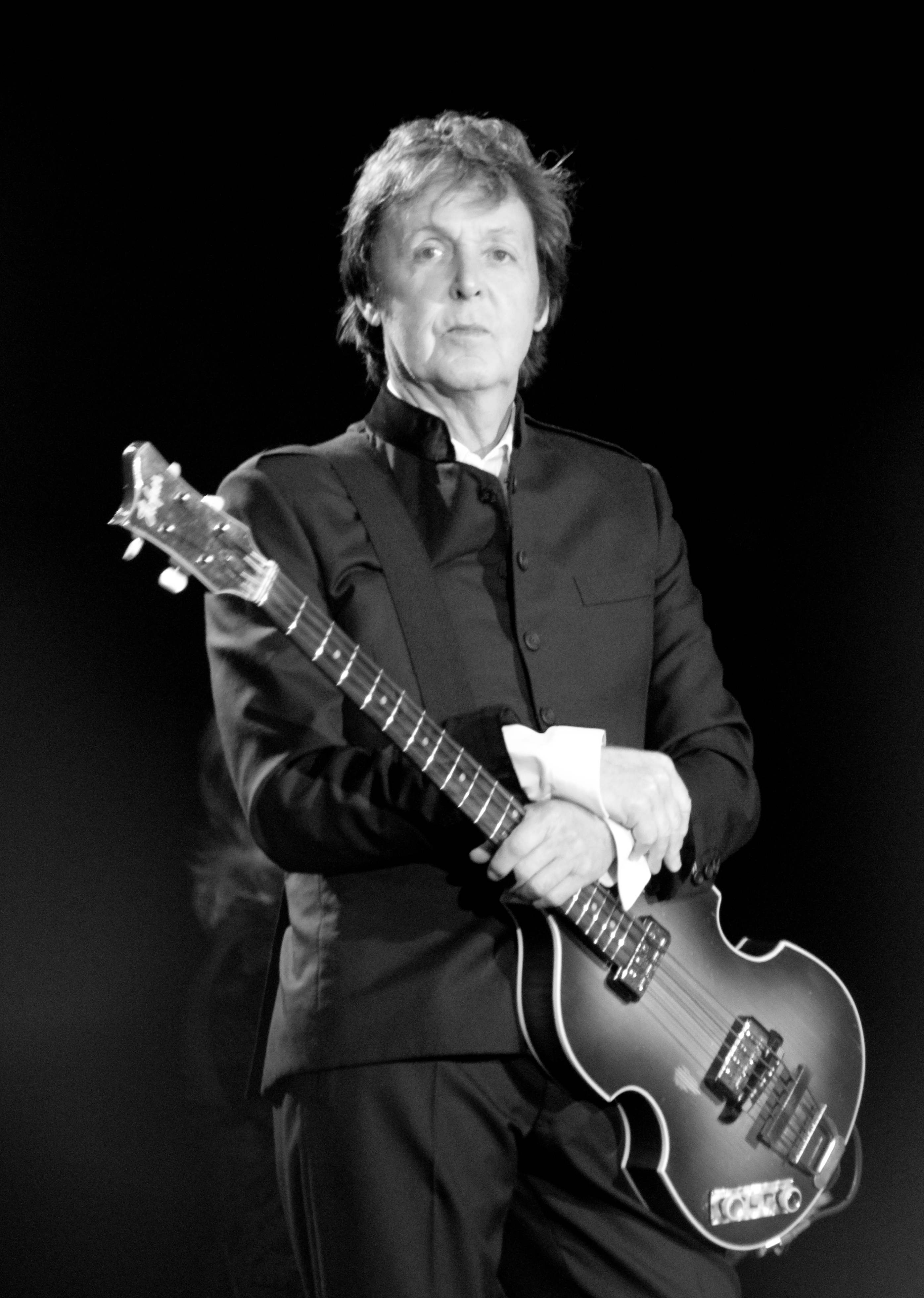
Paul McCartney
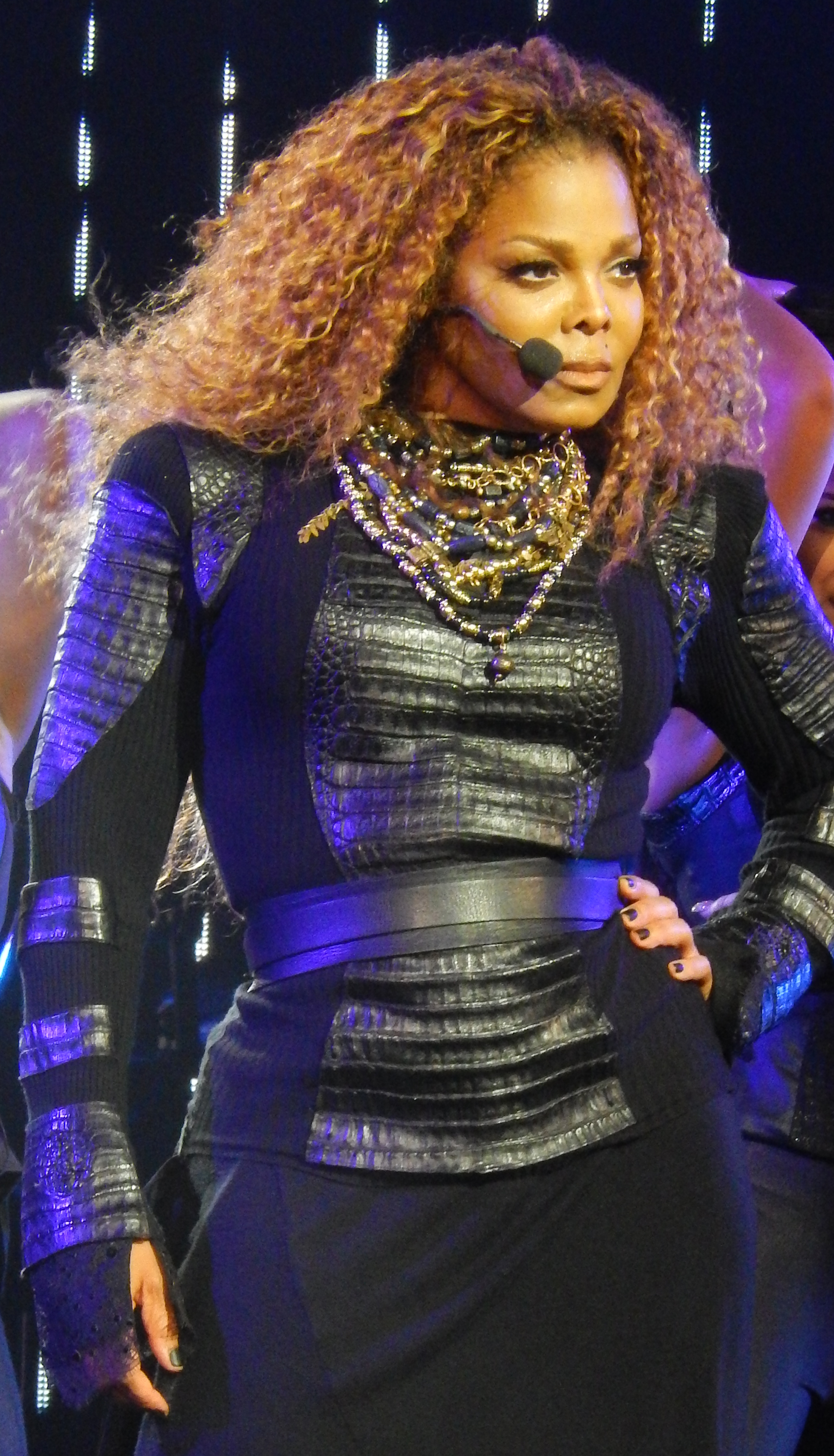
Janet Jackson
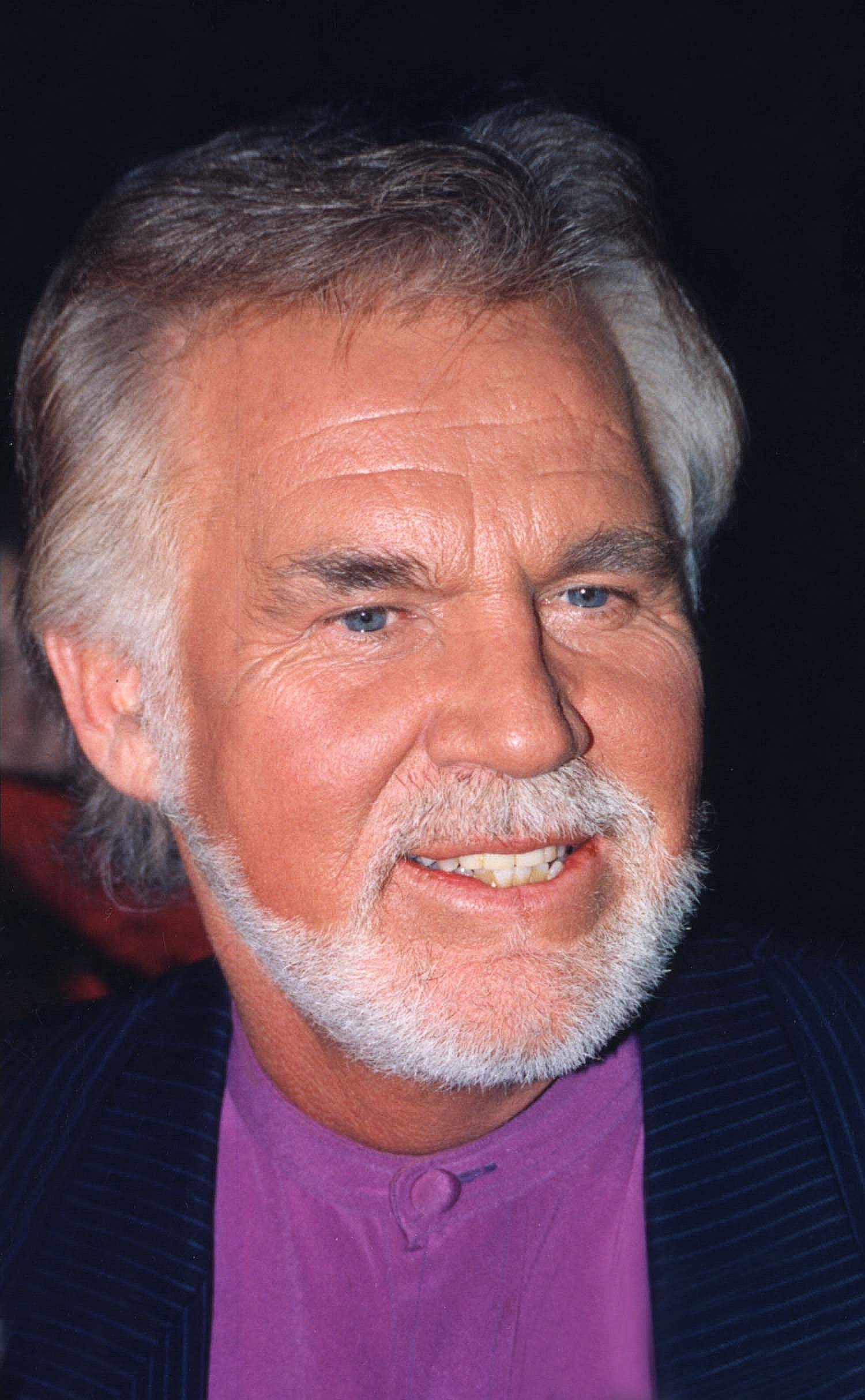
Kenny Rogers
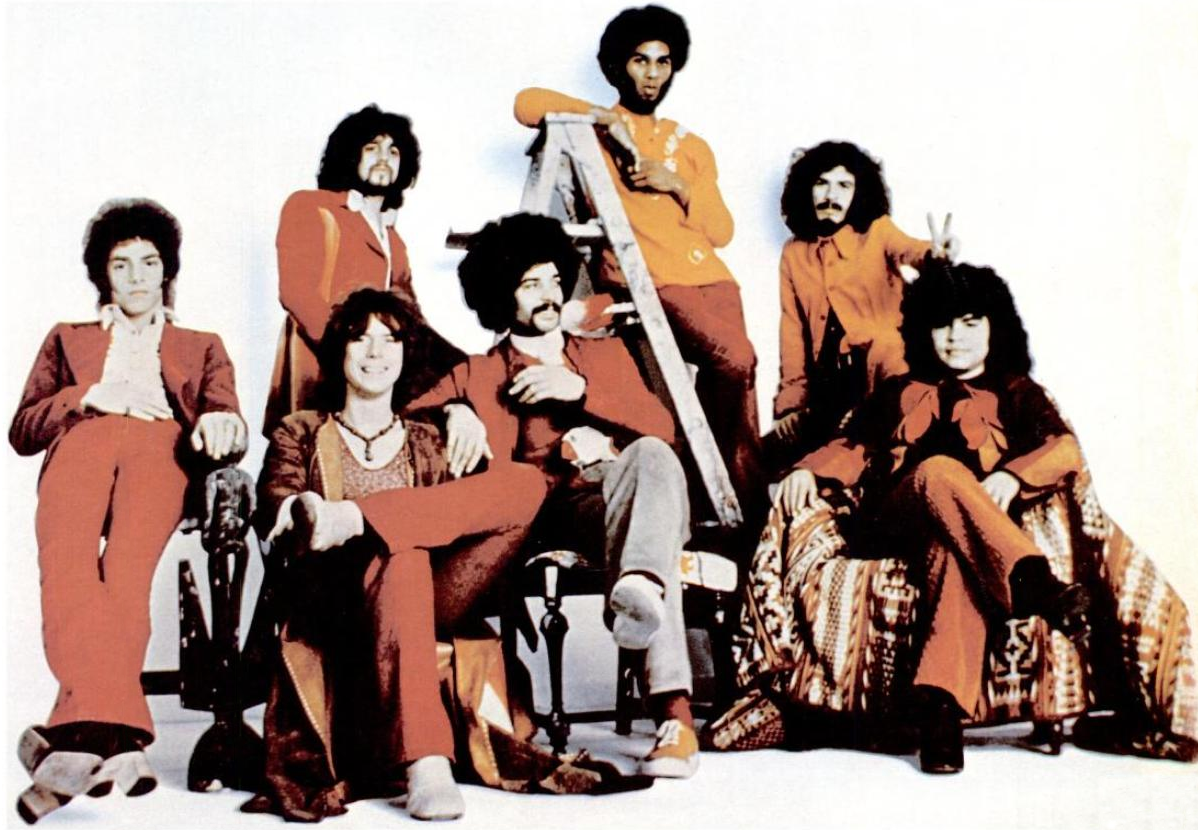
Santana
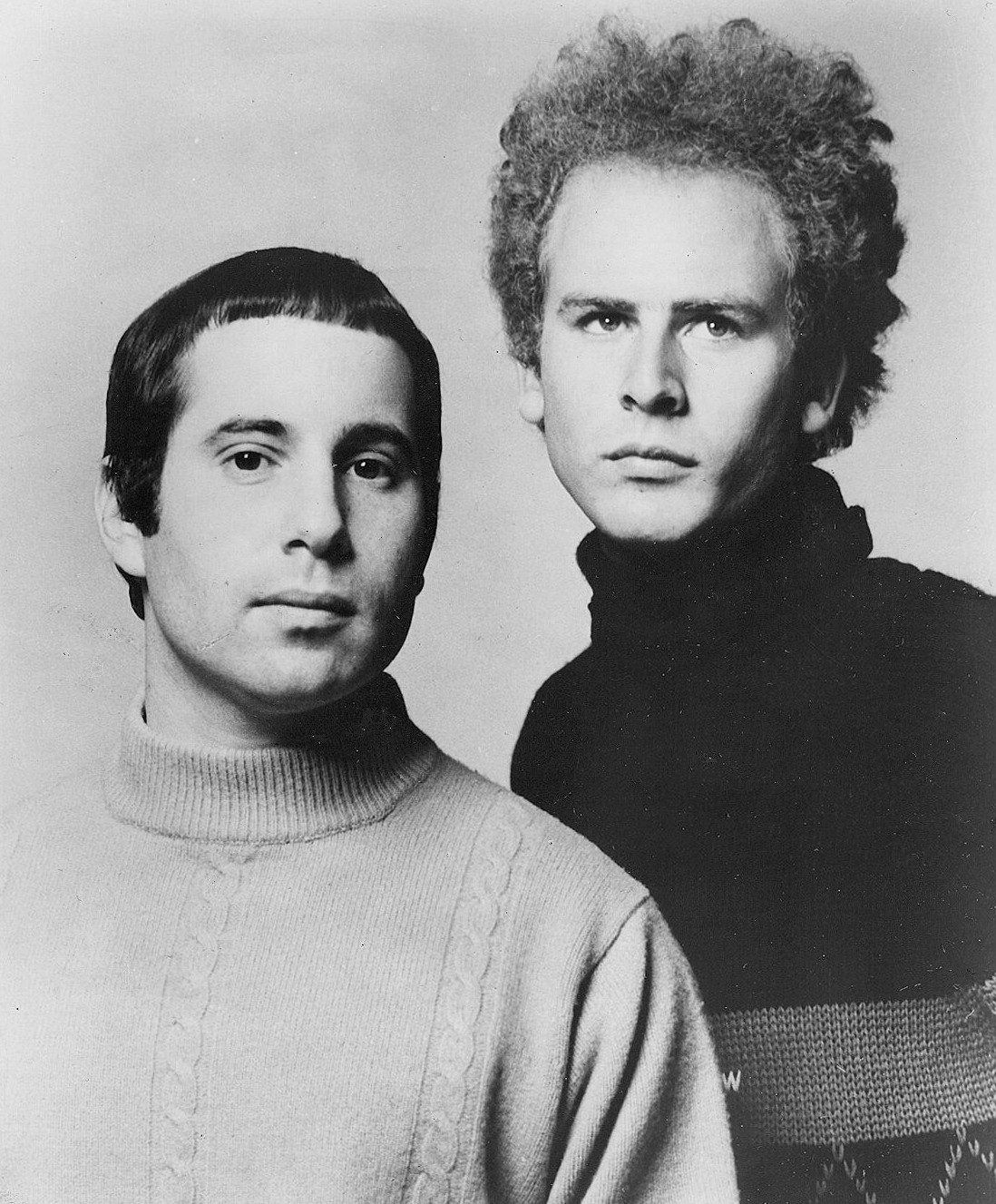
Simon & Garfunkel
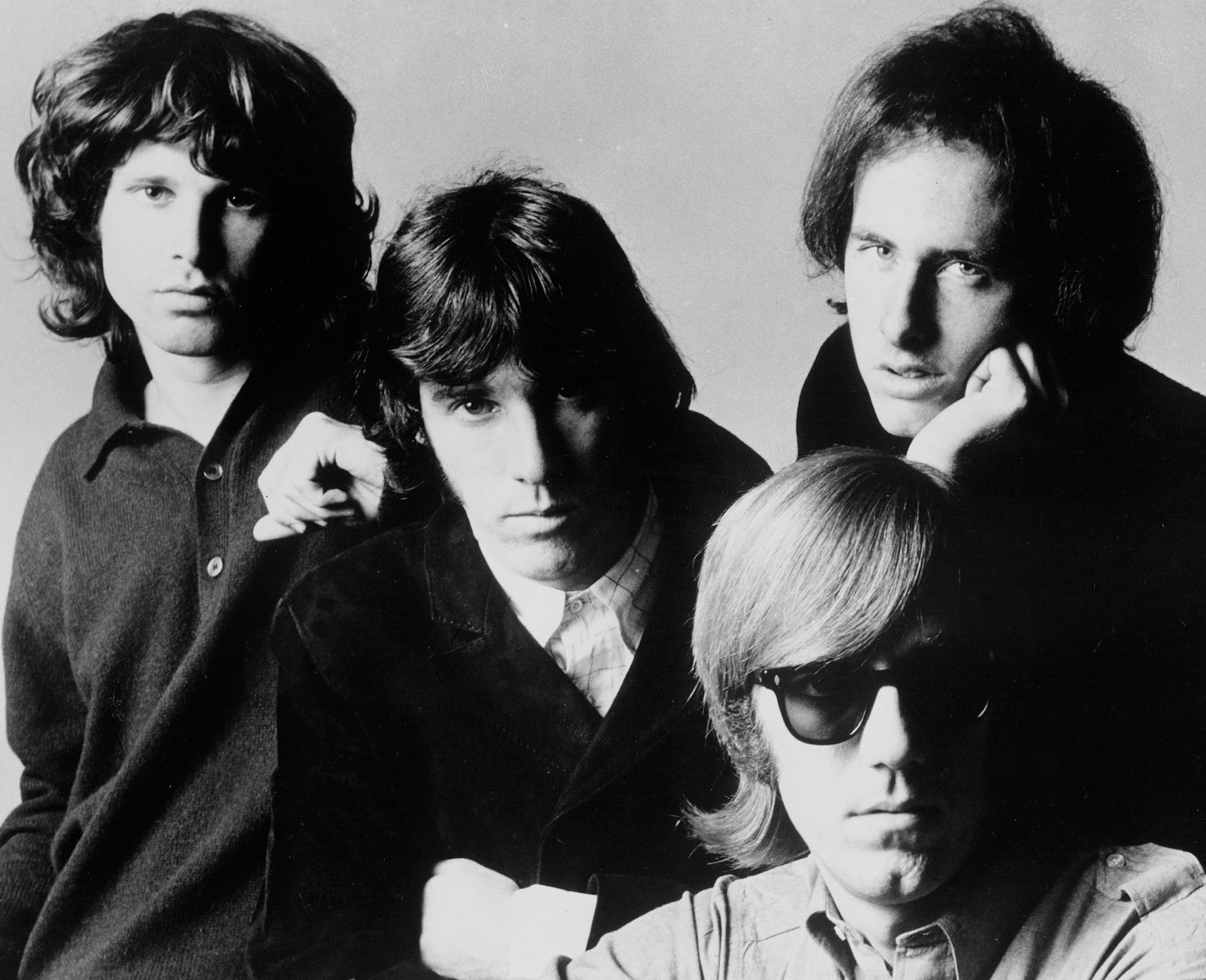
The Doors
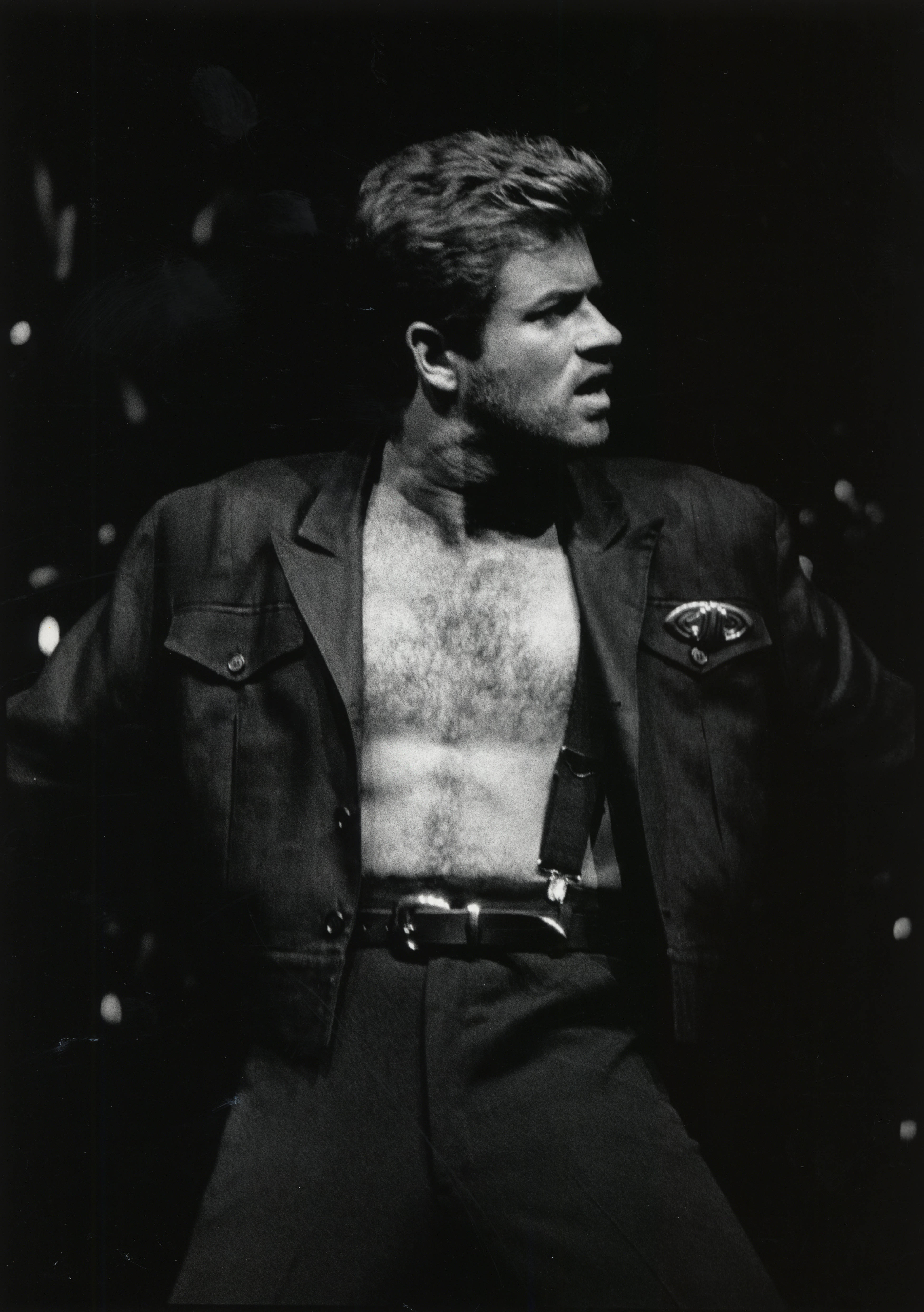
George Michael
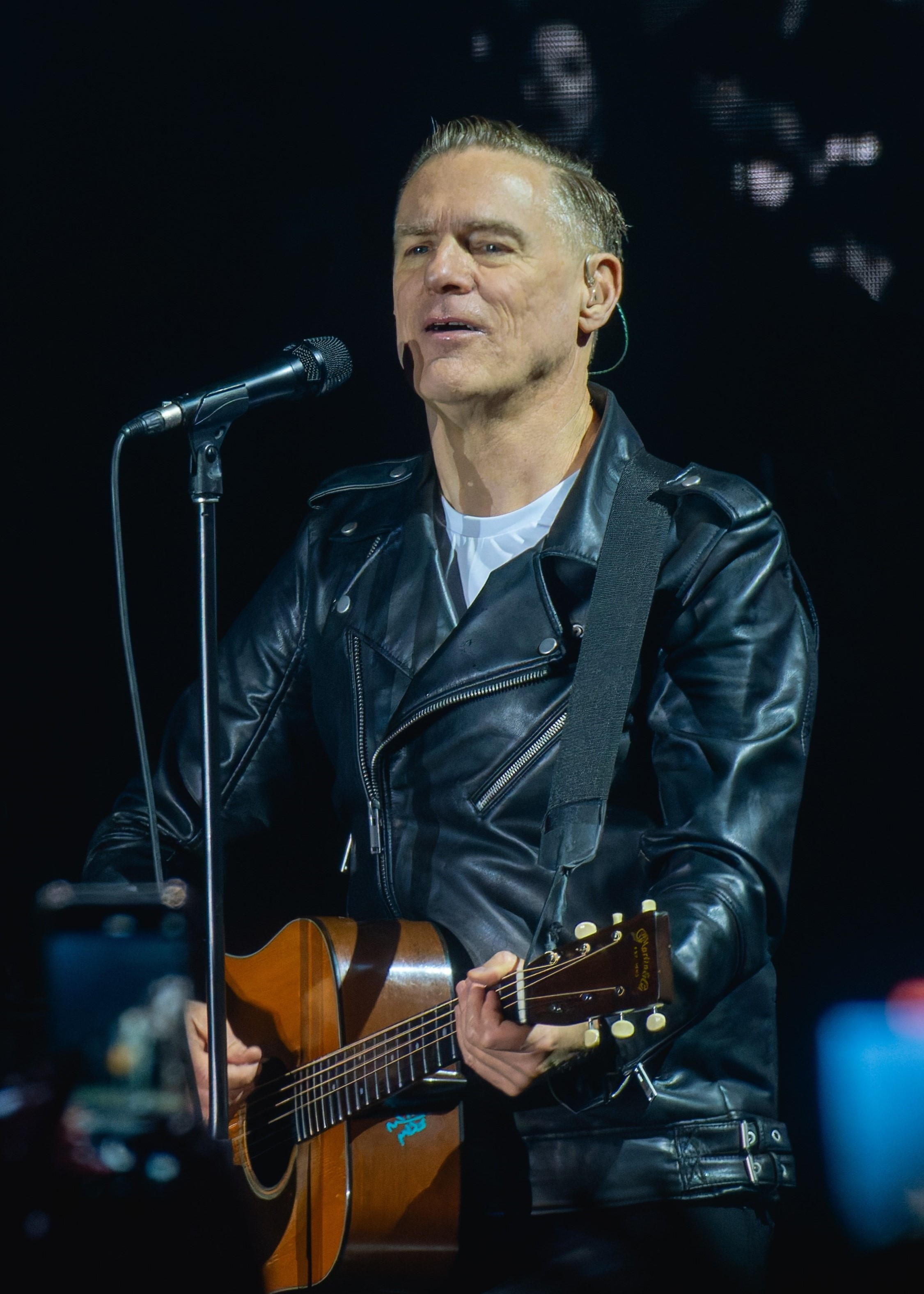
Bryan Adams
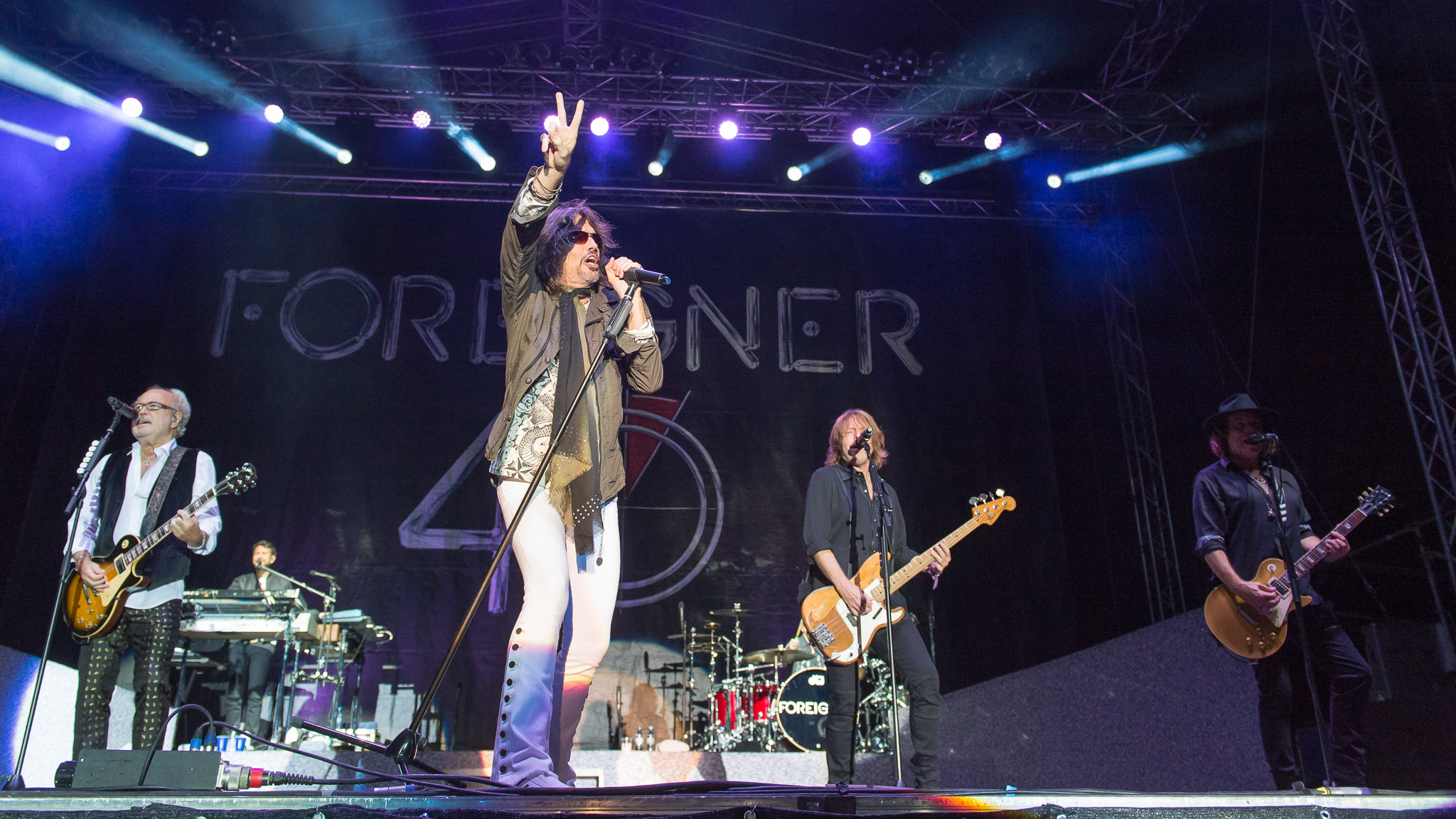
Foreigner
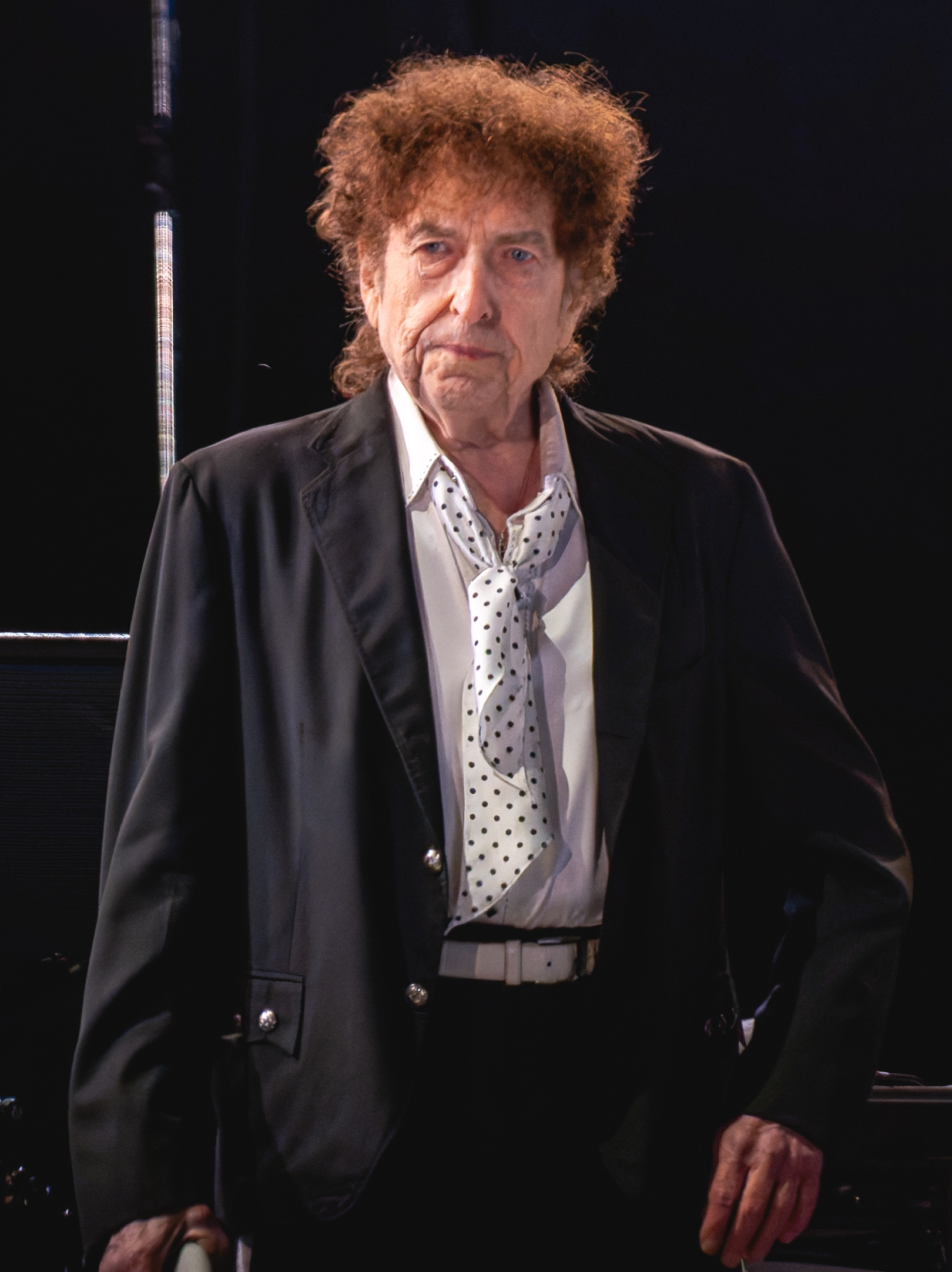
Bob Dylan
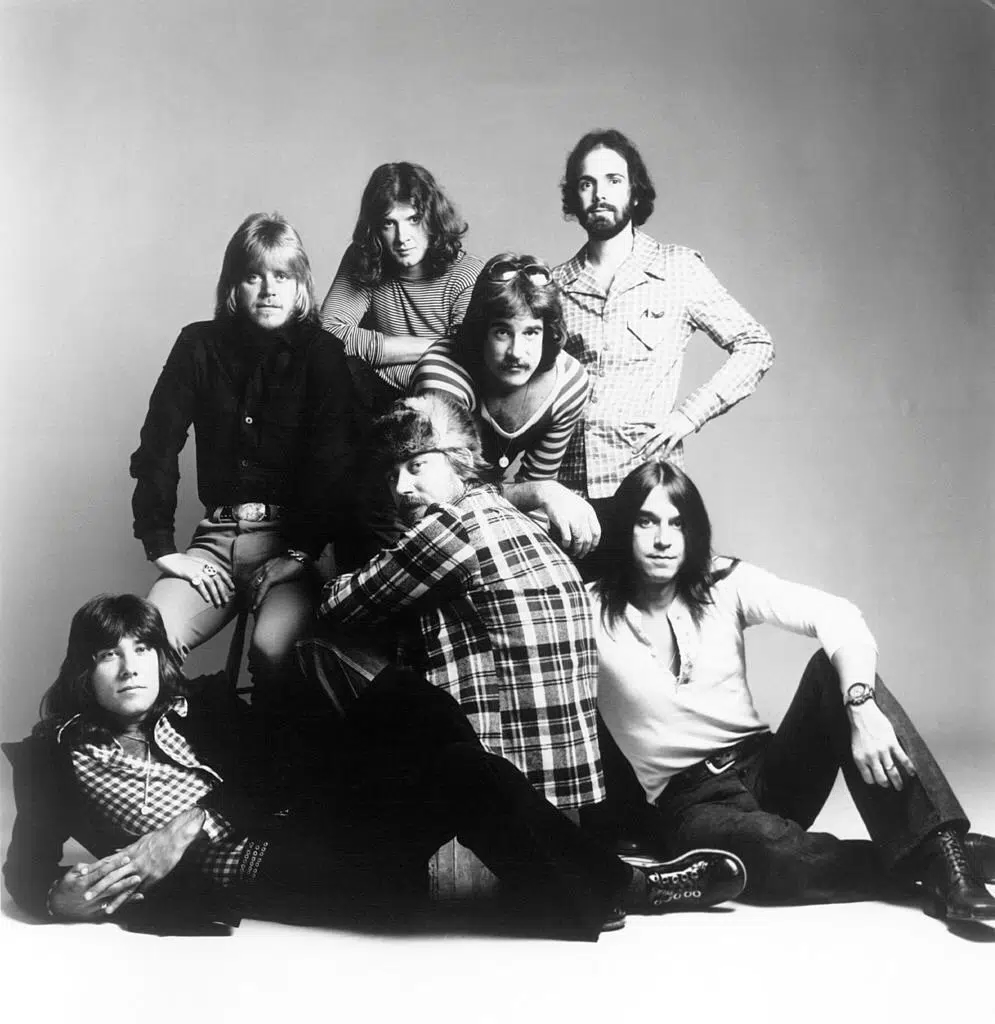
Chicago
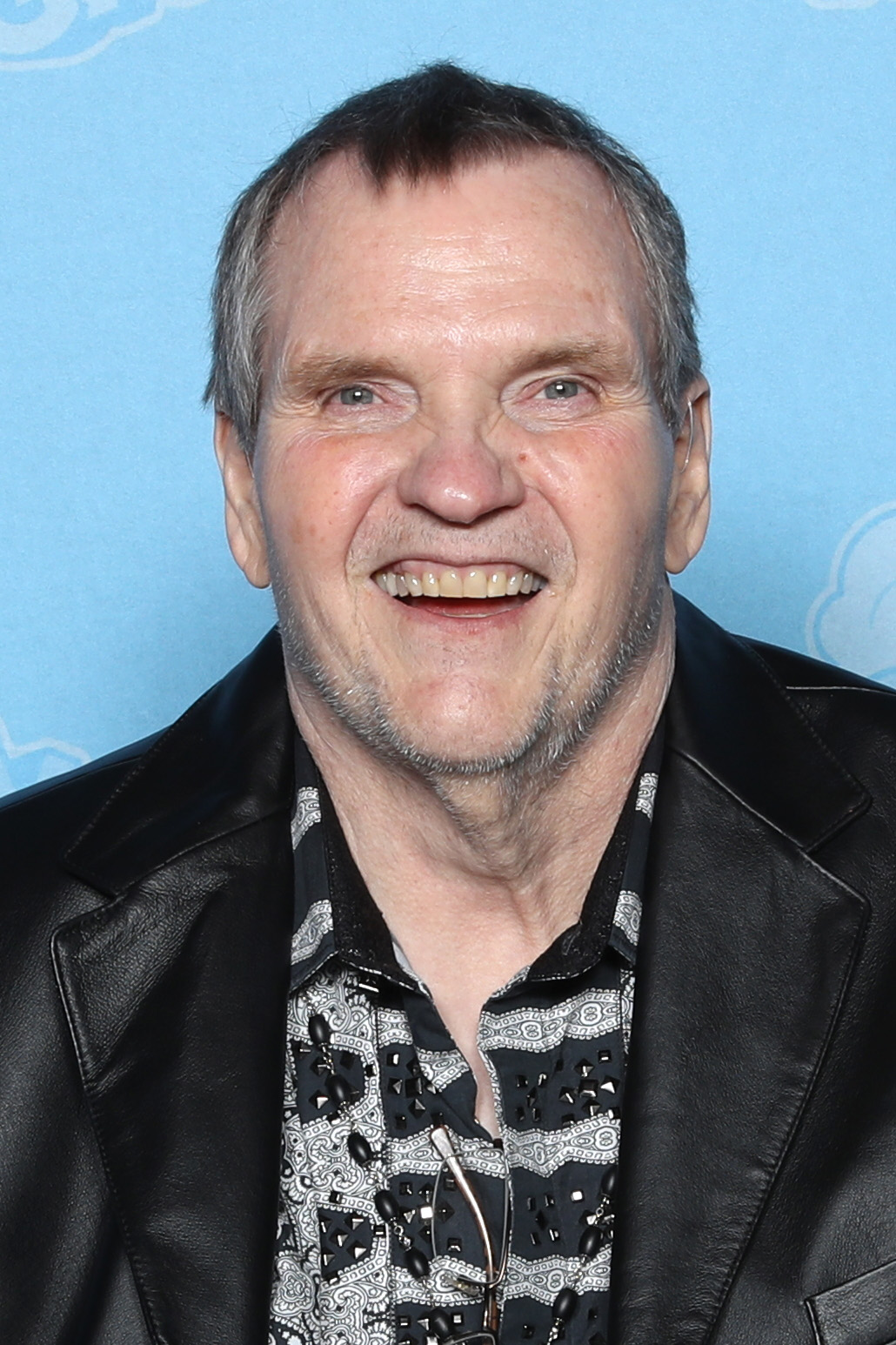
Meat Loaf
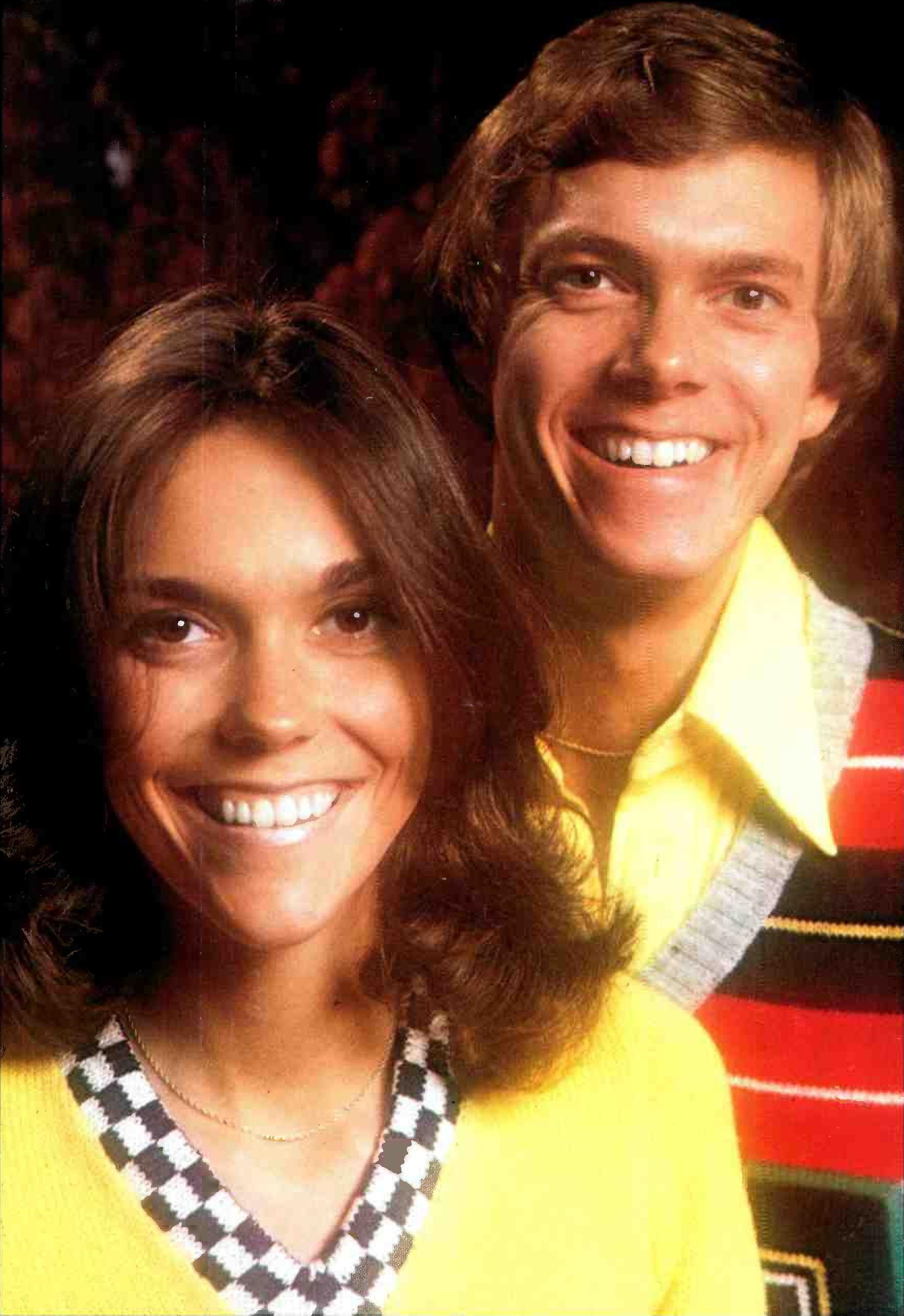
The Carpenters
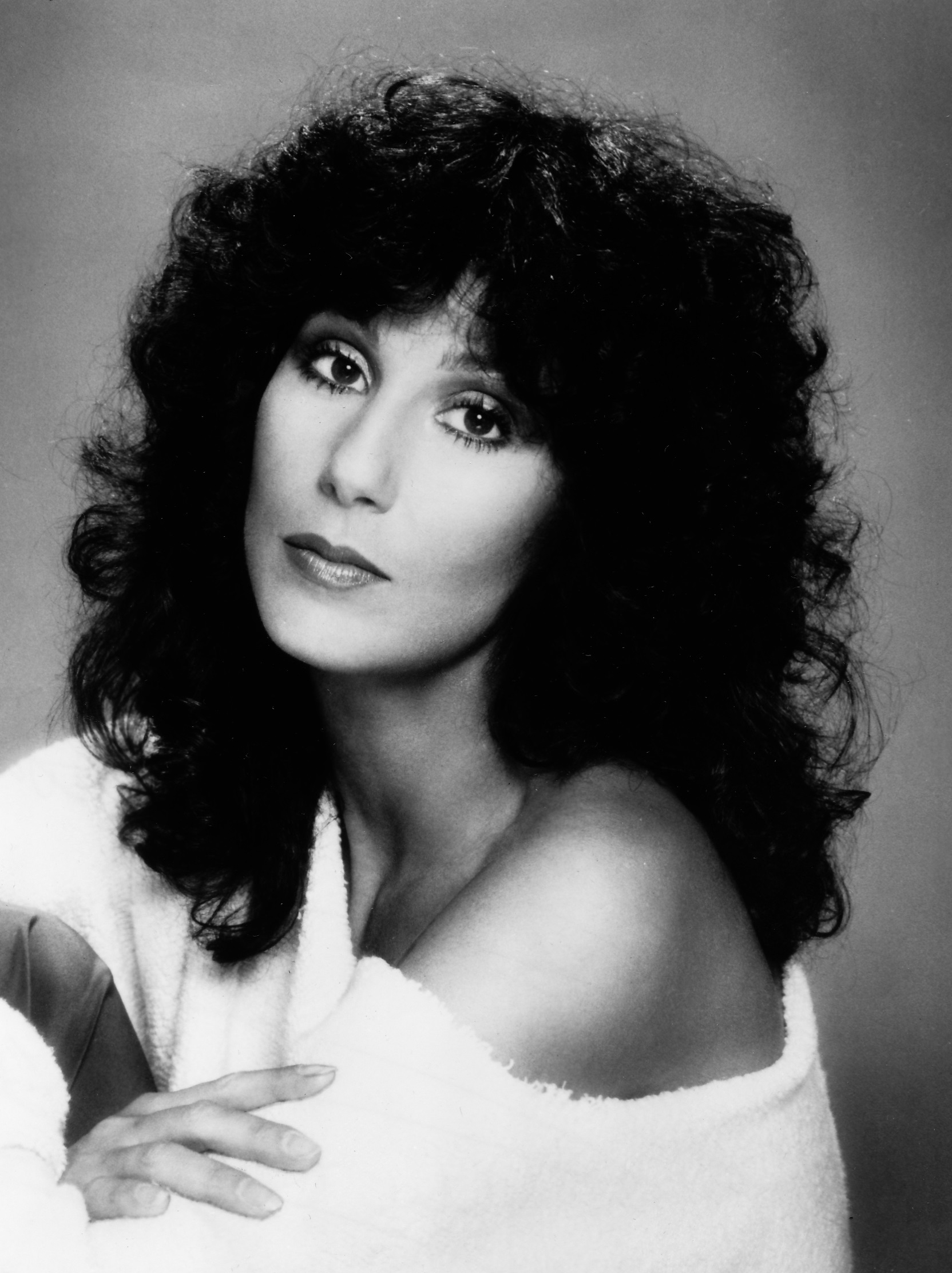
Cher
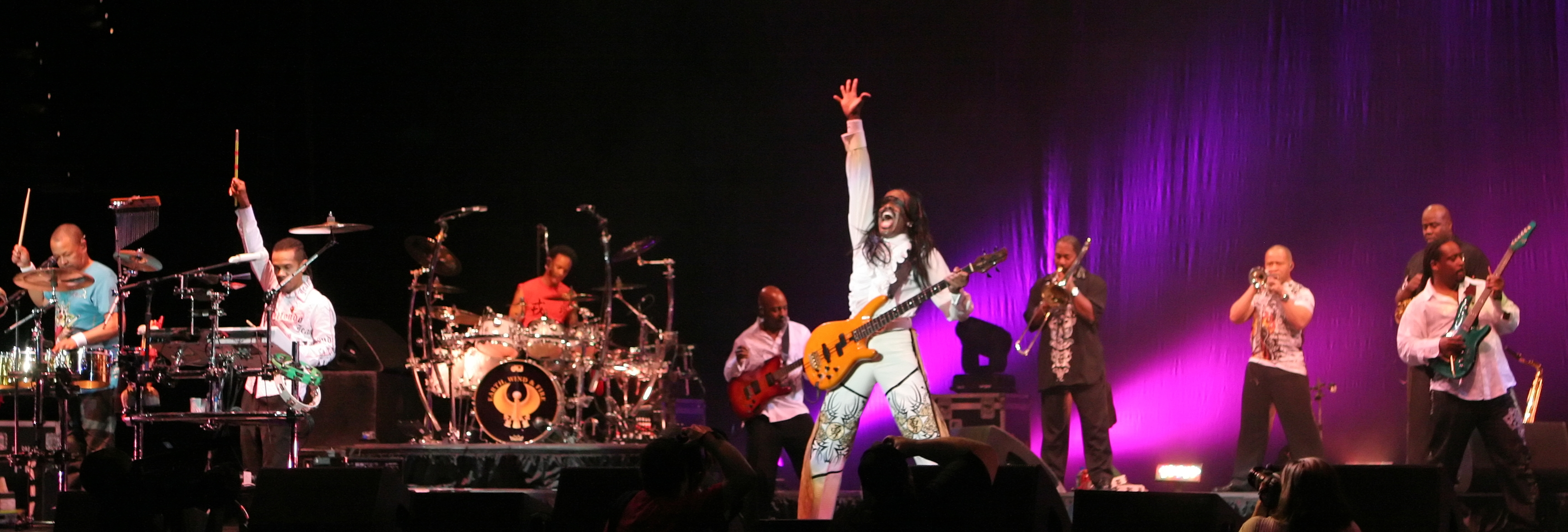
Earth, Wind & Fire
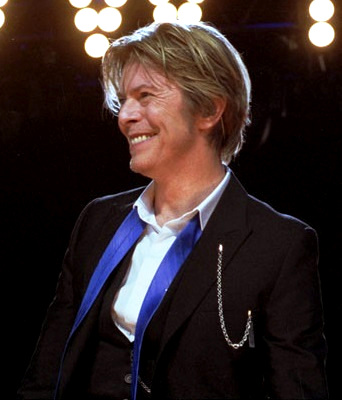
David Bowie
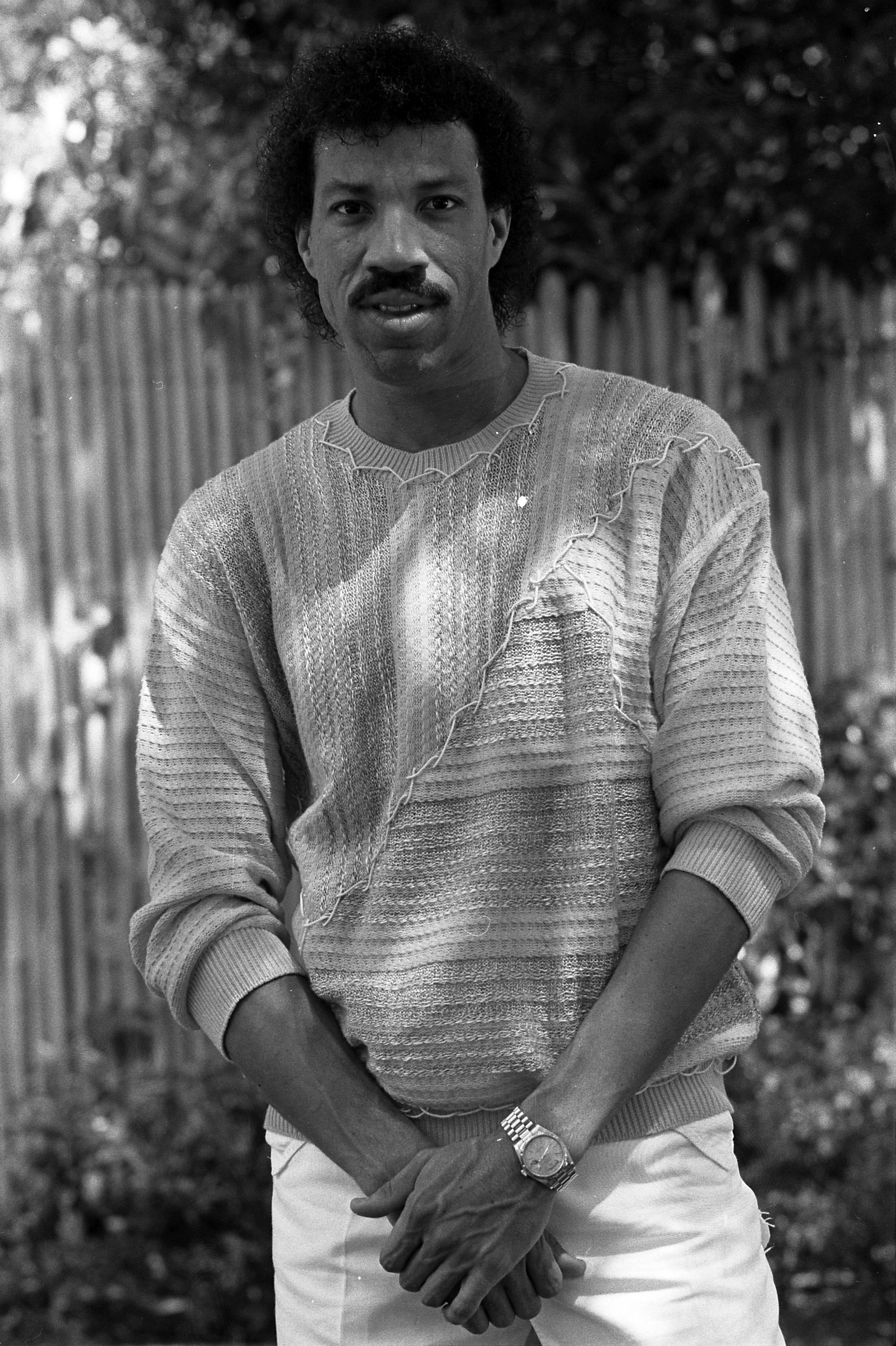
Lionel Richie
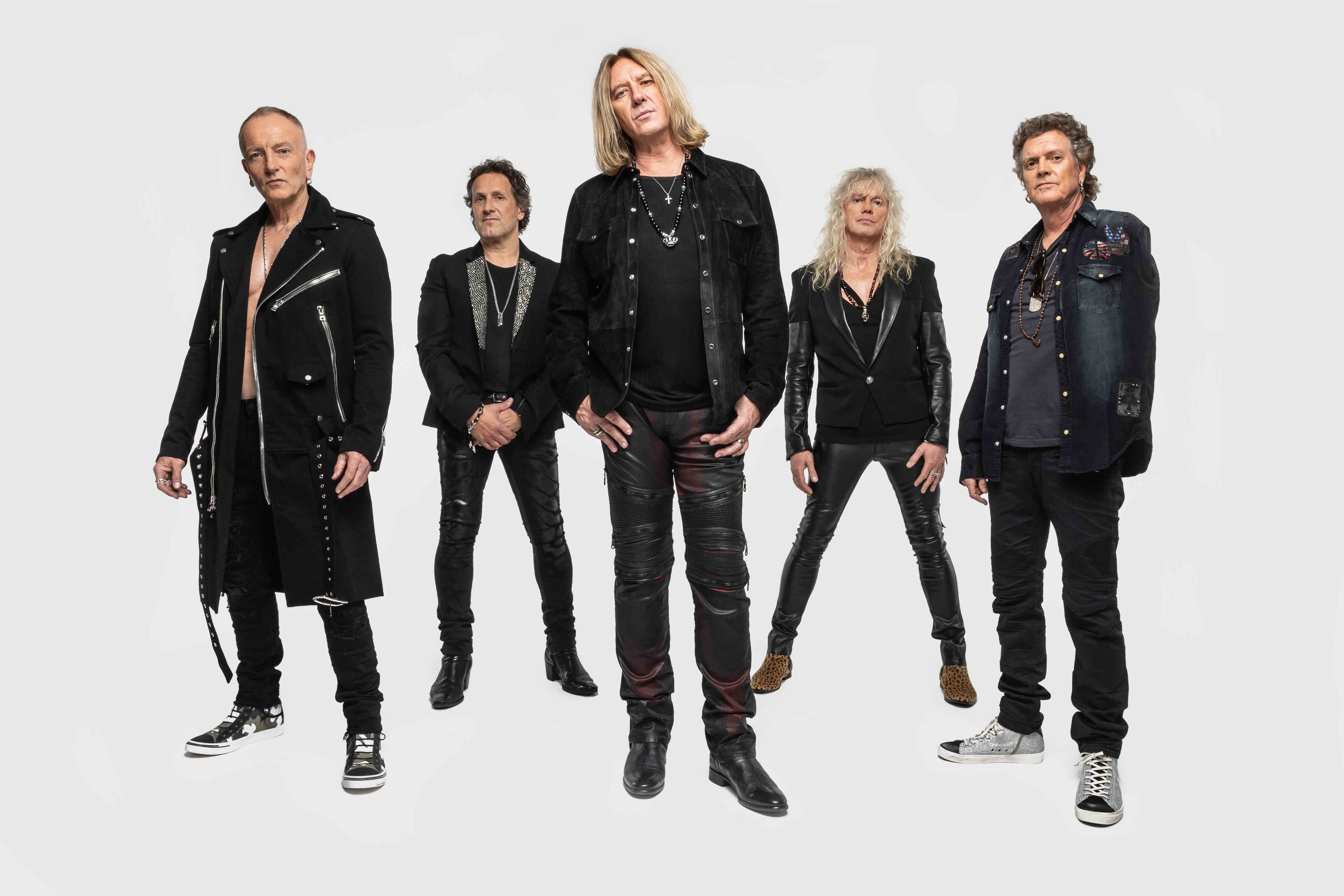
Def Leppard
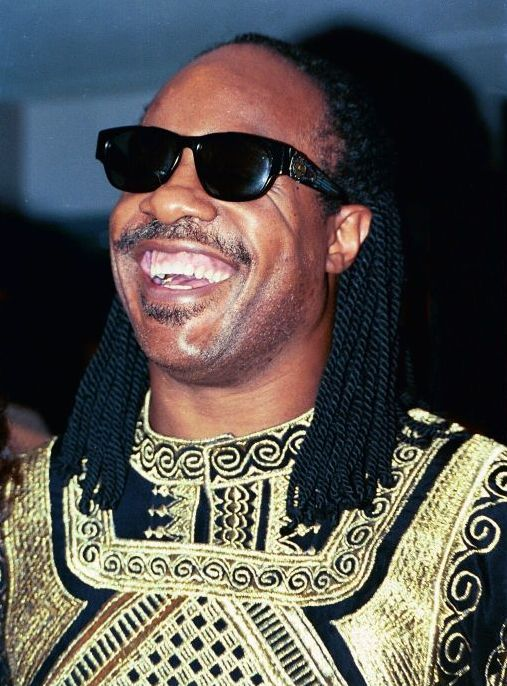
Stevie Wonder
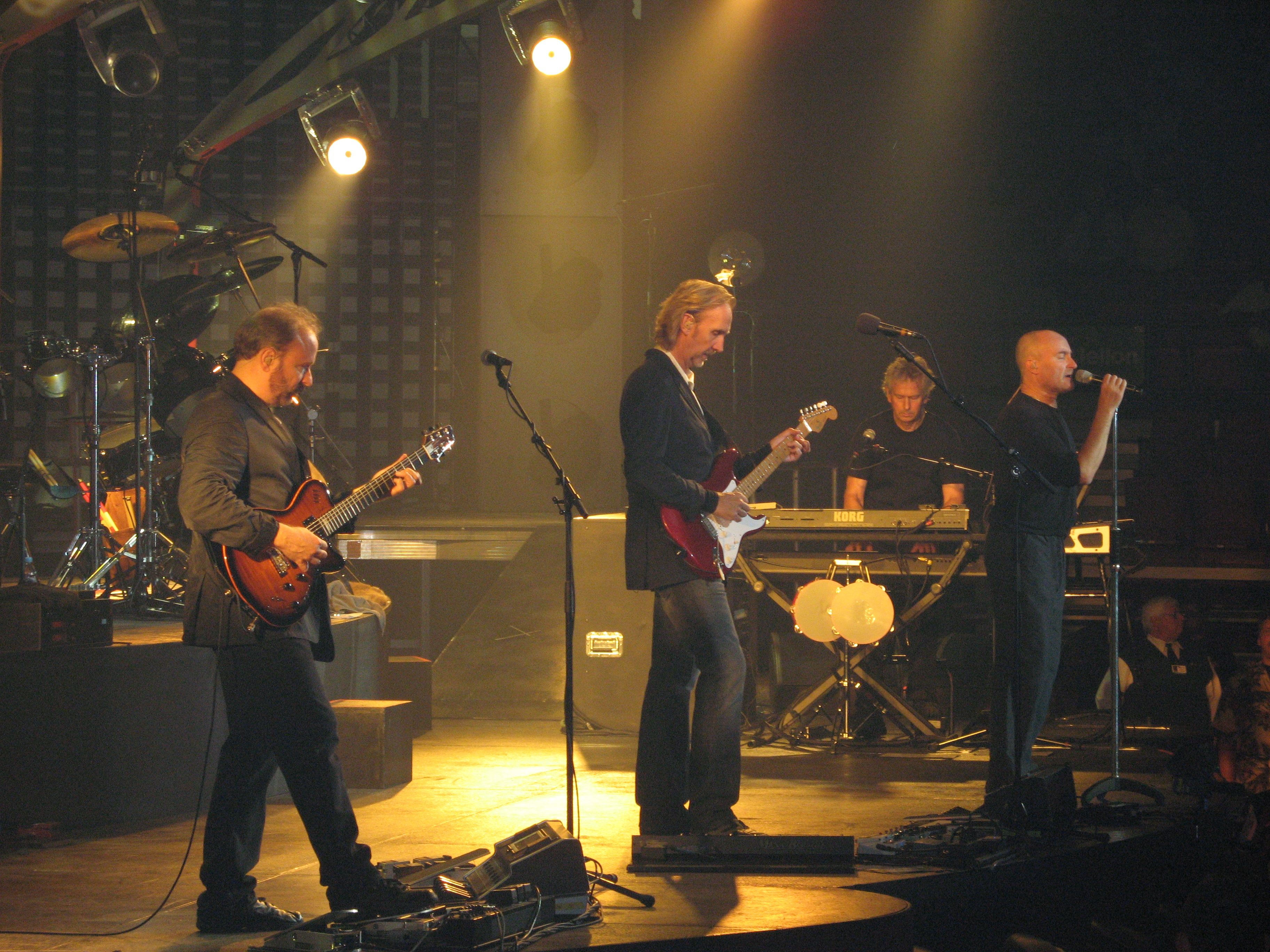
Genesis
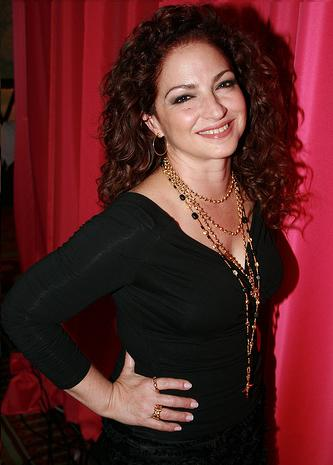
Gloria Estefan
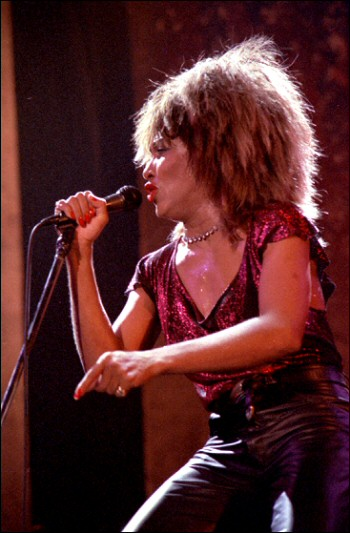
Tina Turner
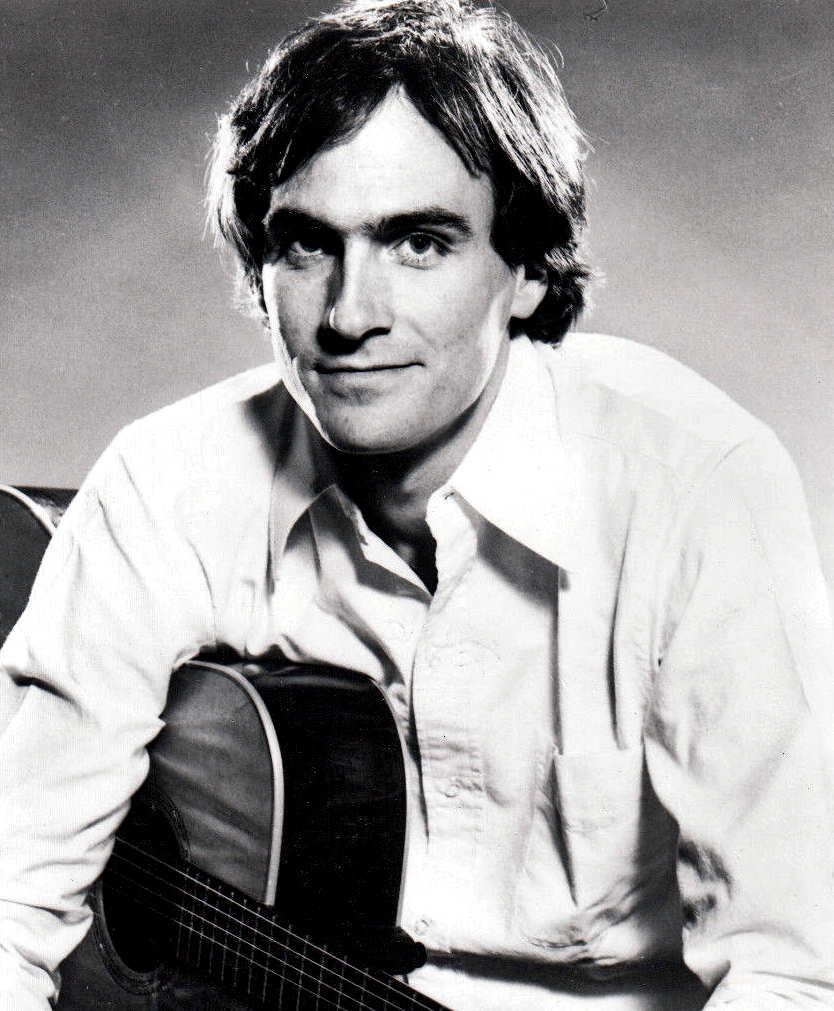
James Taylor
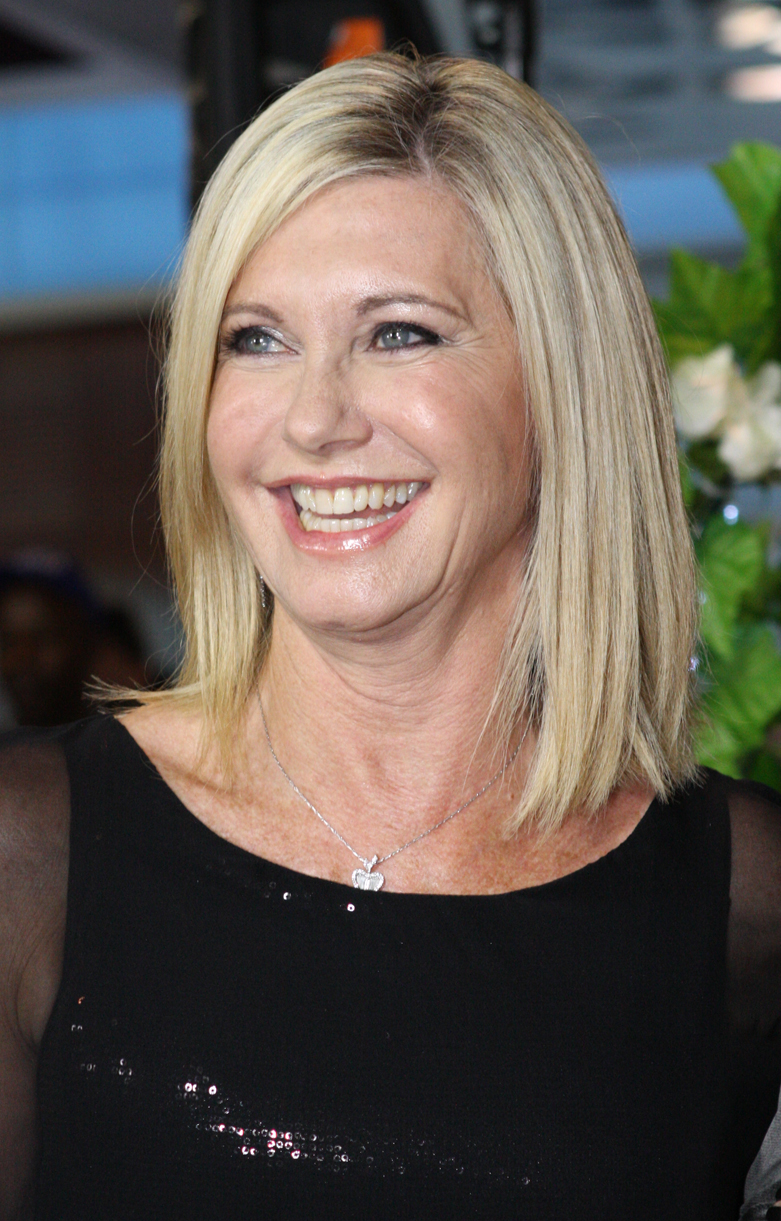
Olivia Newton-John
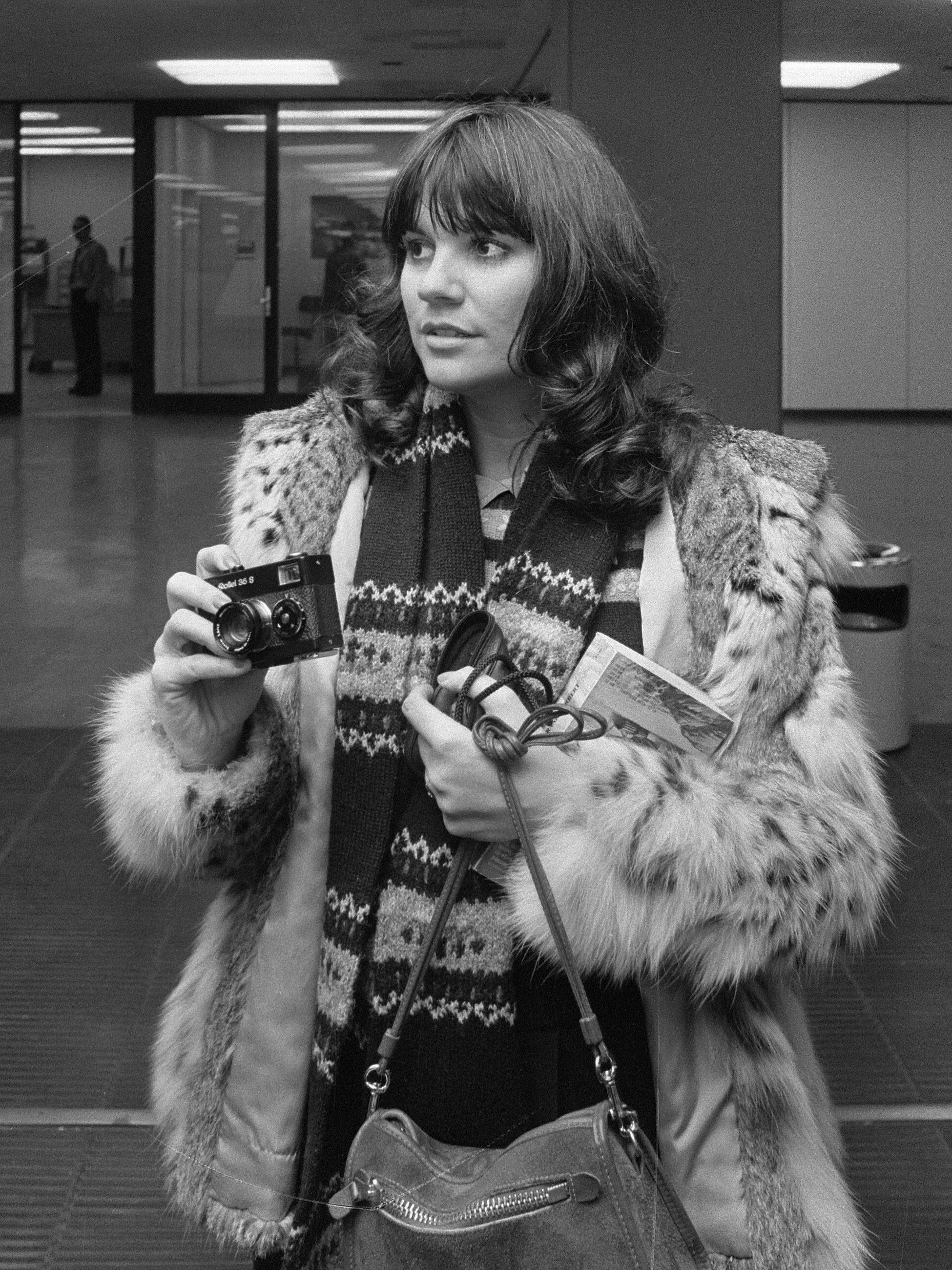
Linda Ronstadt
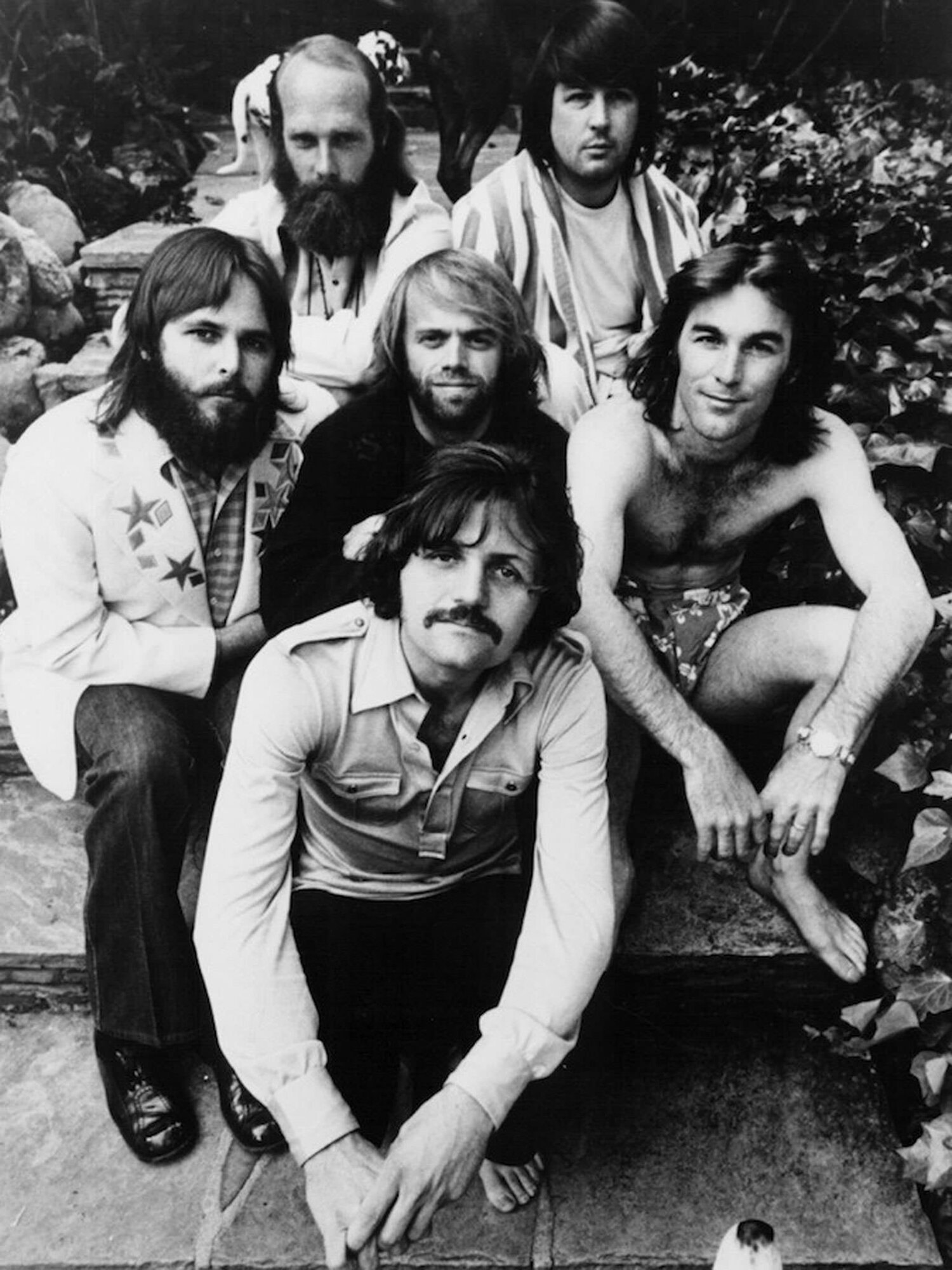
The Beach Boys
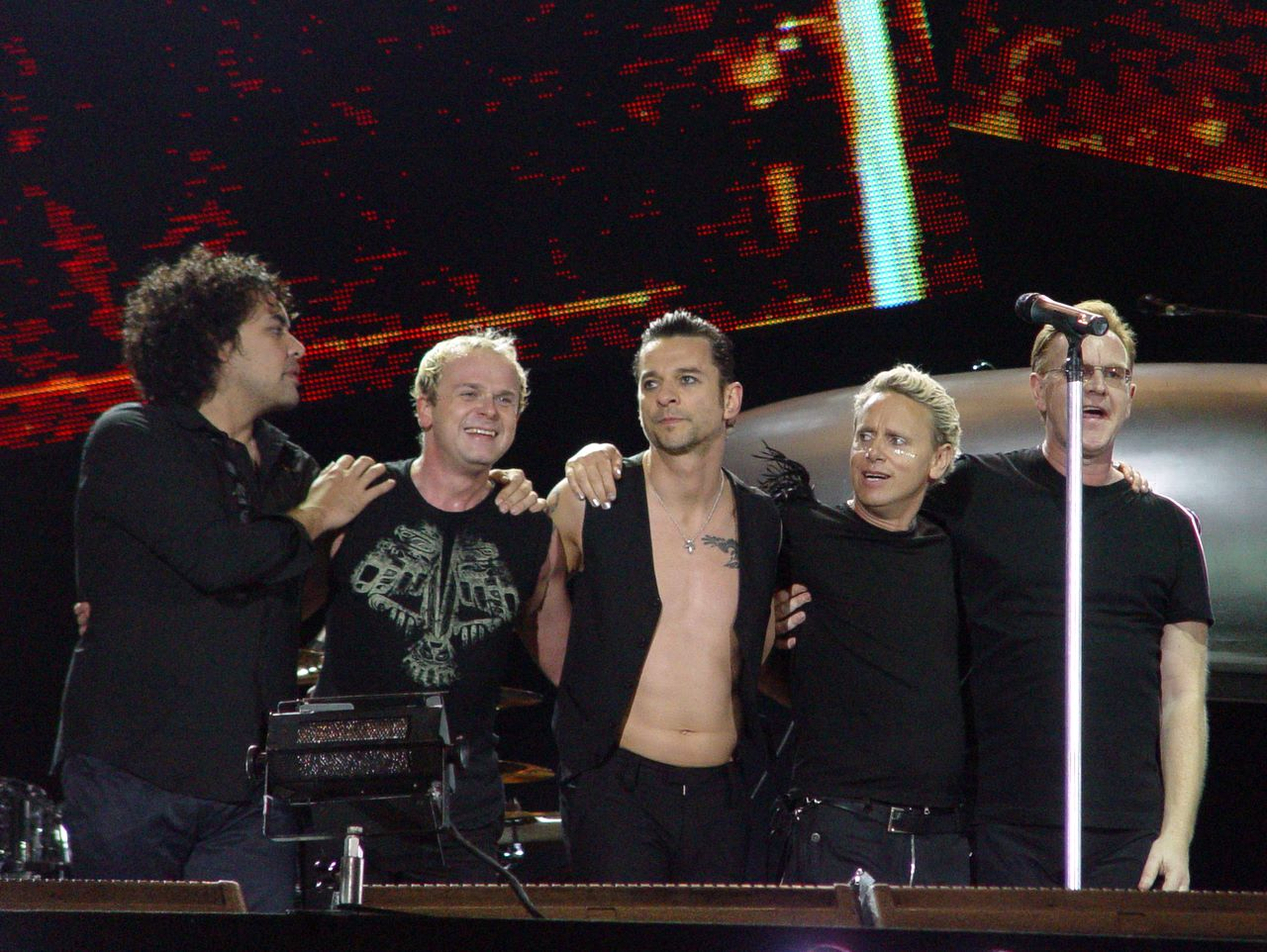
Depeche Mode
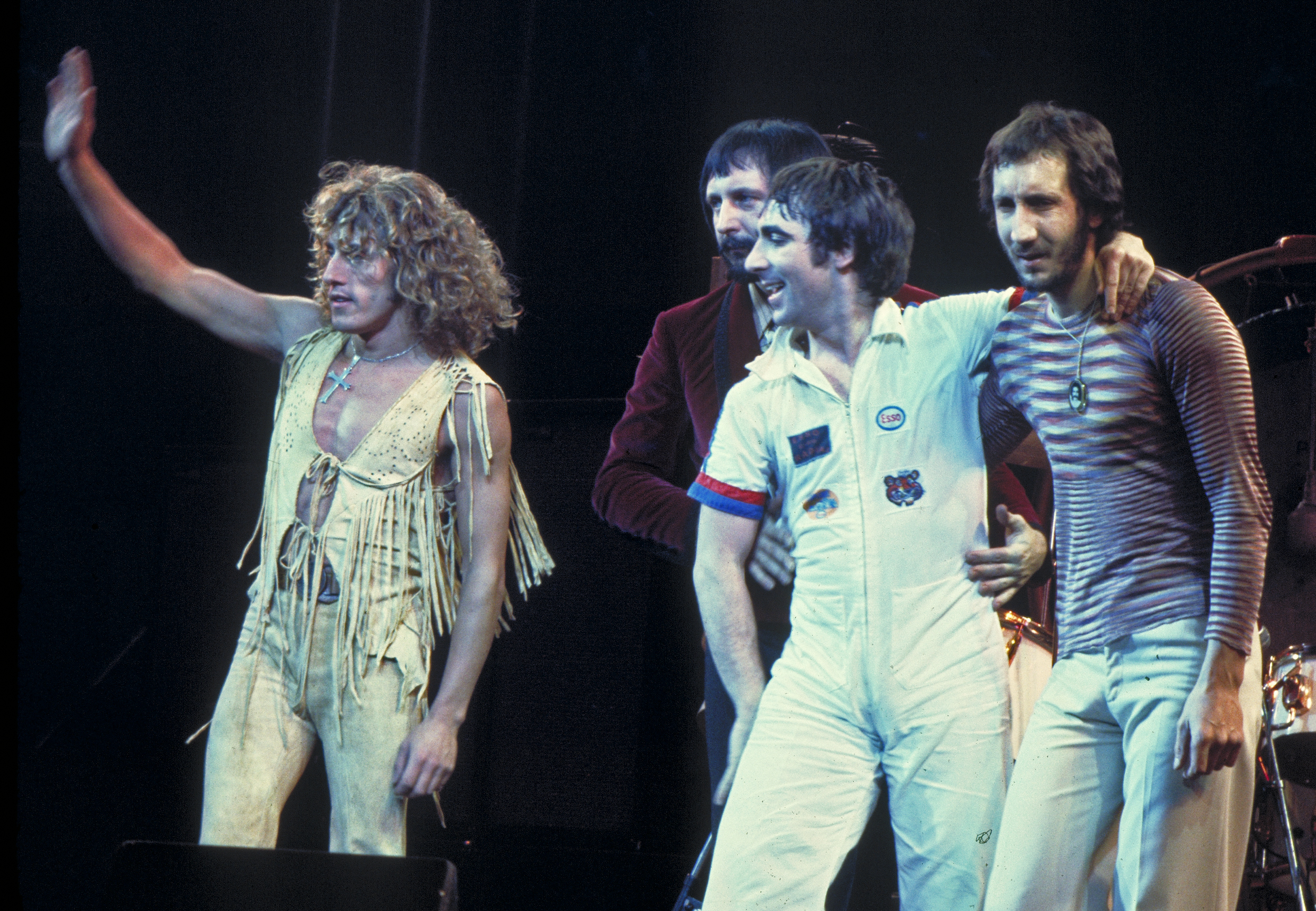
The Who
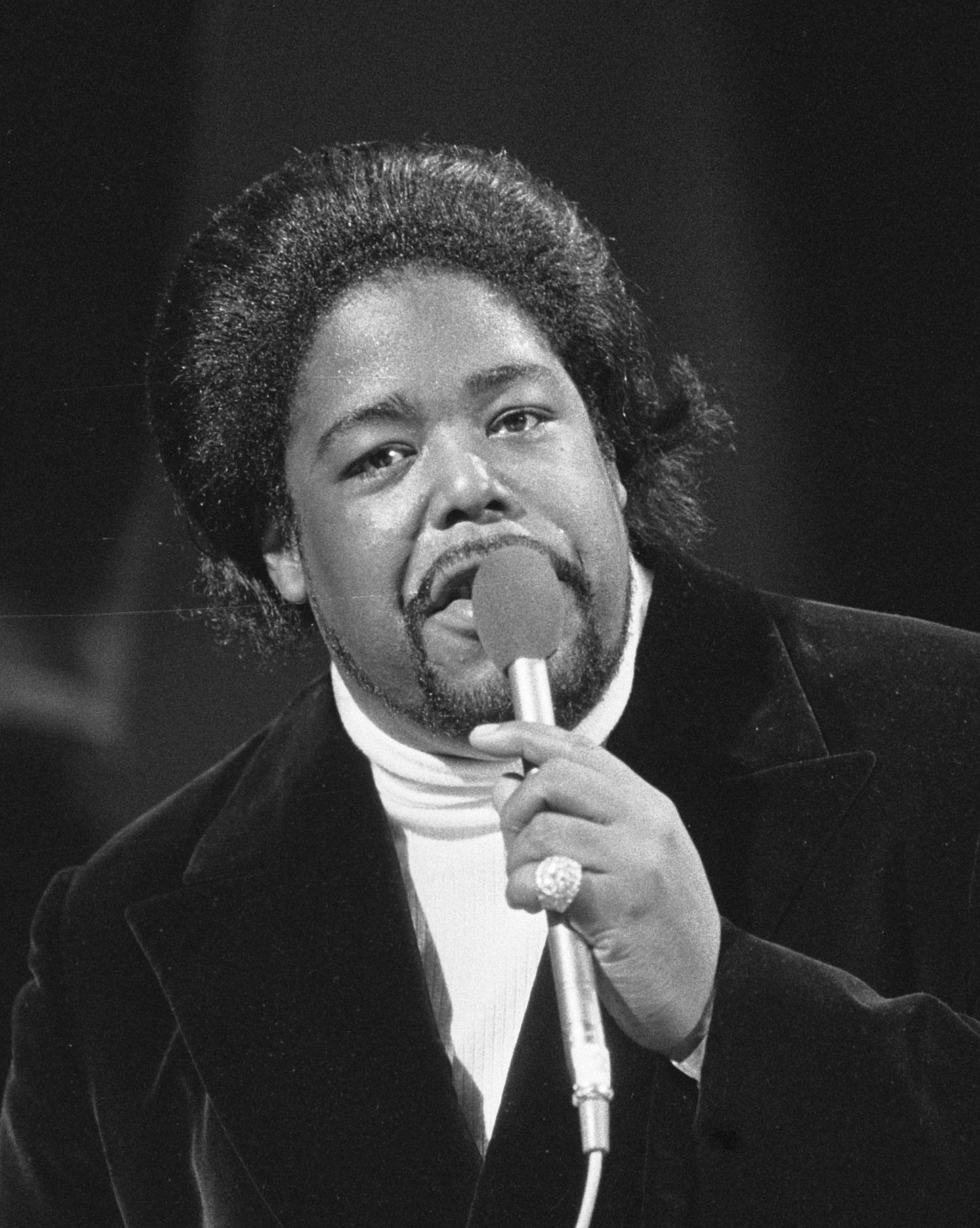
Barry White
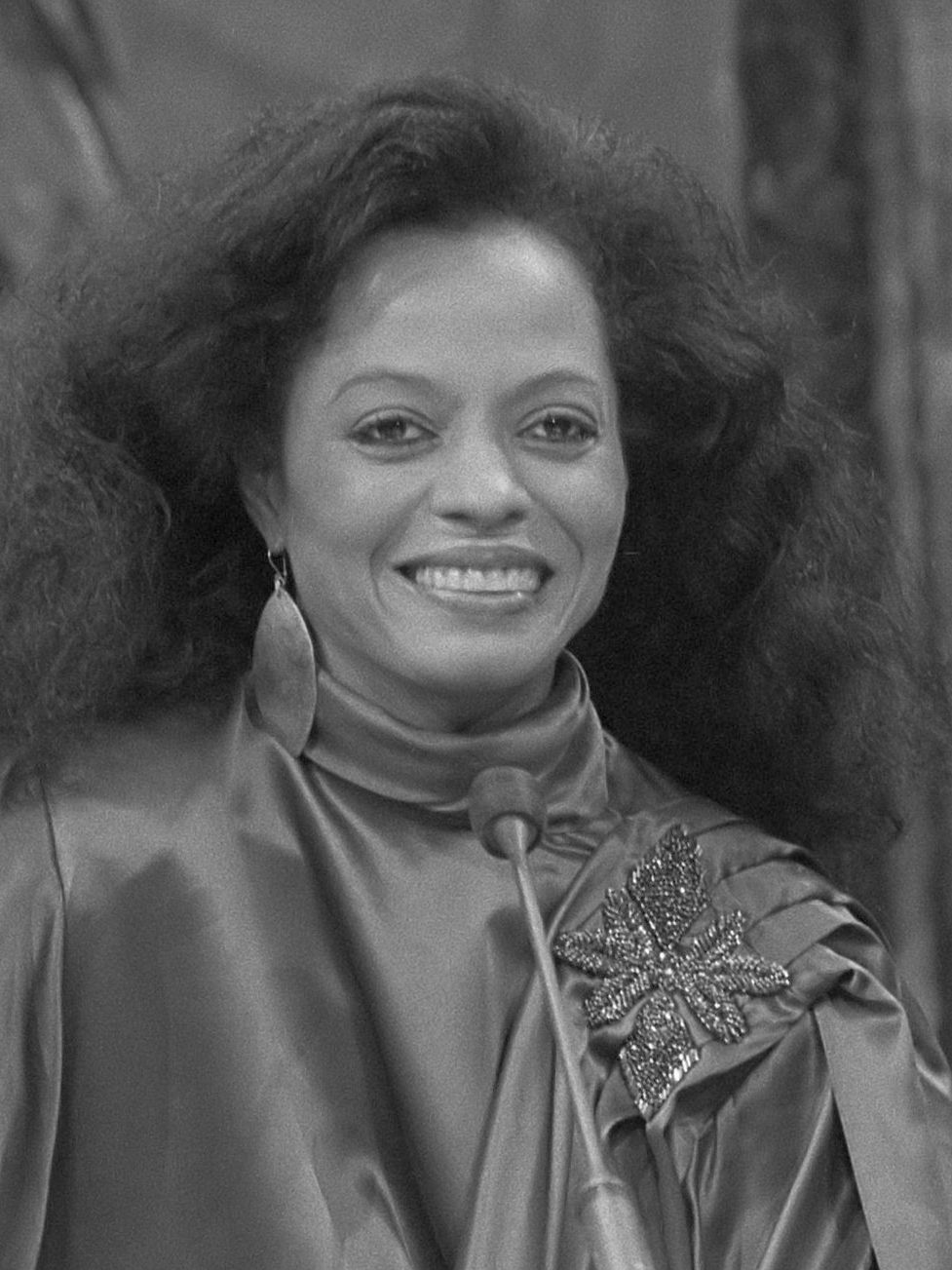
Diana Ross
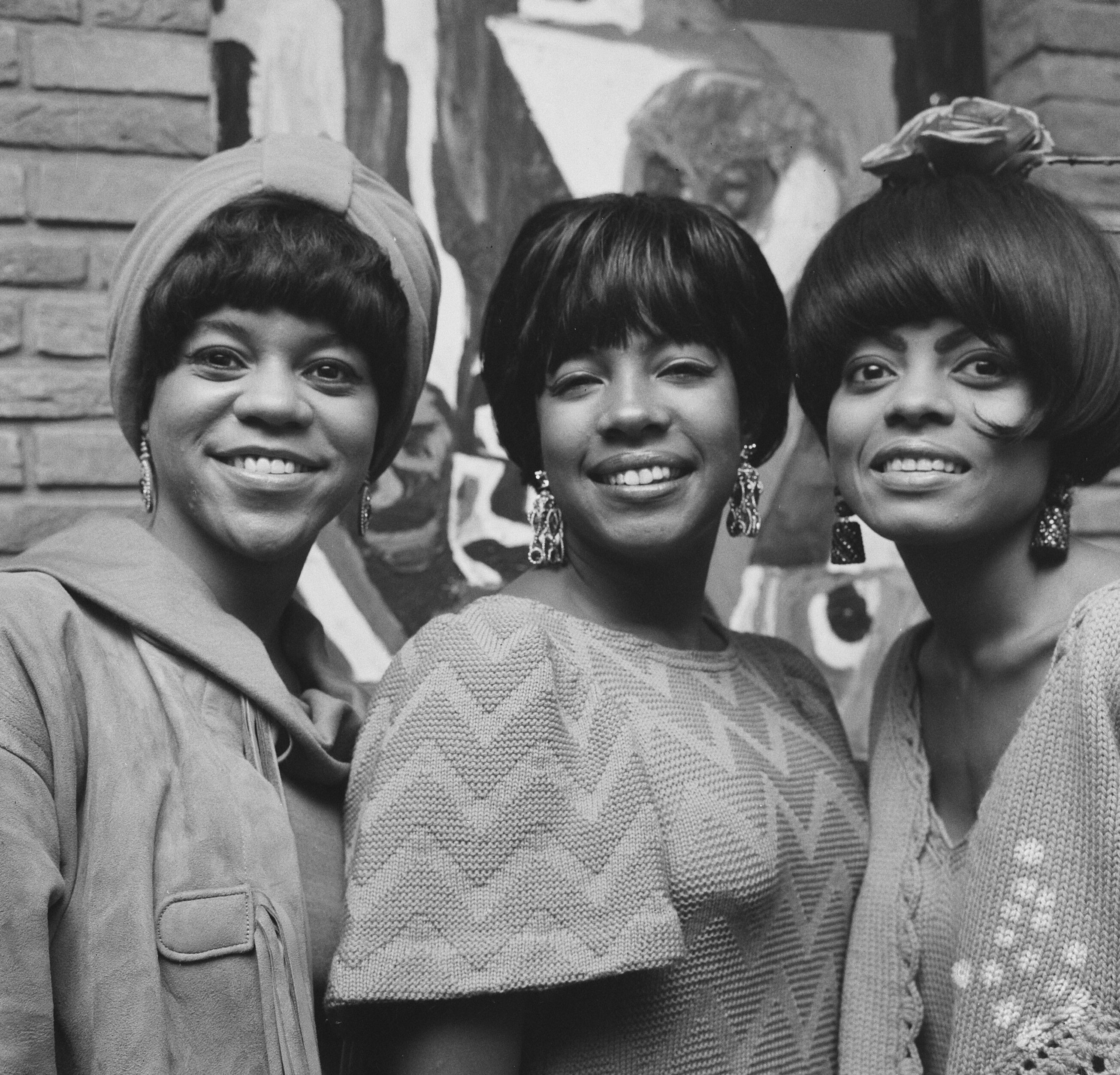
The Supremes

| Artysta               | Narodowość                          | Aktywność            | Gatunek                                      | Szacowana sprzedaż |
| --------------------- | ----------------------------------- | -------------------- | -------------------------------------------- | ------------------ |
| Kanye West            | Stany Zjednoczone                   | od 1996              | hip-hop / muzyka elektroniczna / pop         | 160 milionów       |
| Coldplay              | Wielka Brytania                     | od 1997              | rock alternatywny / pop-rock / pop           | 160 milionów       |
| Billy Joel            | Stany Zjednoczone                   | od 1964              | pop / rock                                   | 160 milionów       |
| Justin Bieber         | Kanada                              | od 2008              | pop / teen pop / dance-pop                   | 150 milionów       |
| Bruno Mars            | Stany Zjednoczone                   | od 2004              | pop-rock / R&B                               | 150 milionów       |
| Britney Spears        | Stany Zjednoczone                   | od 1998              | pop / dance / dance-pop                      | 150 milionów       |
| Metallica             | Stany Zjednoczone                   | od 1981              | heavy metal / thrash metal                   | 150 milionów       |
| Bruce Springsteen     | Stany Zjednoczone                   | od 1972              | rock                                         | 150 milionów       |
| U2                    | Irlandia                            | od 1976              | rock                                         | 150 milionów       |
| Aerosmith             | Stany Zjednoczone                   | od 1970              | hard rock                                    | 150 milionów       |
| Phil Collins          | Wielka Brytania                     | 1980–2011, od 2015   | rock / rock progresywny / adult contemporary | 150 milionów       |
| Barbra Streisand      | Stany Zjednoczone                   | od 1960              | pop / adult contemporary                     | 150 milionów       |
| ABBA                  | Szwecja                             | 1972–1982, od 2016   | pop / disco                                  | 150 milionów       |
| Julio Iglesias        | Hiszpania                           | od 1968              | latynoski pop                                | 150 milionów       |
| Frank Sinatra         | Stany Zjednoczone                   | 1935–1971, 1973–1995 | pop / swing / easy listening                 | 150 milionów       |
| Katy Perry            | Stany Zjednoczone                   | od 2001              | pop                                          | 143 miliony        |
| Chris Brown           | Stany Zjednoczone                   | od 2005              | R&B / hip-hop / pop                          | 140 milionów       |
| Bon Jovi              | Stany Zjednoczone                   | od 1983              | hard rock / glam metal                       | 130 milionów       |
| Eric Clapton          | Wielka Brytania                     | od 1962              | rock / blues                                 | 130 milionów       |
| Donna Summer          | Stany Zjednoczone                   | 1968–2012            | pop / disco / R&B                            | 130 milionów       |
| Jay-Z                 | Stany Zjednoczone                   | od 1996              | hip-hop                                      | 125 milionów       |
| Neil Diamond          | Stany Zjednoczone                   | od 1966              | pop / rock                                   | 125 milionów       |
| Lady Gaga             | Stany Zjednoczone                   | od 2005              | pop / dance / muzyka elektroniczna           | 124 miliony        |
| Lil Wayne             | Stany Zjednoczone                   | od 1996              | hip-hop                                      | 120 milionów       |
| Maroon 5              | Stany Zjednoczone                   | od 1994              | pop-rock / funk rock / dance-pop             | 120 milionów       |
| Adele                 | Wielka Brytania                     | od 2006              | pop / soul                                   | 120 milionów       |
| Red Hot Chili Peppers | Stany Zjednoczone                   | od 1983              | funk rock / rock alternatywny                | 120 milionów       |
| Fleetwood Mac         | Wielka Brytania · Stany Zjednoczone | od 1967              | rock / pop                                   | 120 milionów       |
| Rod Stewart           | Wielka Brytania                     | od 1964              | rock / pop                                   | 120 milionów       |
| Bee Gees              | Wielka Brytania · Australia         | 1963–2003, 2009–2012 | pop / disco                                  | 120 milionów       |
| Roberto Carlos        | Brazylia                            | od 1961              | latynoski pop                                | 120 milionów       |
| Dire Straits          | Wielka Brytania                     | 1977–1995            | rock                                         | 120 milionów       |
| Nicki Minaj           | Trynidad i Tobago                   | od 2007              | hip-hop / pop                                | 100 milionów       |
| Linkin Park           | Stany Zjednoczone                   | od 1996              | rock alternatywny / nu metal / rap rock      | 100 milionów       |
| George Strait         | Stany Zjednoczone                   | od 1981              | country                                      | 100 milionów       |
| Journey               | Stany Zjednoczone                   | od 1973              | rock / soft rock                             | 100 milionów       |
| Pink                  | Stany Zjednoczone                   | od 1995              | pop / pop-rock / R&B                         | 100 milionów       |
| Shania Twain          | Kanada                              | od 1993              | country-pop                                  | 100 milionów       |
| Christina Aguilera    | Stany Zjednoczone                   | od 1993              | R&B / pop / rock                             | 100 milionów       |
| B’z                   | Japonia                             | od 1988              | rock / pop-rock / hard rock                  | 100 milionów       |
| Guns N’ Roses         | Stany Zjednoczone                   | od 1985              | hard rock / heavy metal                      | 100 milionów       |
| Backstreet Boys       | Stany Zjednoczone                   | od 1993              | pop                                          | 100 milionów       |
| Prince                | Stany Zjednoczone                   | 1976–2016            | funk / R&B / pop / soul / rock               | 100 milionów       |
| Paul McCartney        | Wielka Brytania                     | od 1960              | rock                                         | 100 milionów       |
| Janet Jackson         | Stany Zjednoczone                   | od 1982              | R&B / pop                                    | 100 milionów       |
| Kenny Rogers          | Stany Zjednoczone                   | 1958–2020            | country / pop                                | 100 milionów       |
| Santana               | Stany Zjednoczone                   | od 1966              | rock                                         | 100 milionów       |
| Simon & Garfunkel     | Stany Zjednoczone                   | 1956–2004            | folk rock                                    | 100 milionów       |
| The Doors             | Stany Zjednoczone                   | 1965–1973            | rock psychodeliczny                          | 100 milionów       |
| George Michael        | Wielka Brytania                     | 1981–2016            | pop                                          | 100 milionów       |
| Bryan Adams           | Kanada                              | od 1979              | rock                                         | 100 milionów       |
| Foreigner             | Stany Zjednoczone · Wielka Brytania | od 1976              | rock / hard rock                             | 100 milionów       |
| Bob Dylan             | Stany Zjednoczone                   | od 1959              | muzyka folkowa / rock                        | 100 milionów       |
| Chicago               | Stany Zjednoczone                   | od 1967              | rock / pop                                   | 100 milionów       |
| Meat Loaf             | Stany Zjednoczone                   | 1968–2022            | rock / hard rock                             | 100 milionów       |
| The Carpenters        | Stany Zjednoczone                   | 1969–1983            | pop                                          | 100 milionów       |
| Cher                  | Stany Zjednoczone                   | od 1964              | pop / rock / dance / muzyka folkowa          | 100 milionów       |
| Earth, Wind & Fire    | Stany Zjednoczone                   | od 1969              | funk / R&B / soul                            | 100 milionów       |
| David Bowie           | Wielka Brytania                     | 1962–2016            | art rock / glam rock / pop                   | 100 milionów       |
| Lionel Richie         | Stany Zjednoczone                   | od 1968              | pop / R&B                                    | 100 milionów       |
| Def Leppard           | Wielka Brytania                     | od 1977              | hard rock / heavy metal                      | 100 milionów       |
| Stevie Wonder         | Stany Zjednoczone                   | od 1961              | funk / R&B / soul                            | 100 milionów       |
| Genesis               | Wielka Brytania                     | 1967–1999, od 2006   | rock progresywny / pop-rock                  | 100 milionów       |
| Gloria Estefan        | Stany Zjednoczone                   | od 1975              | latynoski pop / dance-pop                    | 100 milionów       |
| Tina Turner           | Stany Zjednoczone                   | 1958–2009            | rock / pop                                   | 100 milionów       |
| James Taylor          | Stany Zjednoczone                   | od 1968              | rock / pop                                   | 100 milionów       |
| Olivia Newton-John    | Wielka Brytania · Australia         | 1966–2022            | pop                                          | 100 milionów       |
| Linda Ronstadt        | Stany Zjednoczone                   | 1967–2011            | rock / muzyka folkowa / country              | 100 milionów       |
| The Beach Boys        | Stany Zjednoczone                   | od 1961              | rock / pop / surf rock                       | 100 milionów       |
| Depeche Mode          | Wielka Brytania                     | od 1980              | rock elektroniczny / muzyka elektroniczna    | 100 milionów       |
| The Who               | Wielka Brytania                     | od 1964              | rock / hard rock                             | 100 milionów       |
| Barry White           | Stany Zjednoczone                   | 1972–2003            | R&B / soul                                   | 100 milionów       |
| Diana Ross            | Stany Zjednoczone                   | od 1959              | R&B / pop / soul / disco                     | 100 milionów       |
| The Supremes          | Stany Zjednoczone                   | 1959–1977            | R&B / pop / soul / disco                     | 100 milionów       |

### 75–95 milionów płyt

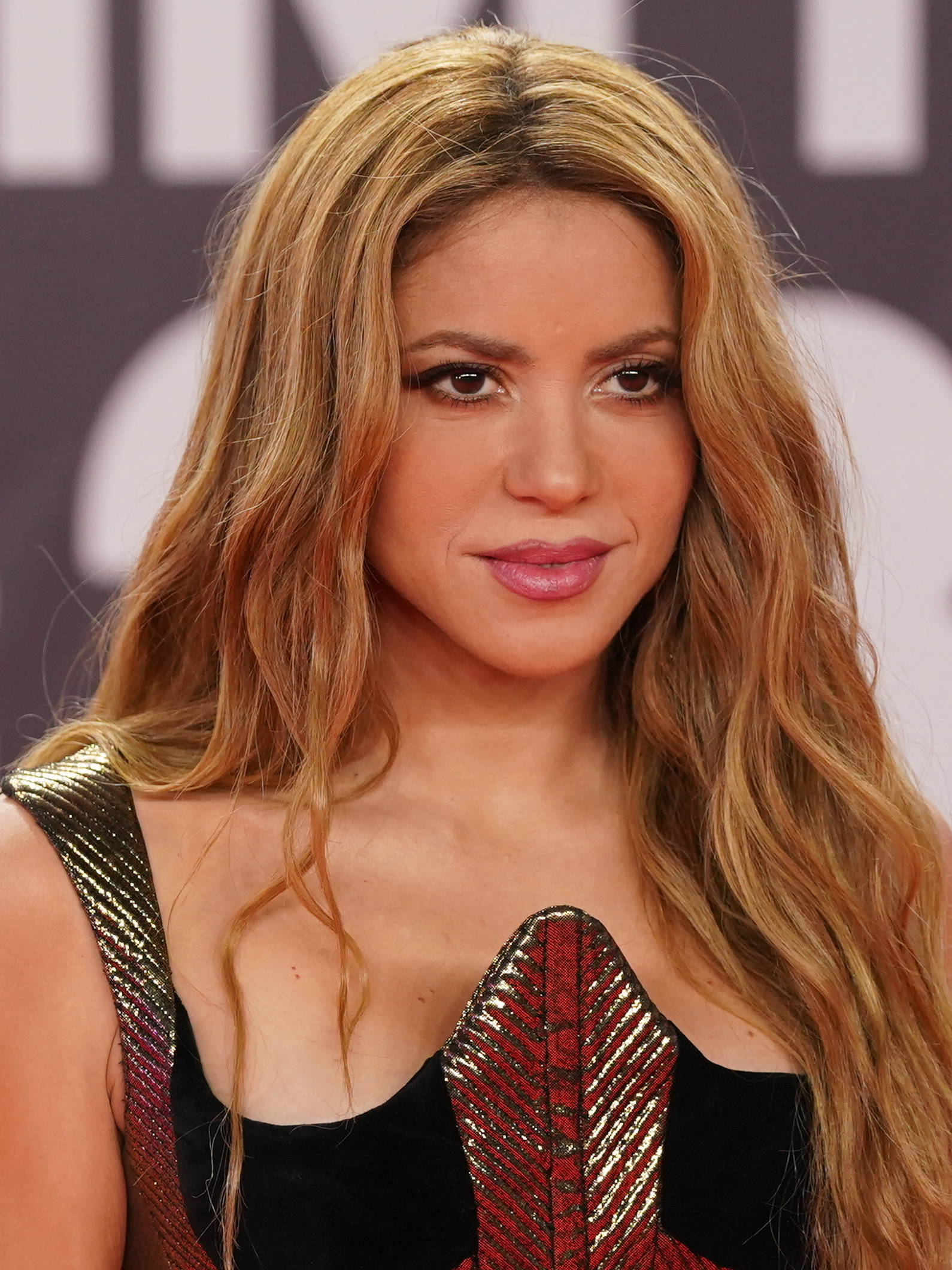
Shakira
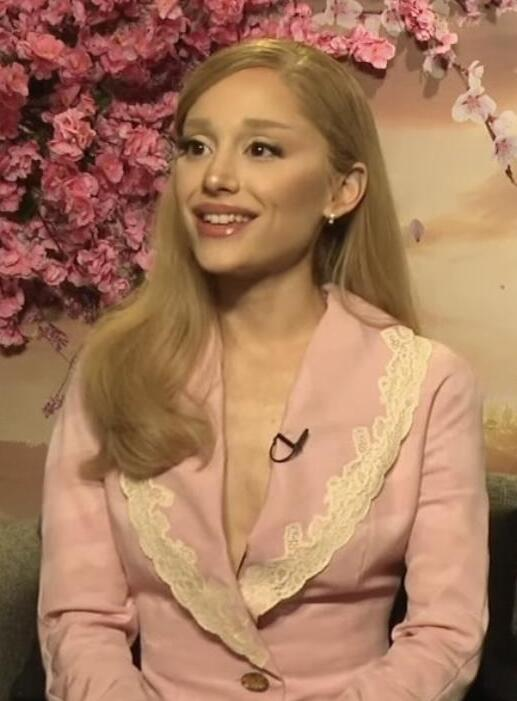
Ariana Grande
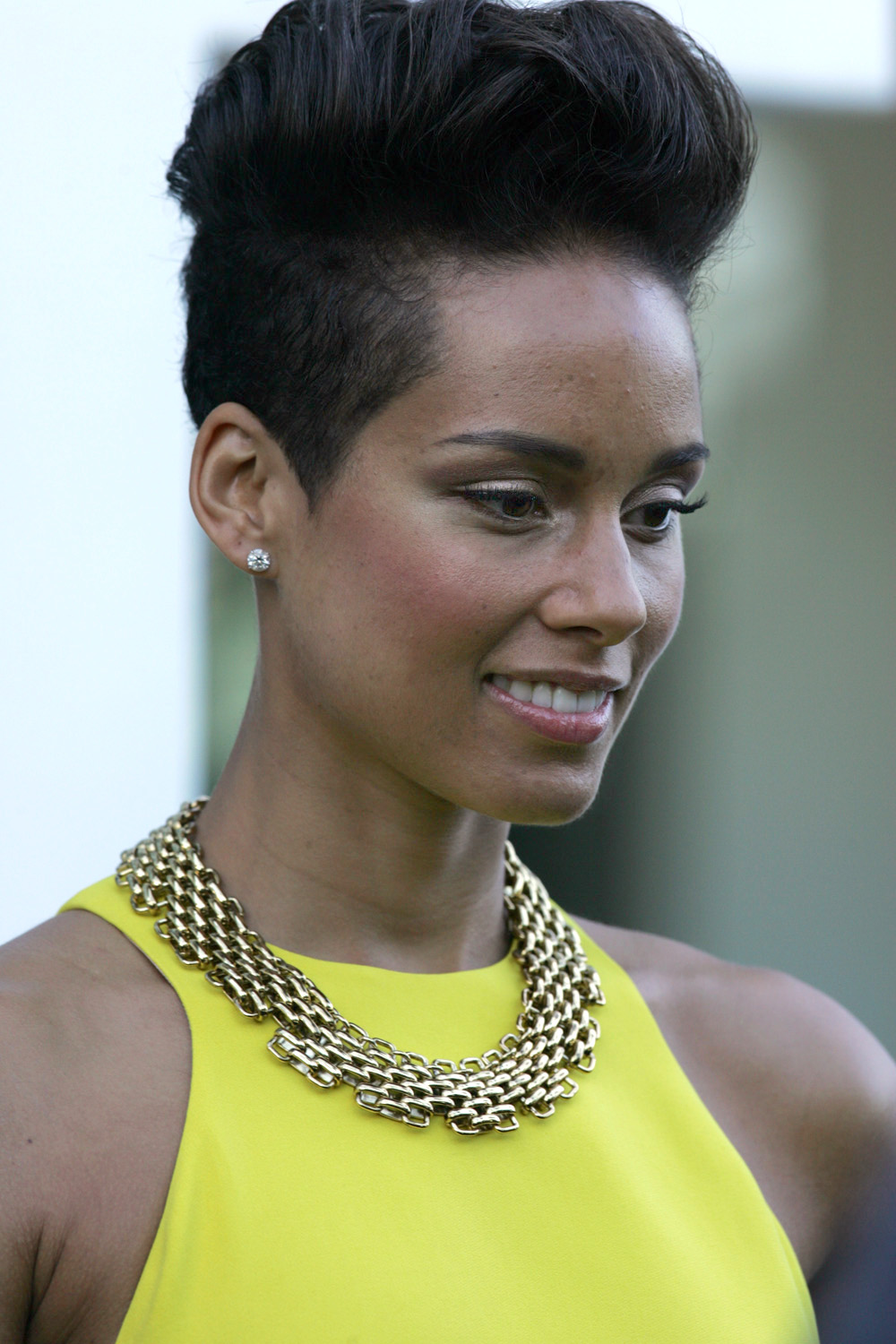
Alicia Keys
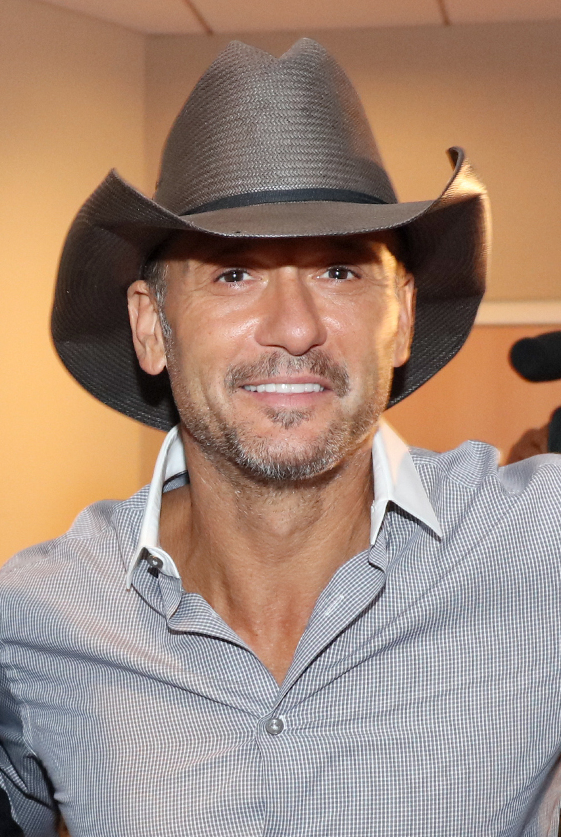
Tim McGraw
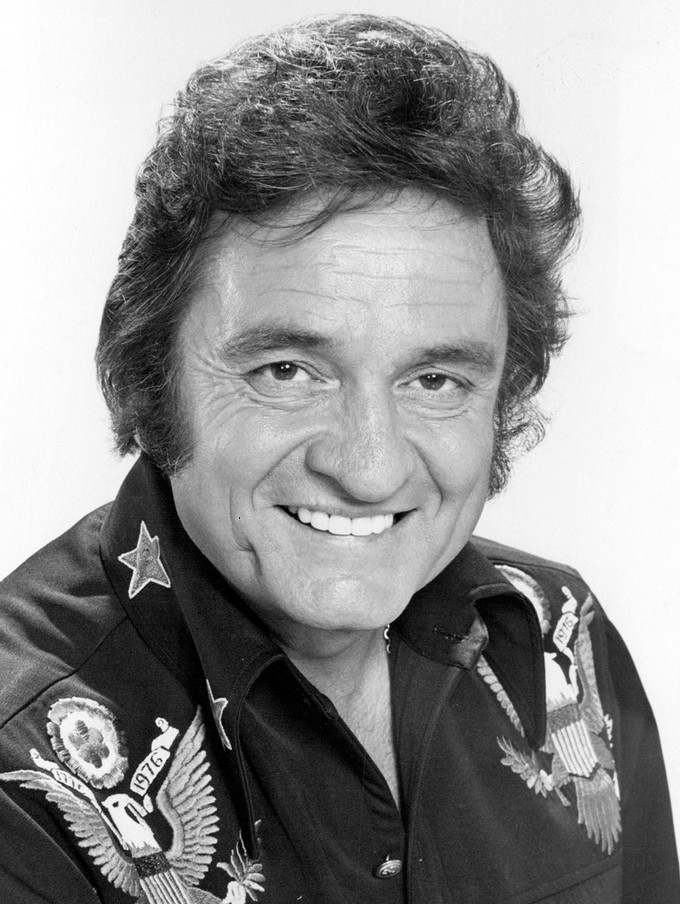
Johnny Cash
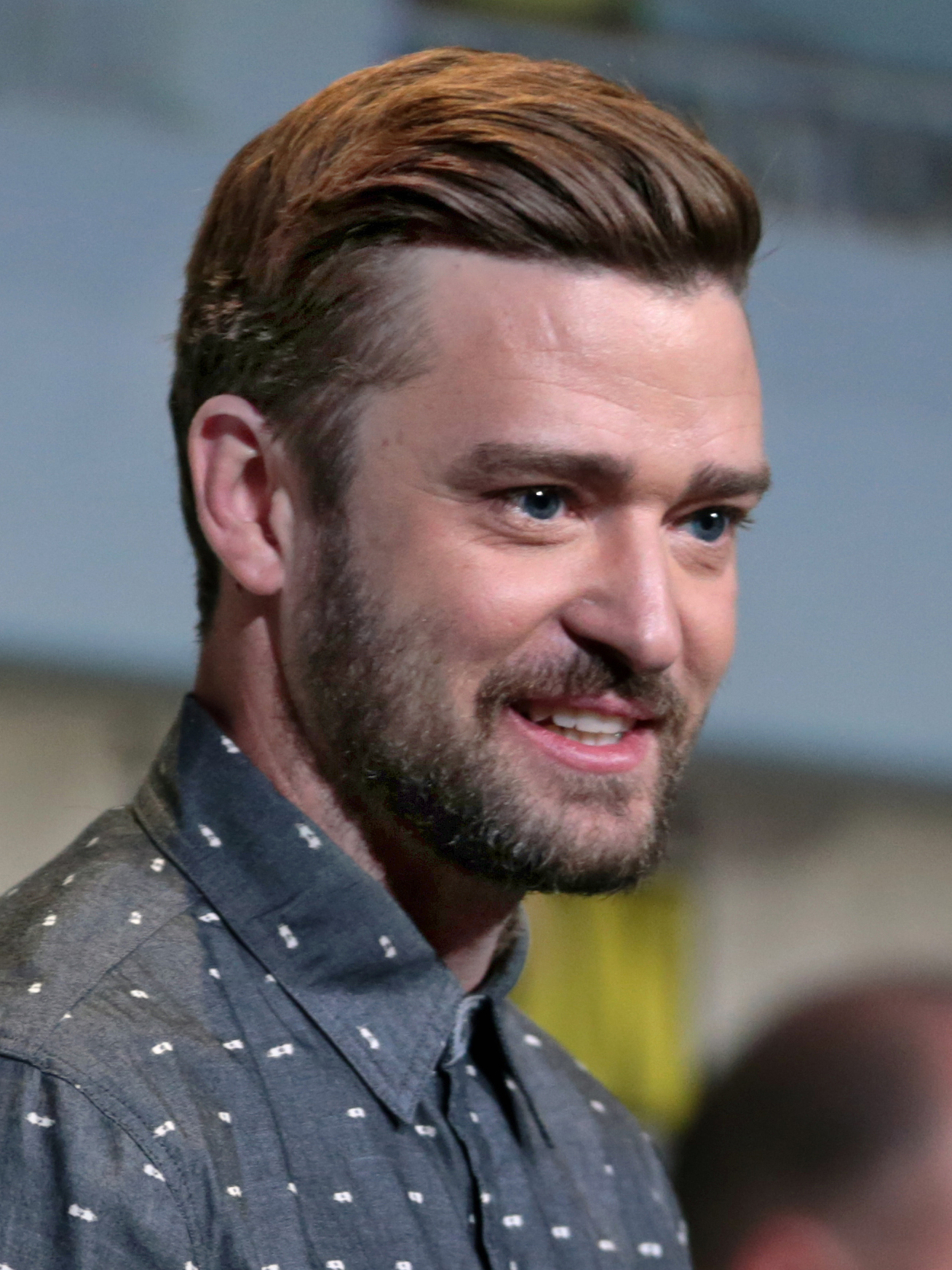
Justin Timberlake
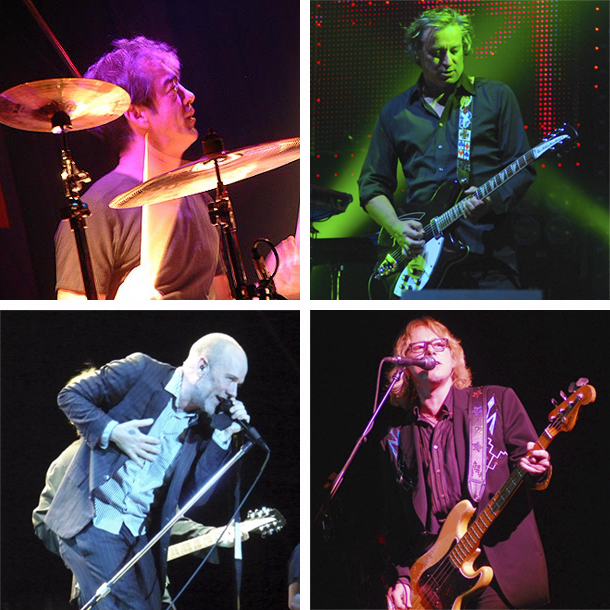
R.E.M.
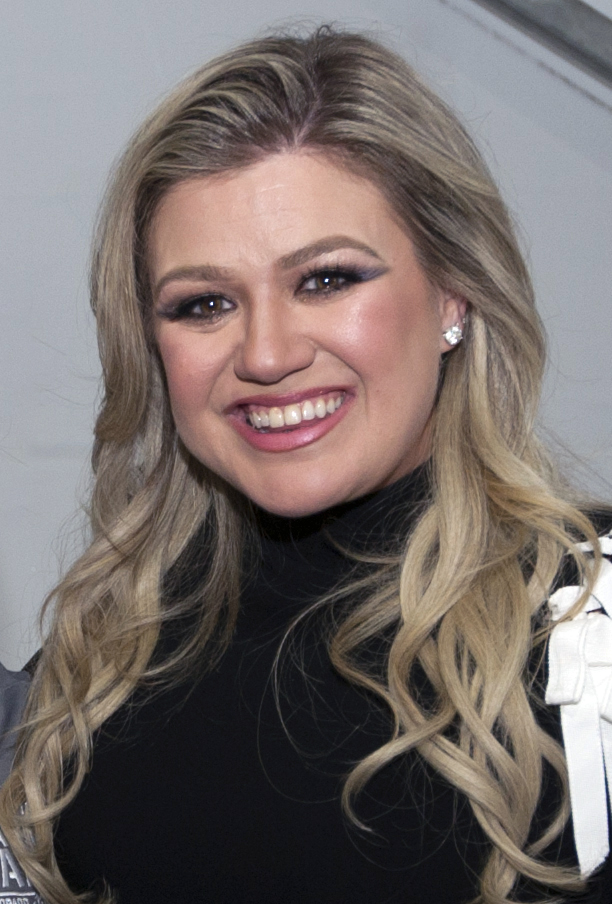
Kelly Clarkson
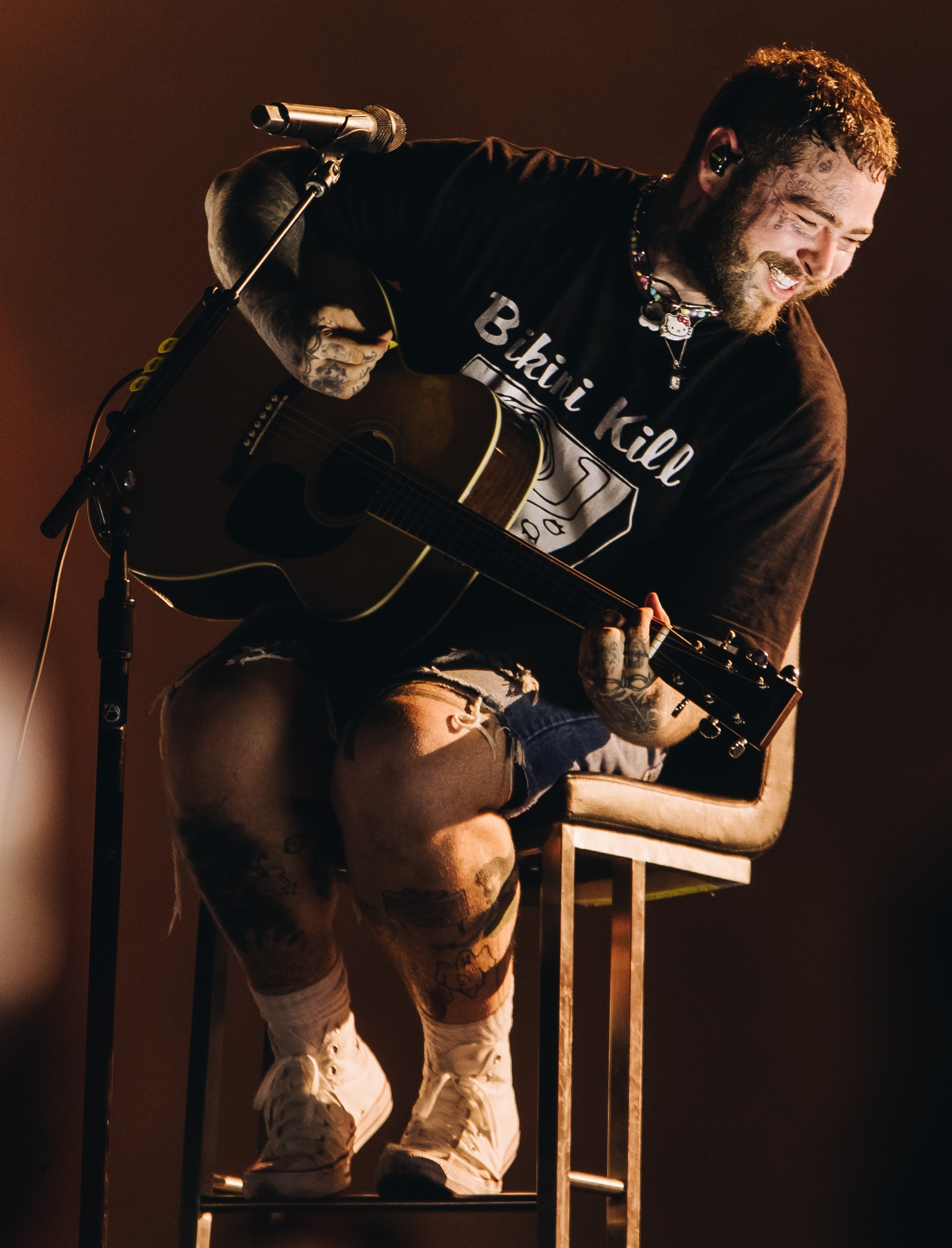
Post Malone
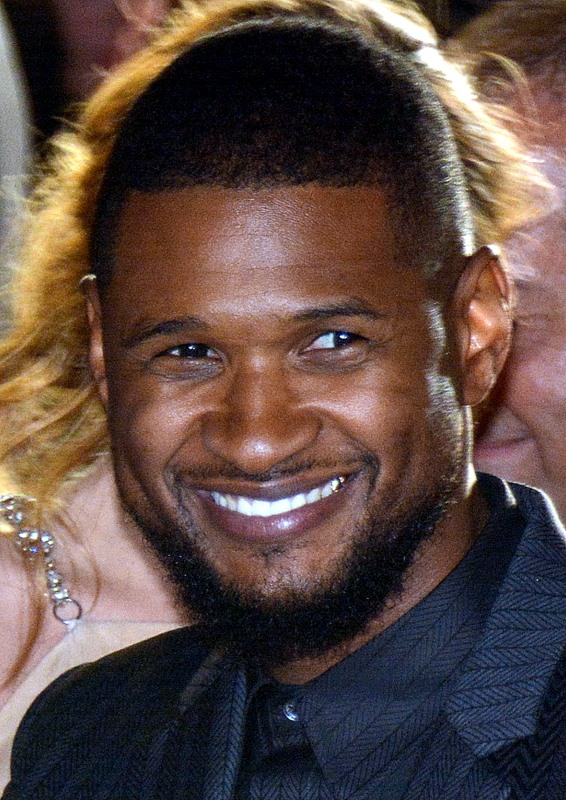
Usher
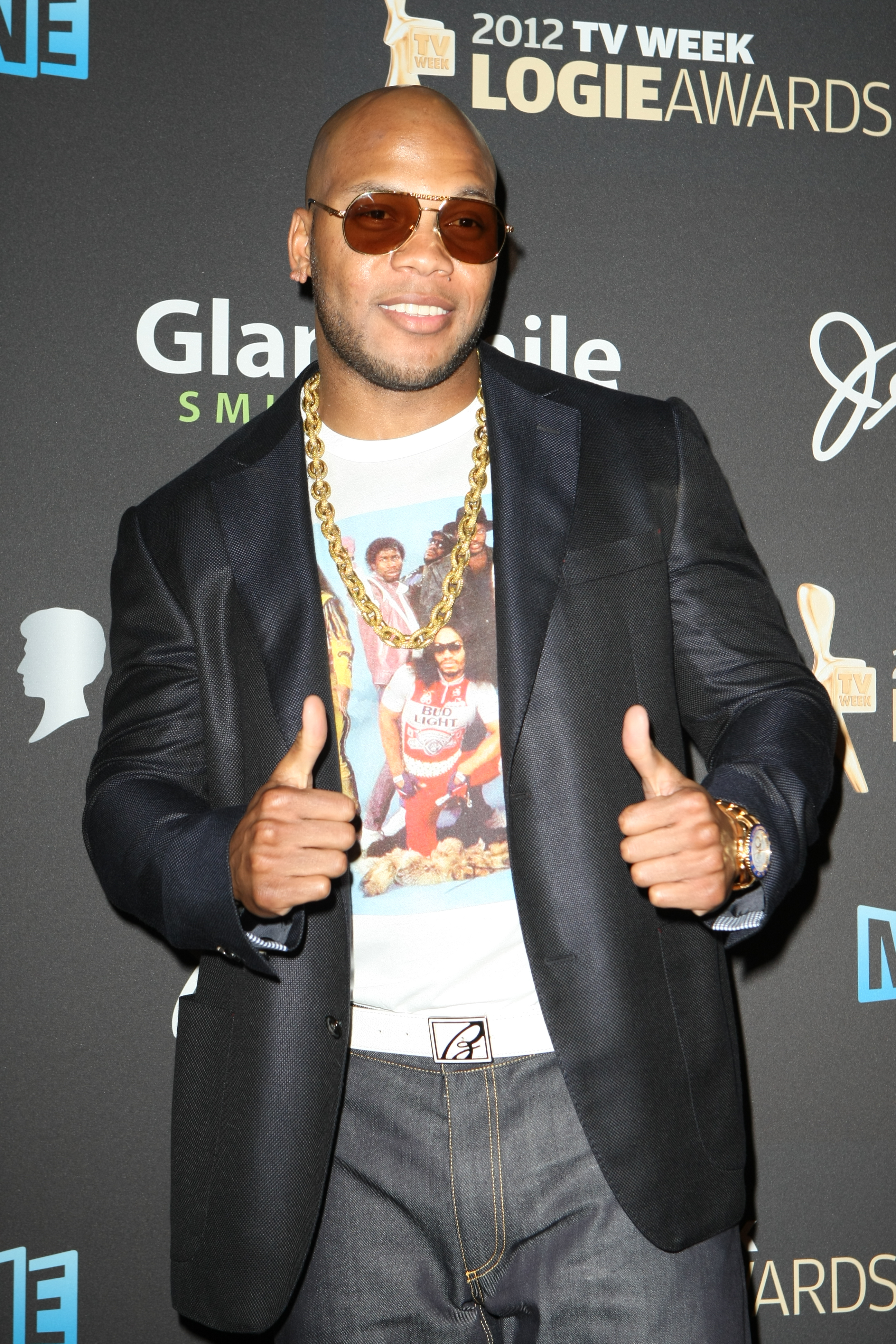
Flo Rida
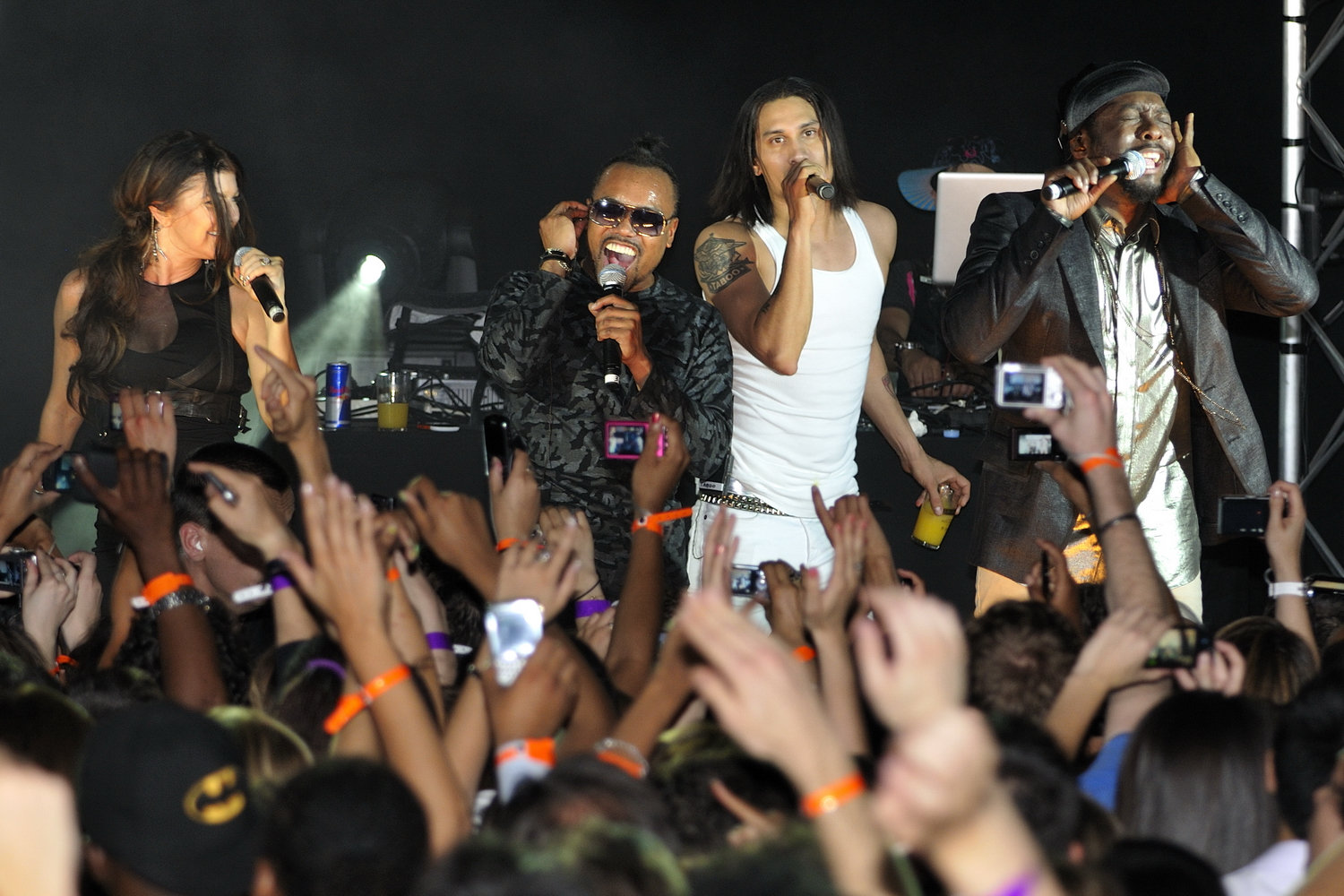
Black Eyed Peas
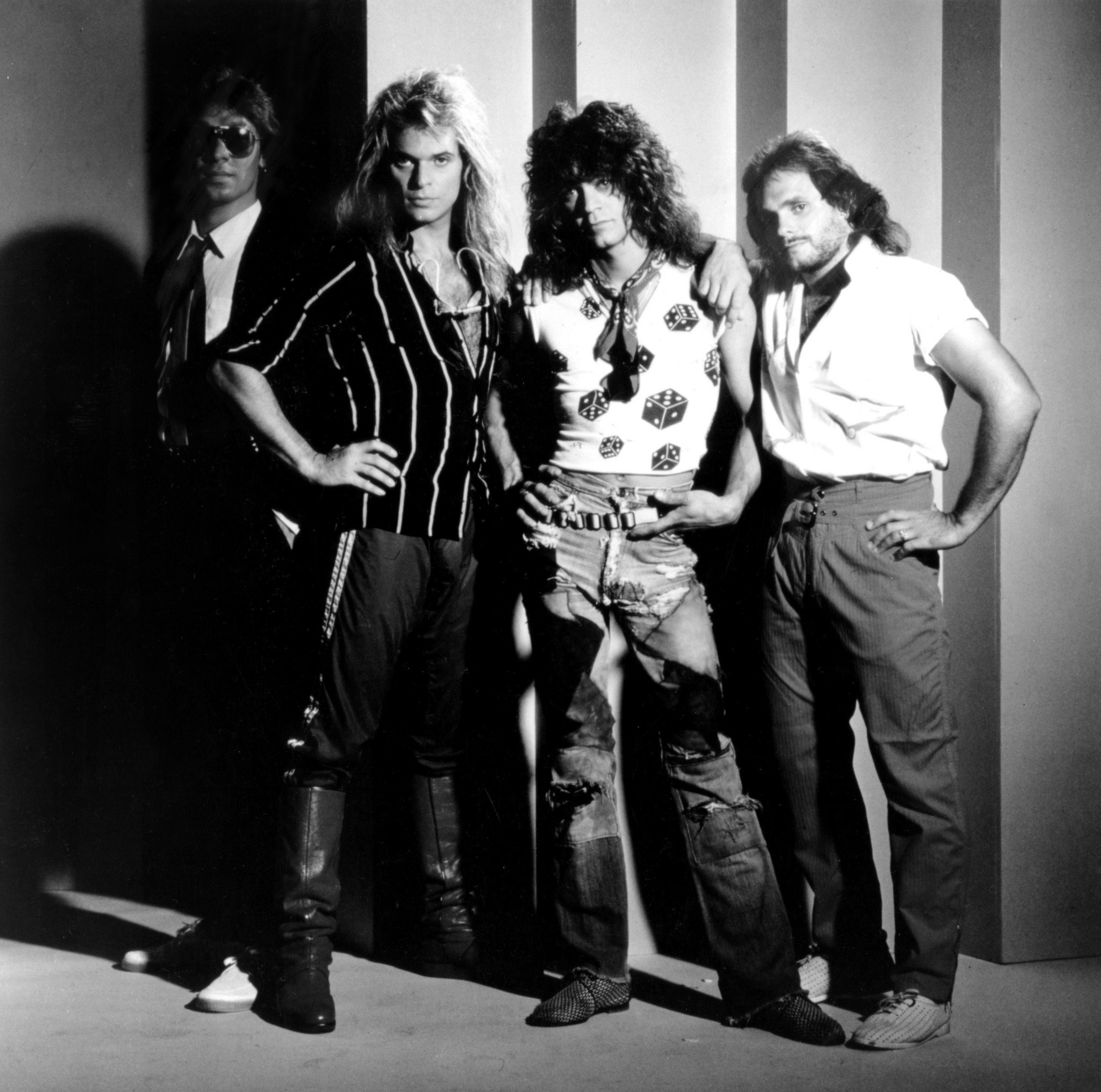
Van Halen
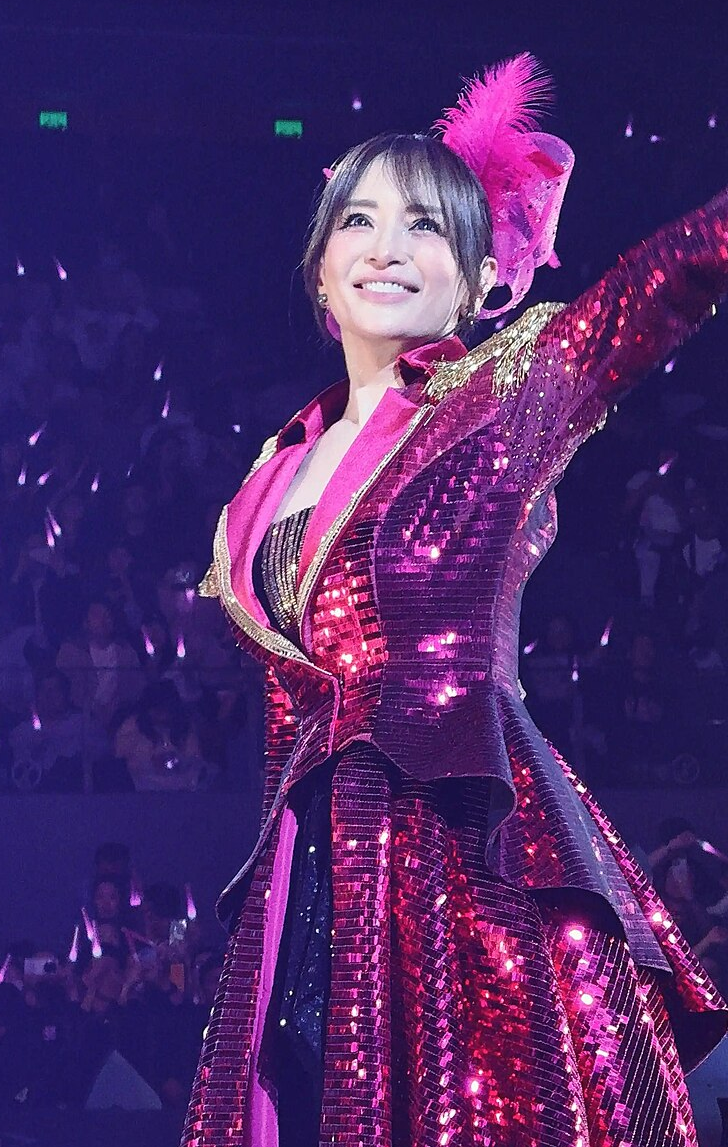
Ayumi Hamasaki
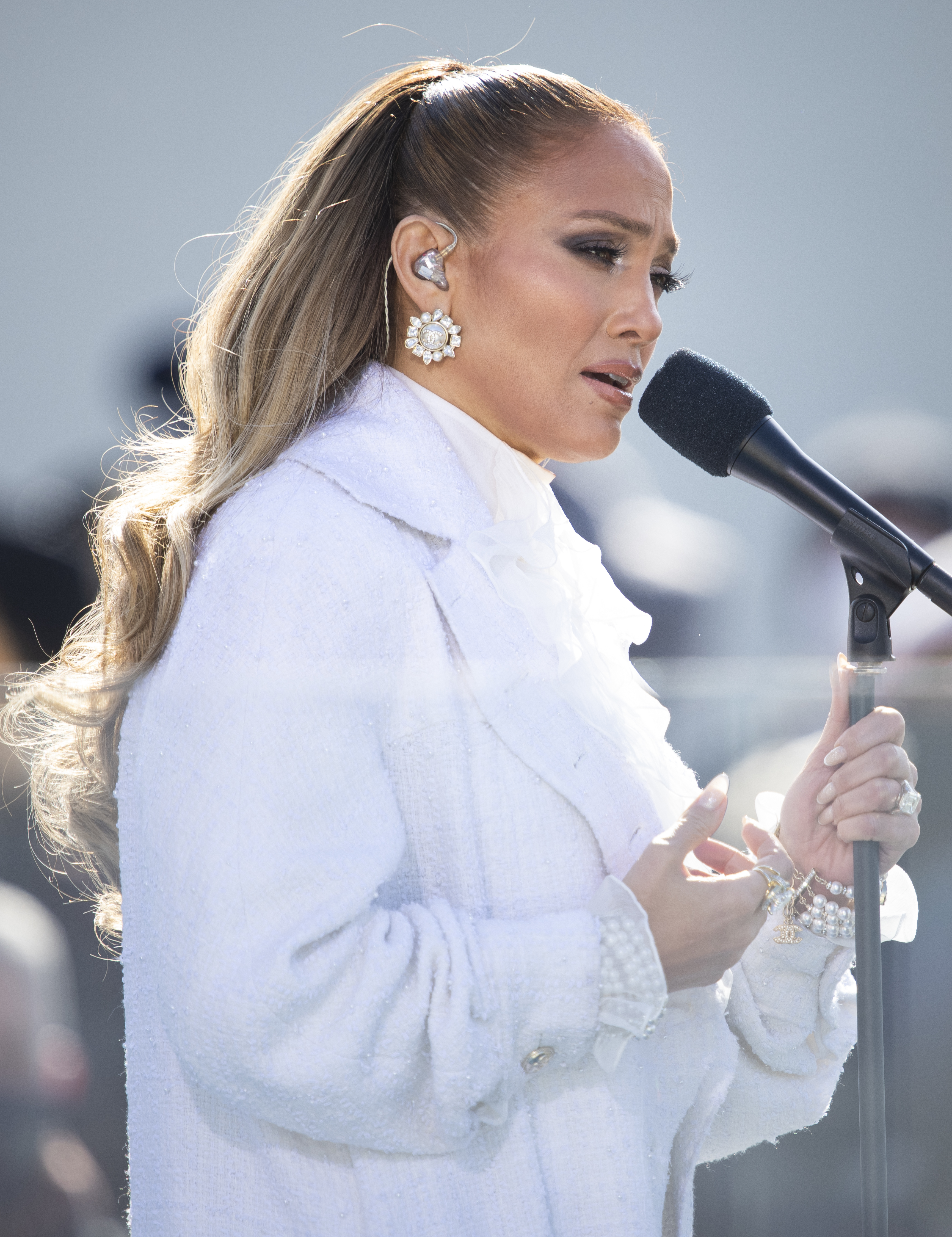
Jennifer Lopez
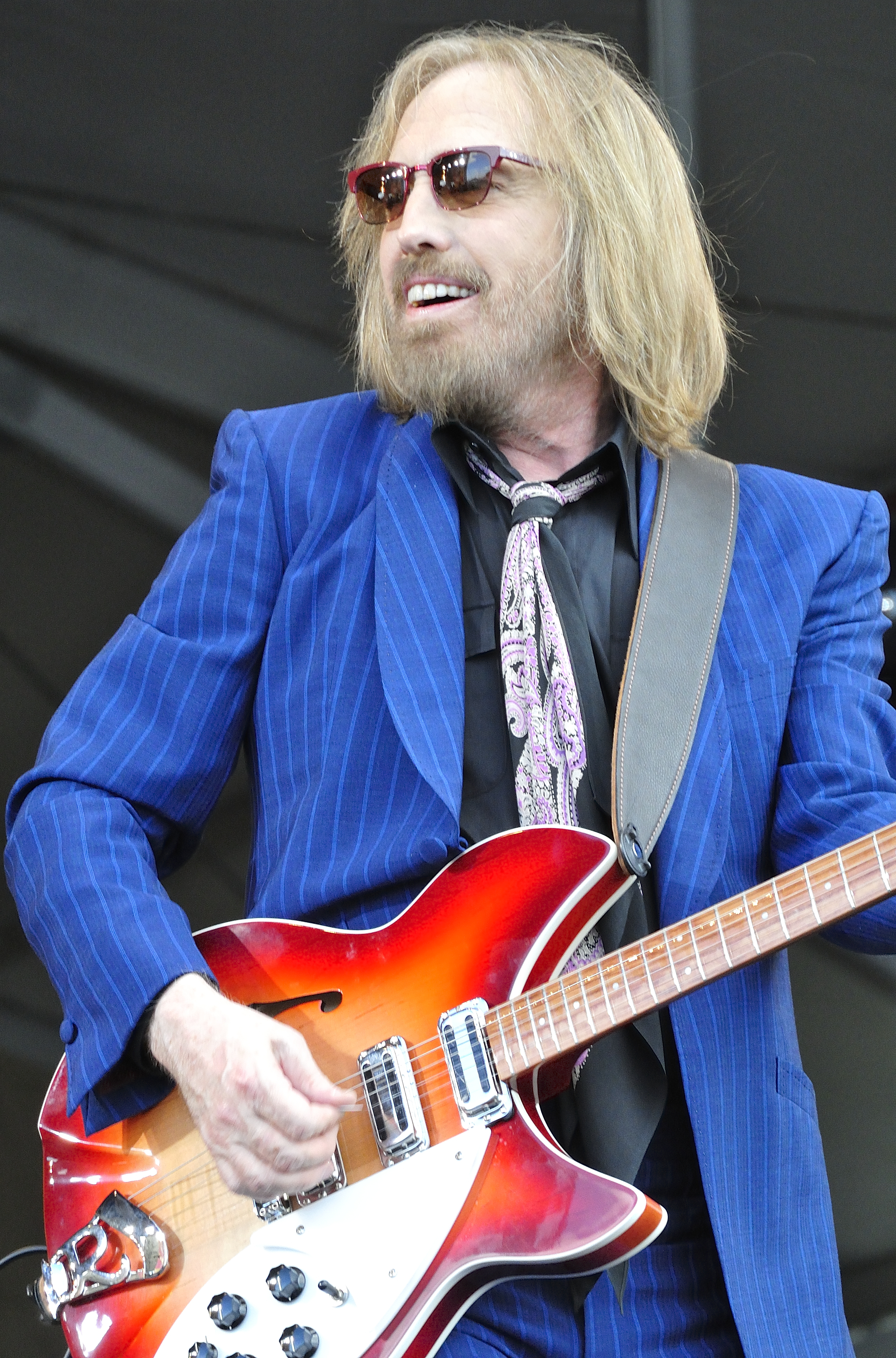
Tom Petty
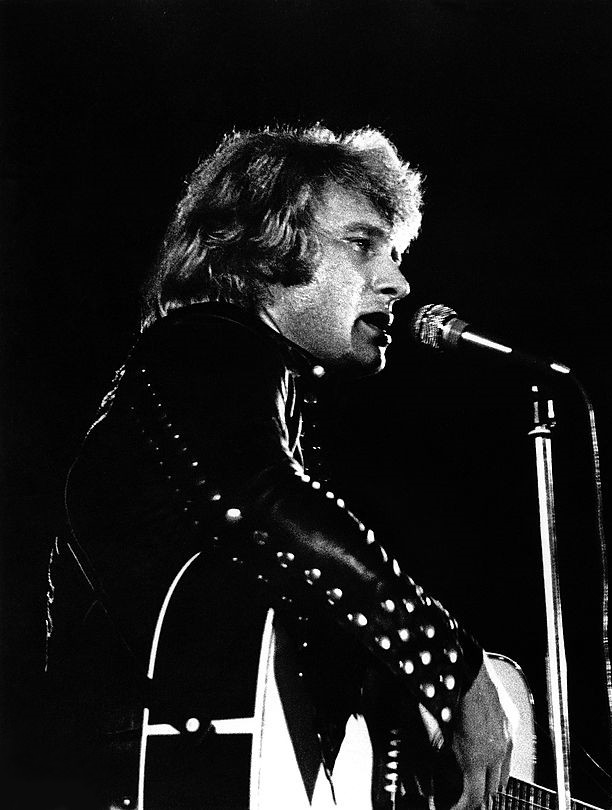
Johnny Hallyday
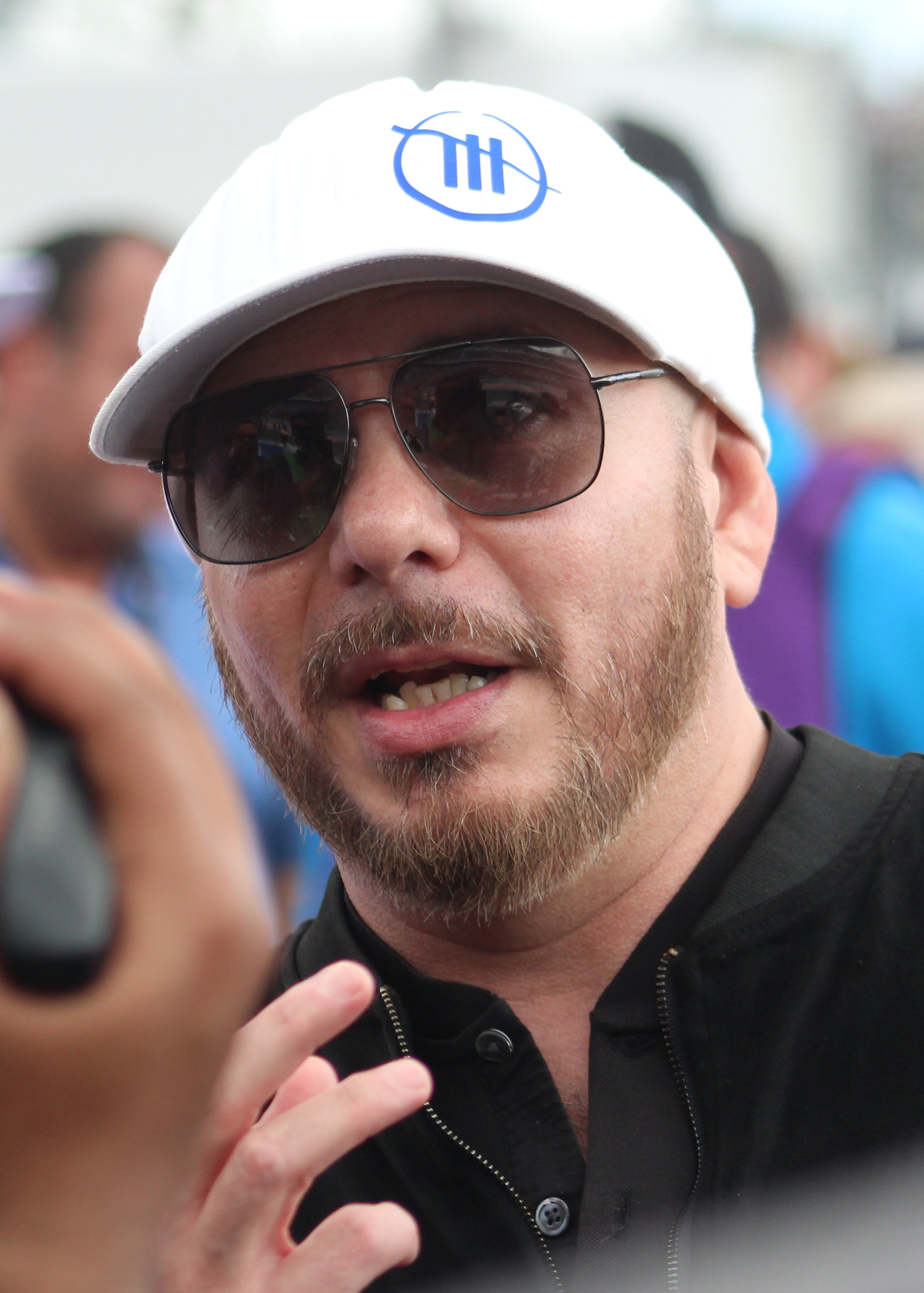
Pitbull
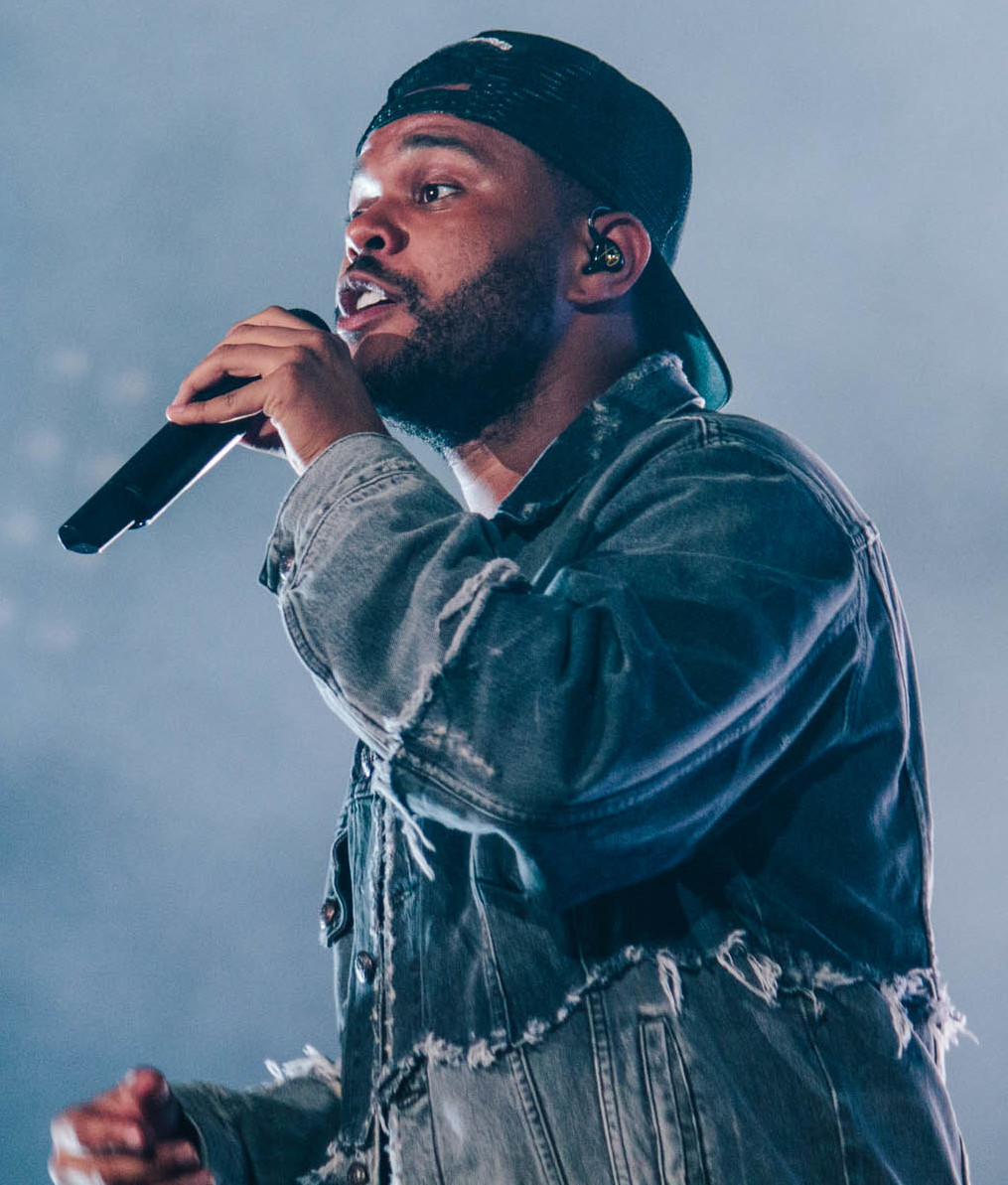
The Weeknd
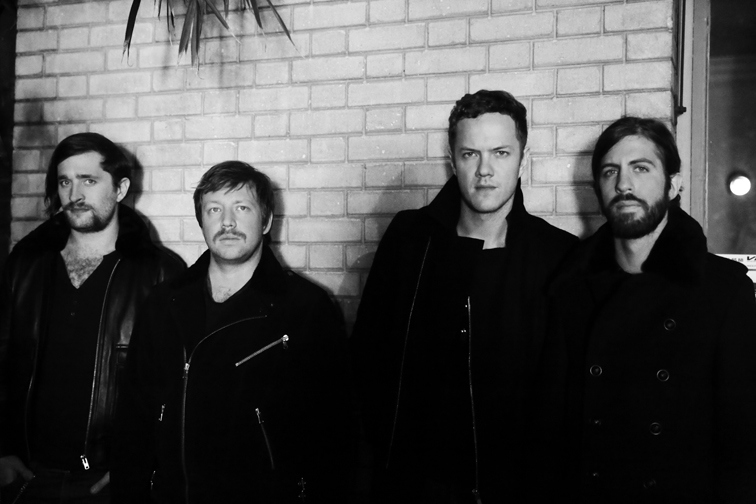
Imagine Dragons
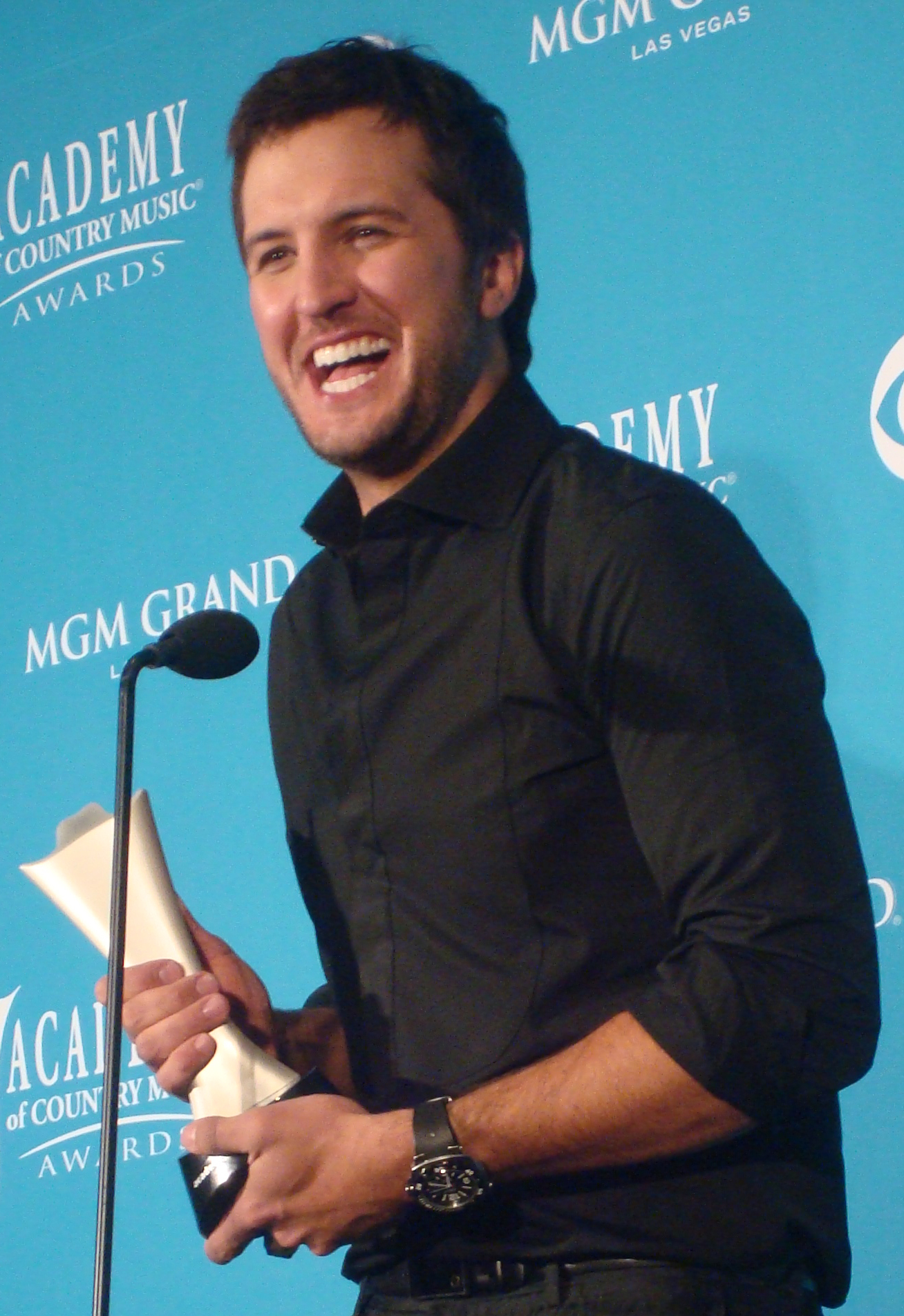
Luke Bryan
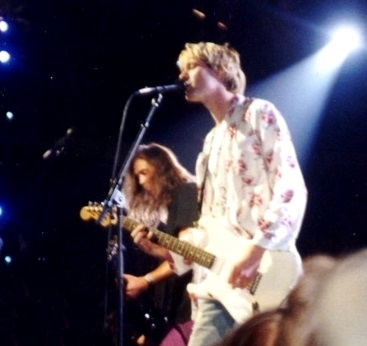
Nirvana
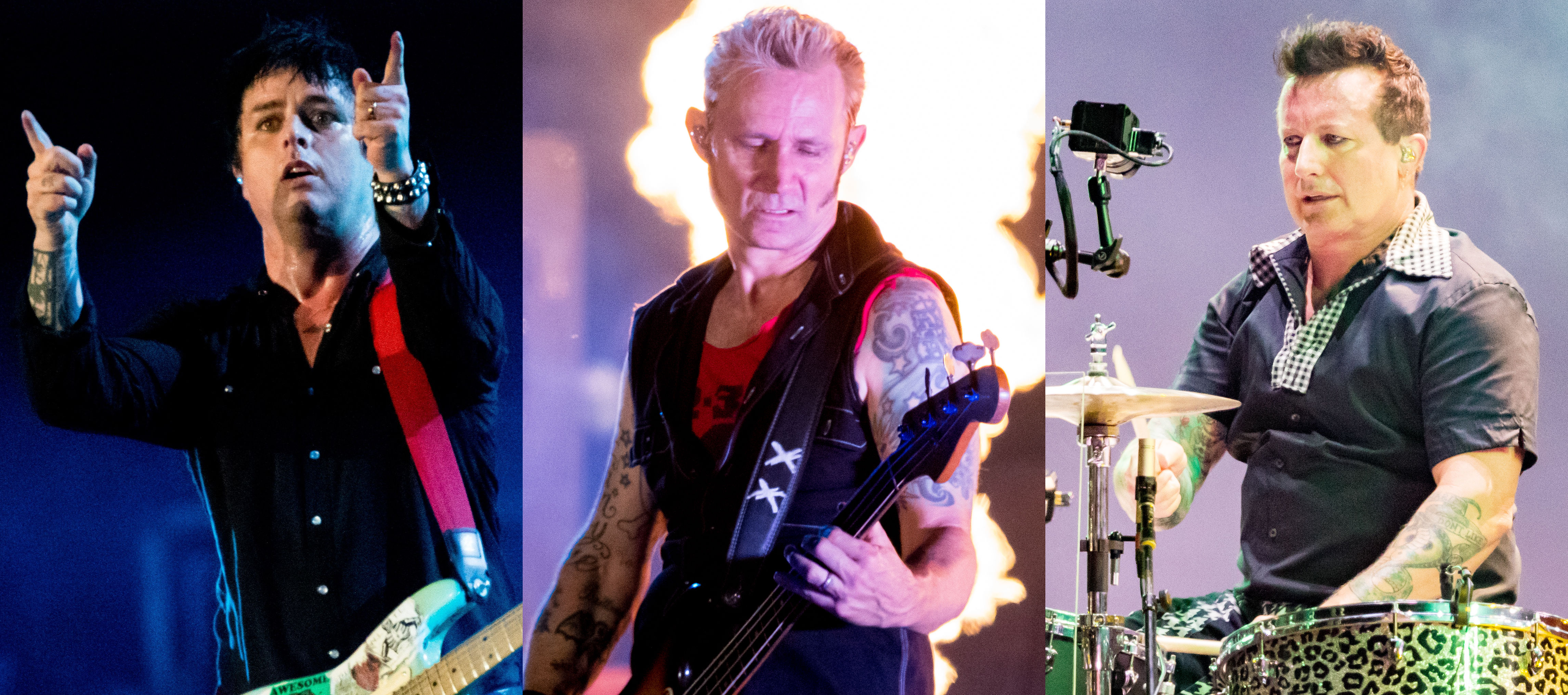
Green Day
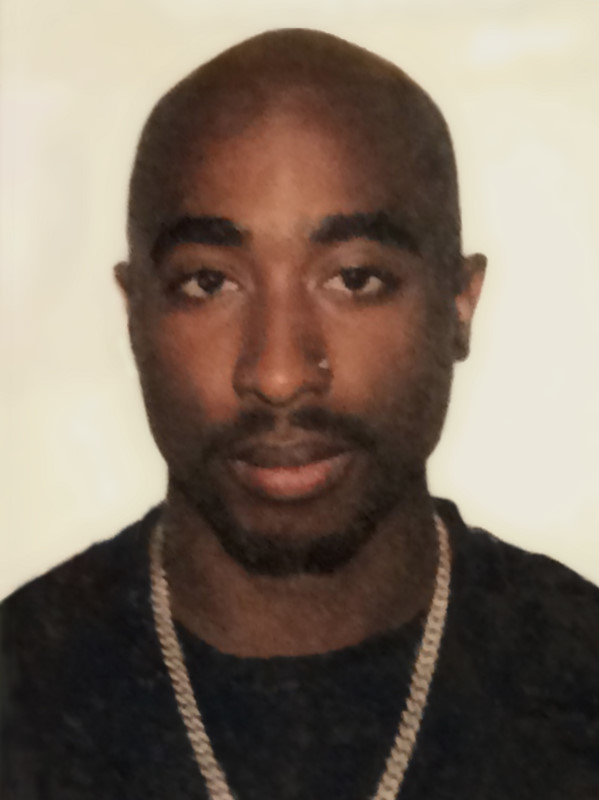
Tupac Shakur
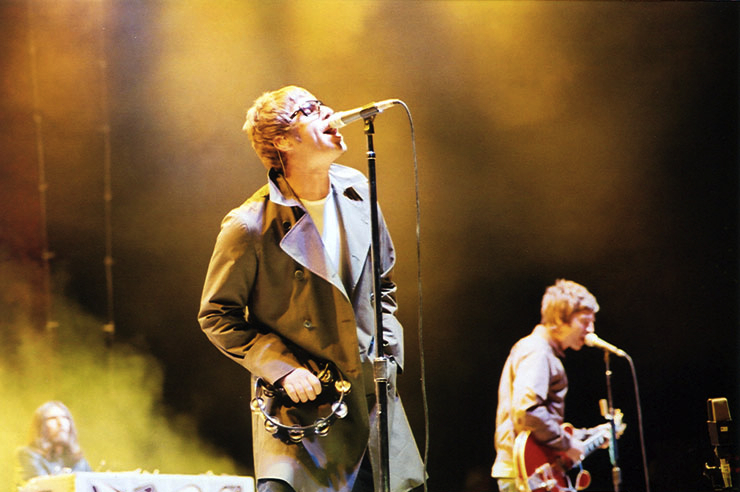
Oasis
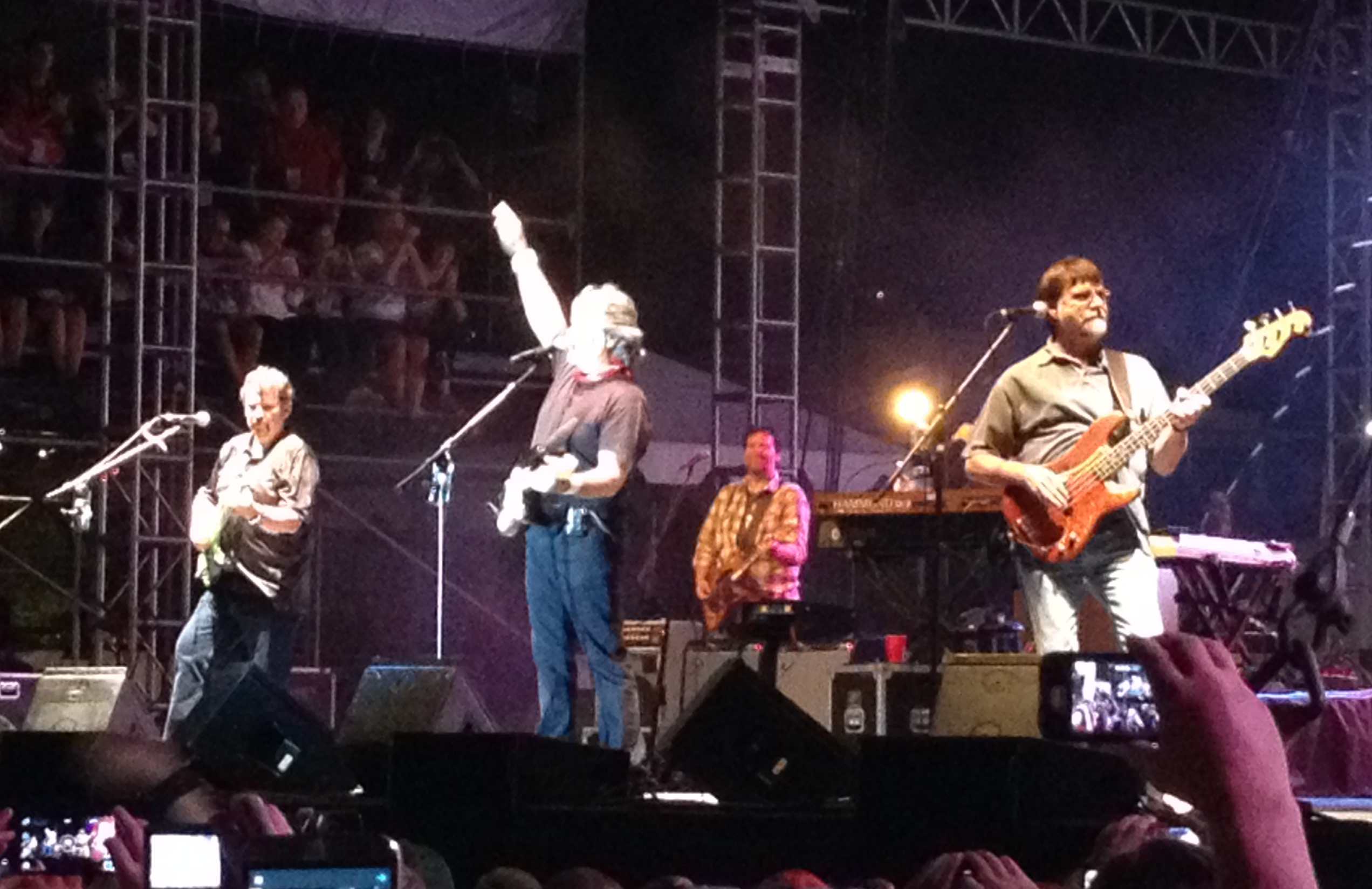
Alabama
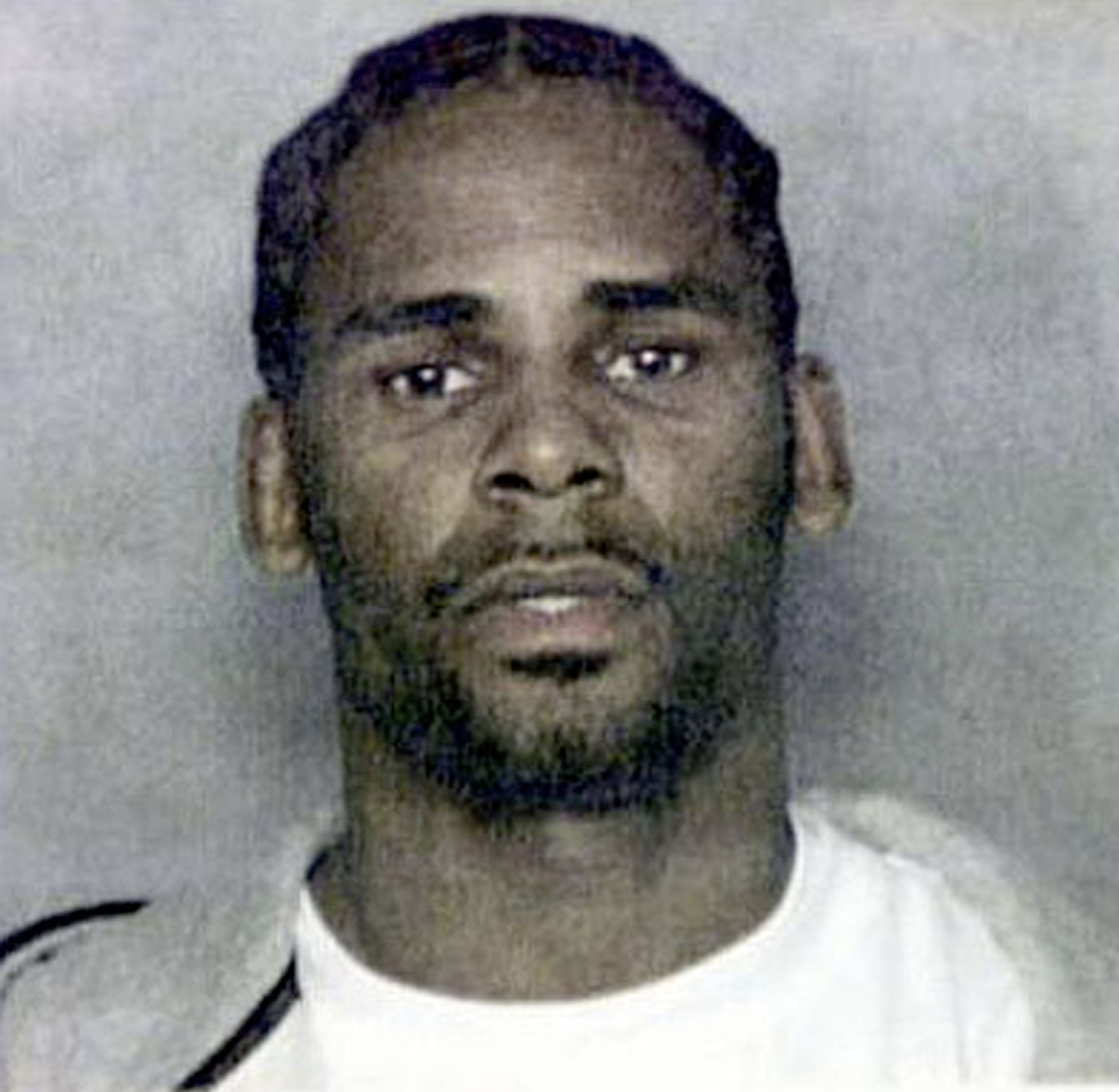
R. Kelly
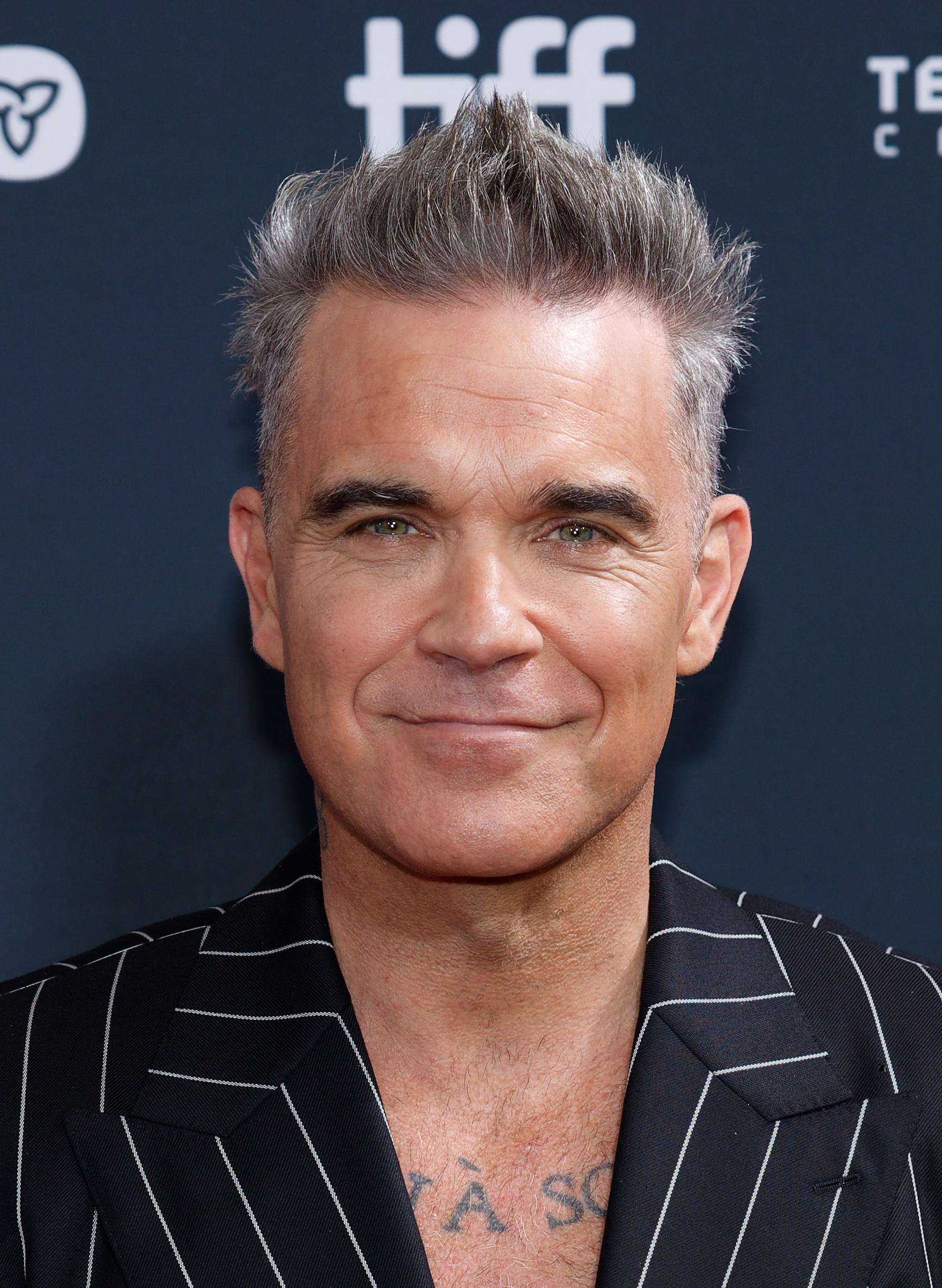
Robbie Williams
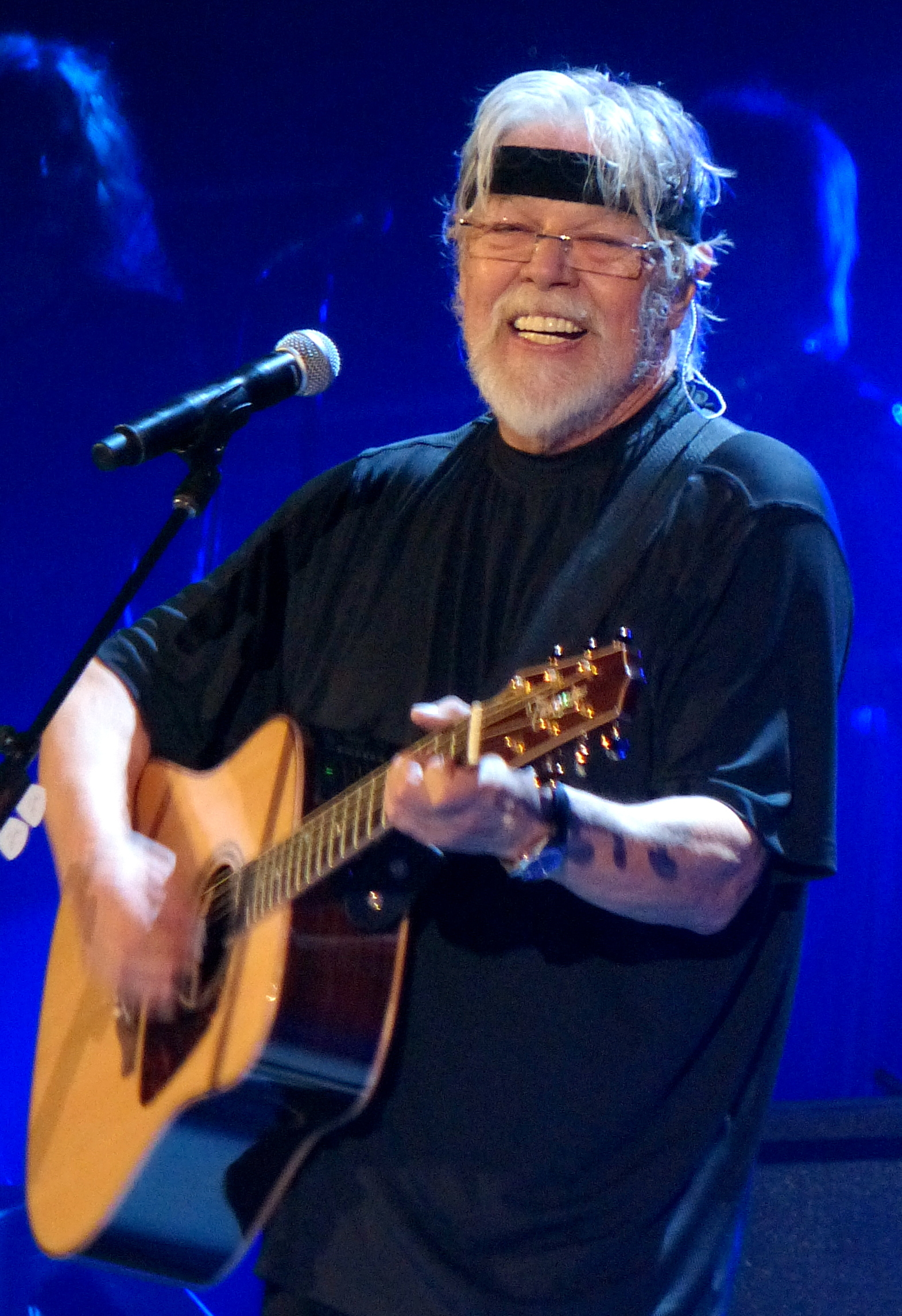
Bob Seger
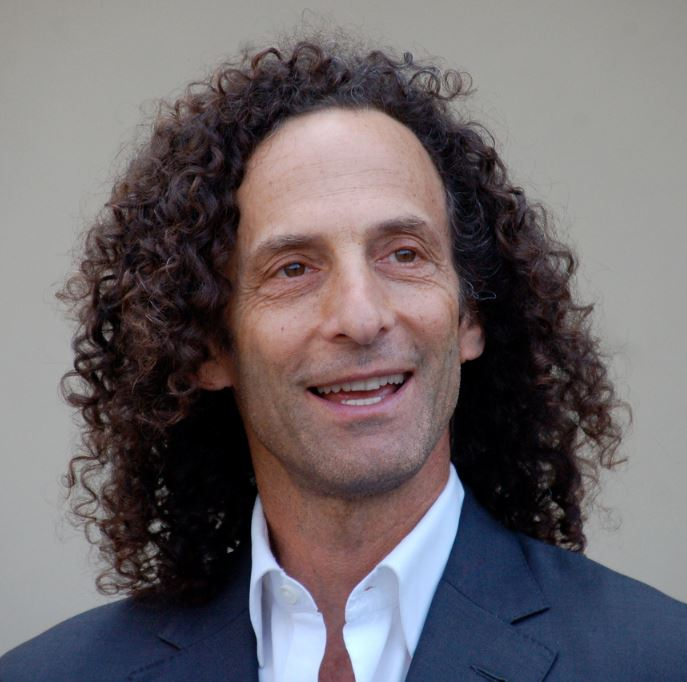
Kenny G
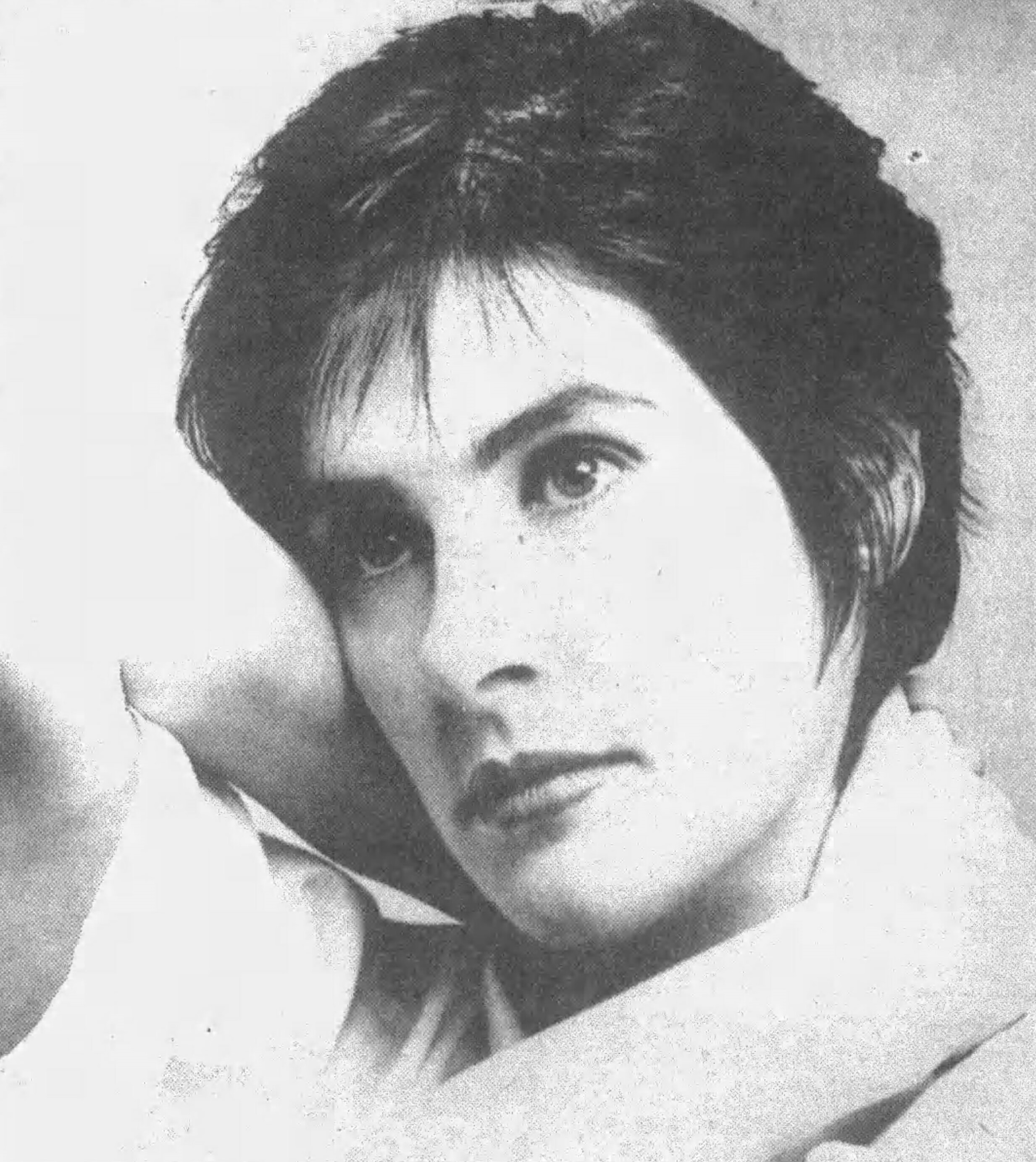
Enya
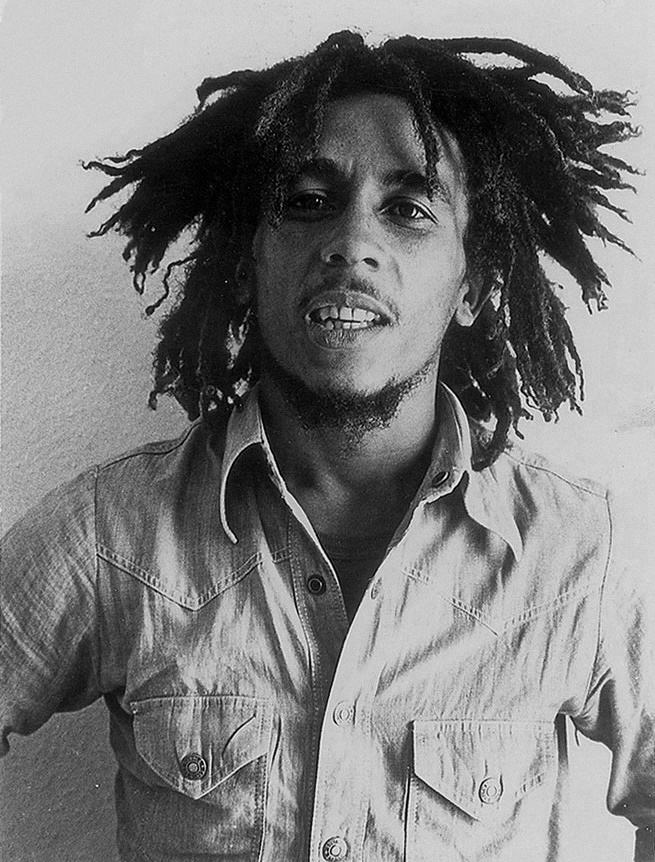
Bob Marley
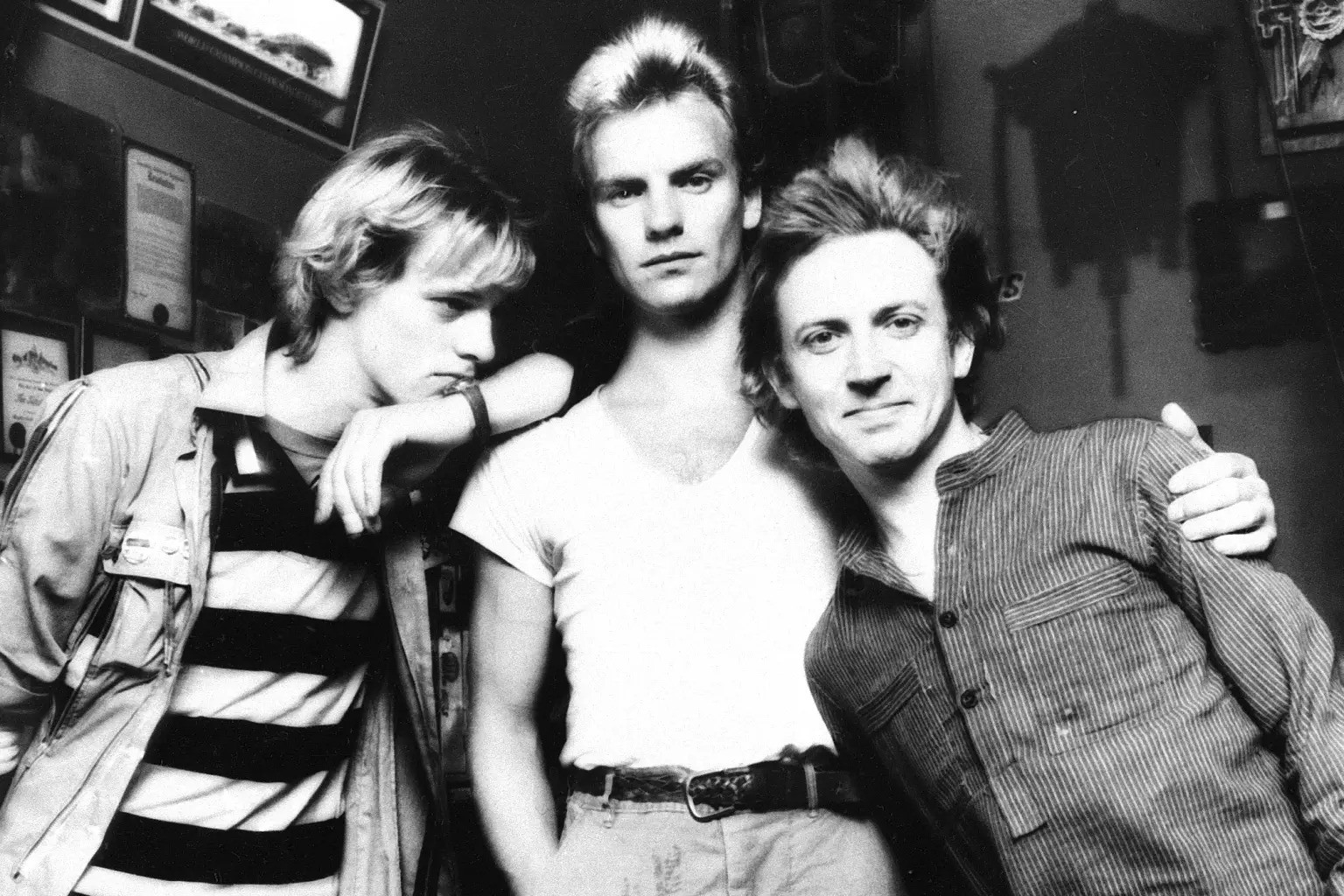
The Police
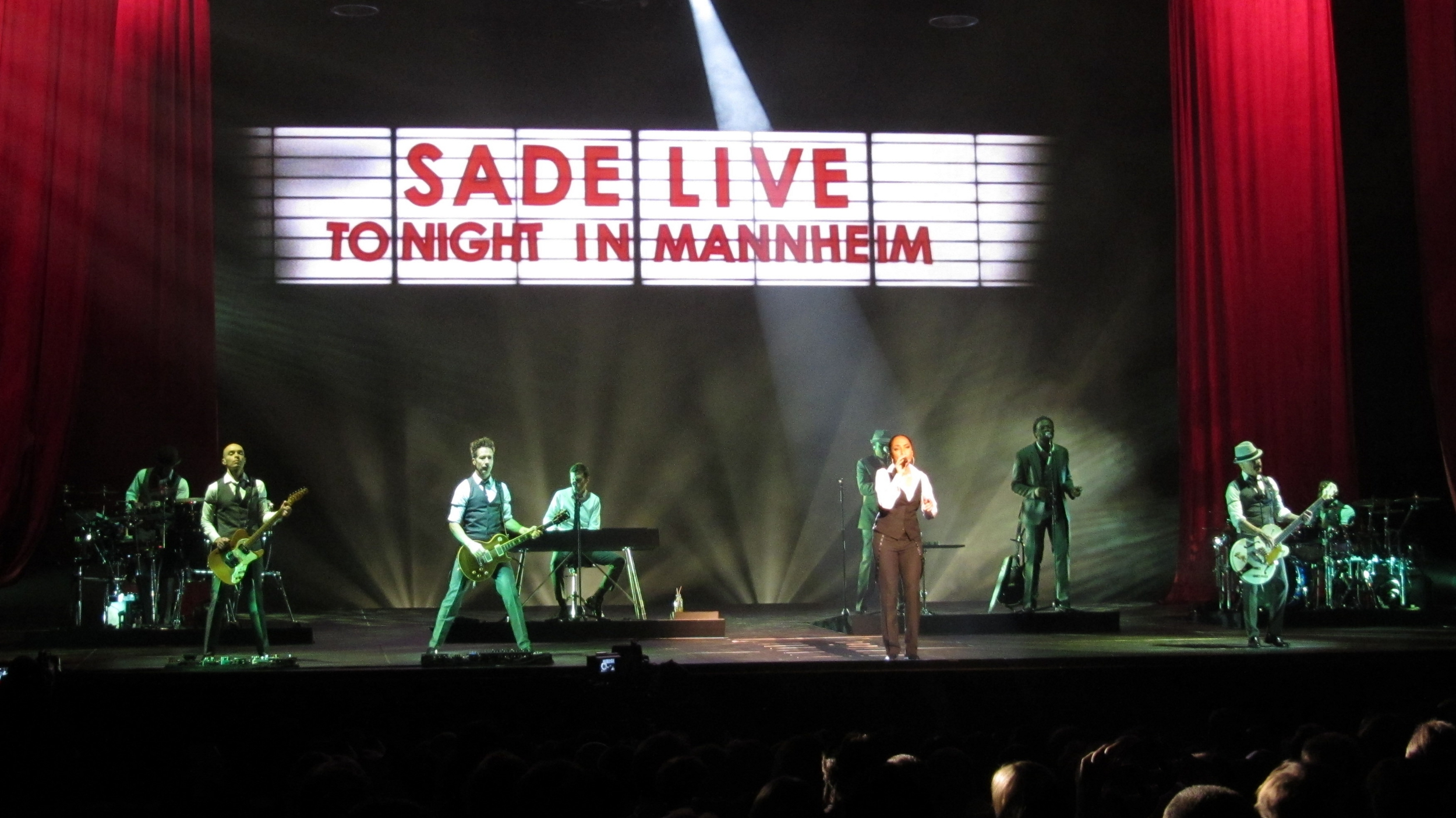
Sade
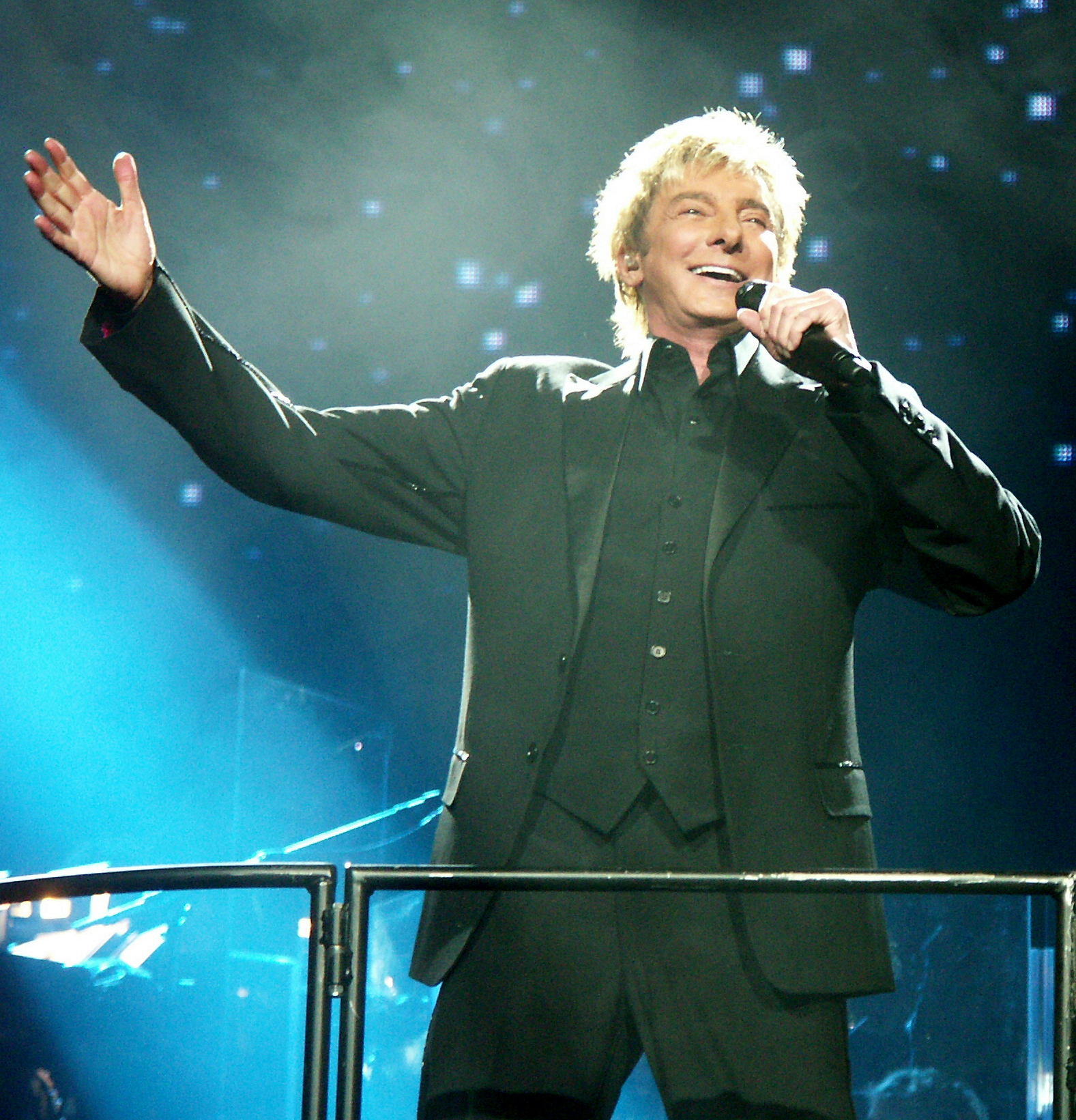
Barry Manilow
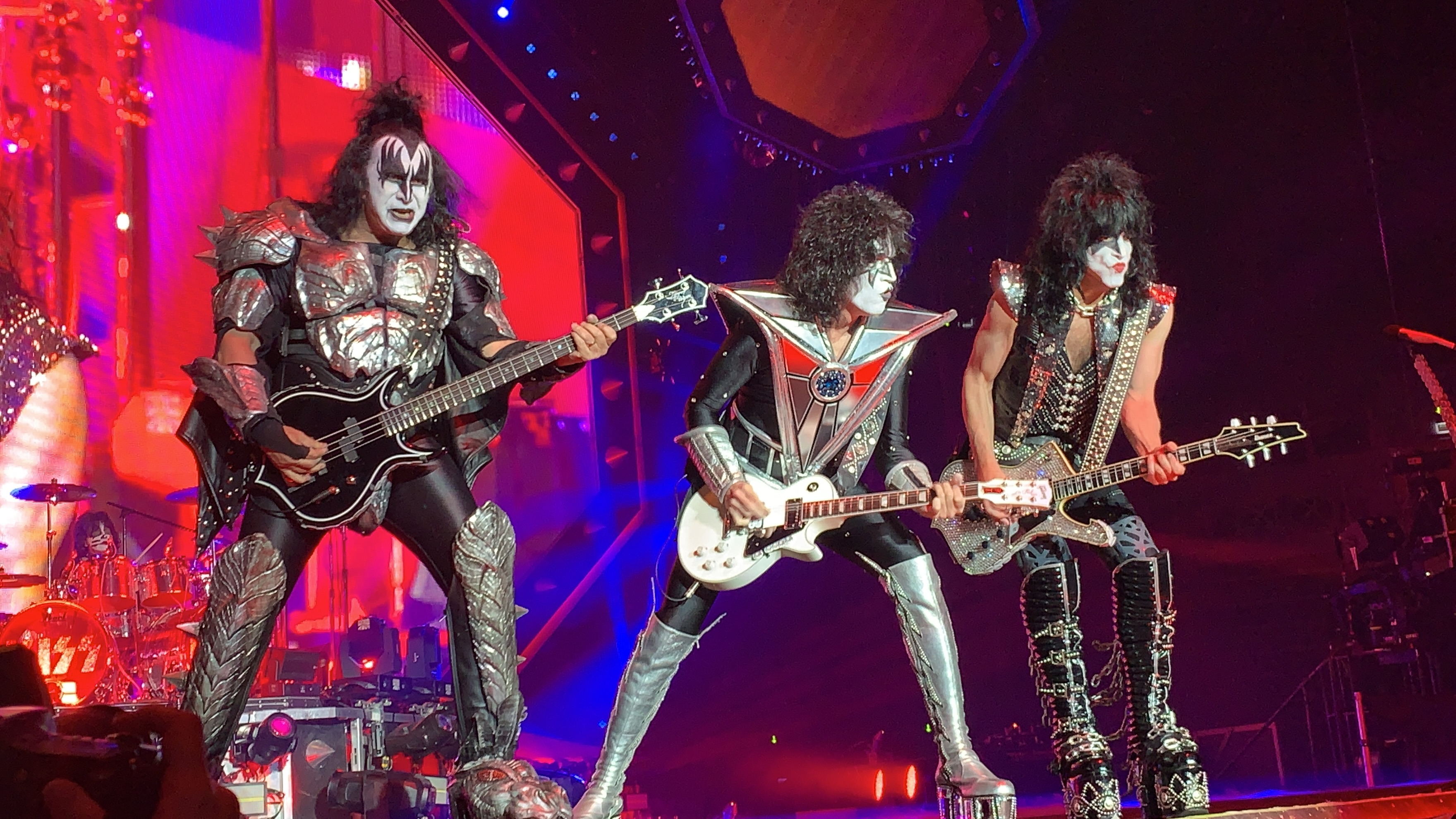
Kiss
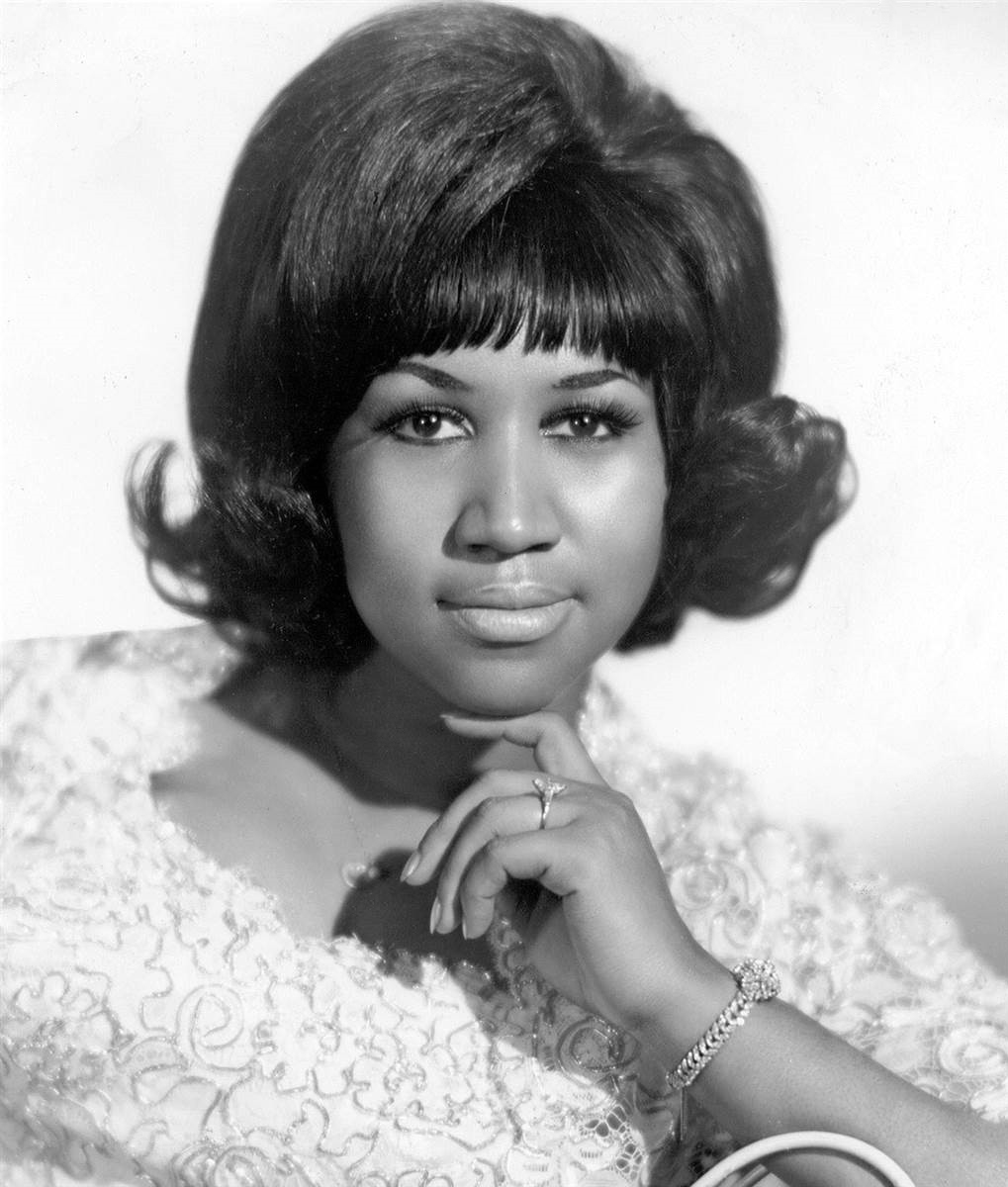
Aretha Franklin

| Artysta           | Narodowość        | Aktywność            | Gatunek                                    | Szacowana sprzedaż |
| ----------------- | ----------------- | -------------------- | ------------------------------------------ | ------------------ |
| Shakira           | Kolumbia          | od 1988              | latynoski pop / pop / pop-rock             | 95 milionów        |
| Ariana Grande     | Stany Zjednoczone | od 2008              | pop / R&B                                  | 90 milionów        |
| Alicia Keys       | Stany Zjednoczone | od 1996              | hip-hop / R&B / pop                        | 90 milionów        |
| Tim McGraw        | Stany Zjednoczone | od 1990              | country                                    | 90 milionów        |
| Johnny Cash       | Stany Zjednoczone | 1954–2003            | country / rock and roll / gospel           | 90 milionów        |
| Justin Timberlake | Stany Zjednoczone | od 1992              | pop / R&B / neo soul                       | 88 milionów        |
| R.E.M.            | Stany Zjednoczone | 1980–2011            | rock alternatywny                          | 85 milionów        |
| Kelly Clarkson    | Stany Zjednoczone | od 2002              | pop                                        | 82 miliony         |
| Post Malone       | Stany Zjednoczone | od 2013              | pop / R&B / hip-hop                        | 80 milionów        |
| Usher             | Stany Zjednoczone | od 1991              | R&B / pop                                  | 80 milionów        |
| Flo Rida          | Stany Zjednoczone | od 2007              | hip-hop / hip house / EDM                  | 80 milionów        |
| Black Eyed Peas   | Stany Zjednoczone | od 1995              | hip-hop / R&B / dance                      | 80 milionów        |
| Van Halen         | Stany Zjednoczone | 1978–2020            | hard rock / heavy metal                    | 80 milionów        |
| Ayumi Hamasaki    | Japonia           | od 1998              | J-pop / pop / dance / muzyka elektroniczna | 80 milionów        |
| Jennifer Lopez    | Stany Zjednoczone | od 1999              | pop / latynoski pop                        | 80 milionów        |
| Tom Petty         | Stany Zjednoczone | 1976–2017            | rock                                       | 80 milionów        |
| Johnny Hallyday   | Francja           | 1957–2017            | rock / pop                                 | 80 milionów        |
| Pitbull           | Stany Zjednoczone | od 2004              | hip-hop / latynoski hip-hop / pop          | 76 milionów        |
| The Weeknd        | Kanada            | od 2010              | pop / R&B                                  | 75 milionów        |
| Imagine Dragons   | Stany Zjednoczone | od 2008              | pop-rock / electropop / pop                | 75 milionów        |
| Luke Bryan        | Stany Zjednoczone | od 2001              | country / country-pop                      | 75 milionów        |
| Nirvana           | Stany Zjednoczone | 1987–1994            | grunge / rock alternatywny                 | 75 milionów        |
| Green Day         | Stany Zjednoczone | od 1987              | punk rock / pop punk / rock alternatywny   | 75 milionów        |
| Tupac Shakur      | Stany Zjednoczone | 1991–1996            | hip-hop                                    | 75 milionów        |
| Oasis             | Wielka Brytania   | 1991–2009            | rock / brit pop                            | 75 milionów        |
| Alabama           | Stany Zjednoczone | od 1972              | country / pop-rock                         | 75 milionów        |
| R. Kelly          | Stany Zjednoczone | 1989–2019            | R&B / soul / hip-hop                       | 75 milionów        |
| Robbie Williams   | Wielka Brytania   | od 1990              | pop-rock                                   | 75 milionów        |
| Bob Seger         | Stany Zjednoczone | od 1961              | rock / hard rock / pop-rock                | 75 milionów        |
| Kenny G           | Stany Zjednoczone | od 1982              | smooth jazz                                | 75 milionów        |
| Enya              | Irlandia          | od 1982              | new age / muzyka celtycka                  | 75 milionów        |
| Bob Marley        | Jamajka           | 1962–1981            | reggae                                     | 75 milionów        |
| The Police        | Wielka Brytania   | 1977–1986, 2007–2008 | pop / rock                                 | 75 milionów        |
| Sade              | Wielka Brytania   | od 1982              | jazz / R&B / soul                          | 75 milionów        |
| Barry Manilow     | Stany Zjednoczone | od 1973              | pop / soft rock                            | 75 milionów        |
| Kiss              | Stany Zjednoczone | 1972–2023            | hard rock / heavy metal                    | 75 milionów        |
| Aretha Franklin   | Stany Zjednoczone | 1956–2018            | soul / gospel / jazz / blues / R&B         | 75 milionów        |